# Segunda Guerra Sino-Japonesa
A Segunda Guerra Sino-Japonesa foi um conflito militar travado principalmente entre a República da China e o Império do Japão de 7 de julho de 1937 a 2 de setembro de 1945. O início da guerra é normalmente considerado o Incidente da Ponte Marco Polo em 1937, no qual uma disputa entre as tropas japonesas e chinesas se transformou em uma invasão em grande escala. Algumas fontes na atual República Popular da China datam o início da guerra com a Invasão japonesa da Manchúria em 1931. Na China e Taiwan, é conhecida como Guerra de Resistência contra a Agressão Japonesa.
A China lutou contra o Japão com a ajuda de voluntários da União Soviética e dos Estados Unidos. Após os ataques japoneses à Malaia e Pearl Harbor em 1941, a guerra se fundiu com outros conflitos da Segunda Guerra Mundial como um setor importante conhecido como Frente da China, Birmânia e Índia. Alguns estudiosos consideram o início da Segunda Guerra Sino-Japonesa em grande escala em 1937 como o início da Segunda Guerra Mundial. A Segunda Guerra Sino-Japonesa foi a maior guerra asiática do século XX. Foi responsável pela maioria das baixas civis e militares na Guerra do Pacífico, com entre 10 e 25 milhões de civis chineses e mais de 4 milhões de militares chineses e japoneses desaparecidos ou morreram devido à violência relacionada à guerra, fome e outras causas. A guerra foi chamada de "holocausto asiático".
A guerra foi o resultado de uma política imperialista japonesa de décadas para expandir sua influência política e militarmente, a fim de garantir o acesso às reservas de matérias-primas, alimentos e trabalho. O período após a Primeira Guerra Mundial trouxe uma pressão crescente sobre a política japonesa. Os esquerdistas buscaram sufrágio universal e maiores direitos para os trabalhadores. O aumento da produção têxtil das fábricas chinesas estava afetando negativamente a produção japonesa e a Grande Depressão causou uma grande desaceleração nas exportações. Tudo isso contribuiu para o nacionalismo militante, culminando na ascensão ao poder de uma facção militarista. Esta facção foi liderada em seu apogeu pelo gabinete Hideki Tōjō da Taisei Yokusankai (Associação de Assistência ao Regime Imperial) sob decreto do Imperador Hirohito. Em 1931, o Incidente de Mukden ajudou a desencadear a Invasão japonesa da Manchúria. Os chineses foram derrotados e o Japão que criou um novo estado fantoche, Manchukuo; muitos historiadores citam 1931 como o início da guerra. Esta opinião foi adotada pelo Governo da República Popular da China. De 1931 a 1937, a China e o Japão continuaram a escaramuçar em pequenos confrontos localizados, os chamados "incidentes".
Após o Incidente na Ponte de Marco Polo, os japoneses obtiveram grandes vitórias, capturando Pequim, Xangai e a capital chinesa de Nanquim em 1937, que resultou no Estupro de Nanquim. Depois de não conseguir impedir os japoneses na Batalha de Wuhan, o governo central chinês foi realocado para Xunquim (Chungking), no interior da China. Com o forte apoio material através do Tratado Sino-Soviético de 1937, o Exército Nacionalista da China e a Força Aérea Chinesa puderam continuar oferecendo uma grande resistência à ofensiva japonesa. Em 1939, após as vitórias chinesas em Changsha e Quancim, e com as linhas de comunicação do Japão estendidas para o interior da China, a guerra chegou a um impasse. Enquanto os japoneses também não conseguiram derrotar as forças comunistas chinesas em Xianxim, que travaram uma campanha de sabotagem e guerrilha contra os invasores, eles finalmente tiveram sucesso na batalha de um ano do Sul de Quancim para ocupar Nanning, que resultou no corte do último porto marítimo de acesso à capital do tempo de guerra, Xunquim. Embora o Japão governasse as grandes cidades, eles não tinham mão de obra suficiente para controlar o vasto campo da China. Em novembro de 1939, as forças nacionalistas chinesas iniciaram uma ofensiva de inverno em grande escala, enquanto em agosto de 1940 as forças comunistas chinesas iniciaram uma contra-ofensiva na China central. Os Estados Unidos apoiaram a China por meio de uma série de boicotes crescentes contra o Japão, culminando com o corte das exportações de aço e petróleo para o Japão em junho de 1941.
Em dezembro de 1941, o Japão atacou de surpresa Pearl Harbor e declarou guerra aos Estados Unidos. Os Estados Unidos, por sua vez, declararam guerra e aumentaram seu fluxo de ajuda para a China. Em 1944, o Japão iniciou a invasão, Operação Ichi-Go, que conquistou Honã e Changsha. No entanto, isso não provocou a rendição das forças chinesas. Em 1945, a Força Expedicionária Chinesa retomou seu avanço na Birmânia e completou a Estrada Ledo ligando a Índia à China. Ao mesmo tempo, a China lançou grandes contra-ofensivas no sul da China e retomou Hunan Ocidental e Quancim. O Japão se rendeu formalmente em 2 de setembro de 1945. A China recuperou todos os territórios perdidos para o Japão.

## Nomes

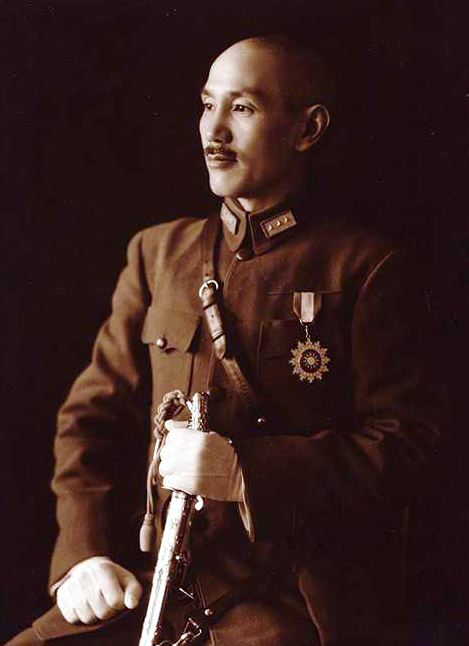
Generalissimo Chiang Kai-shek, Comandante-em-chefe aliado na frente da China de 1942 a 1945

Na China, a guerra é mais comumente conhecida como "Guerra de Resistência contra a Agressão Japonesa", e abreviada para "Resistência contra a Agressão Japonesa" ou "Guerra de Resistência". Também foi chamada de "Guerra de Resistência dos Oito Anos", mas em 2017 o Ministério da Educação Chinês emitiu uma diretiva afirmando que os livros deveriam se referir à guerra como a "Guerra de Resistência dos Quatorze Anos", refletindo um foco no conflito mais amplo com o Império do Japão que remonta a 1931. Também é referido como parte da "Guerra Global Anti-fascista", que é como a Segunda Guerra Mundial é vista pelo Partido Comunista da China e pelo Governo da República Popular da China.
No Japão, hoje em dia, o nome "Guerra Japão-China" é mais comumente usado por causa de sua objetividade percebida. Quando a invasão da China propriamente dita começou para valer em julho de 1937 perto de Pequim, o governo do Japão usou "O Incidente do Norte da China", e com a eclosão da Batalha de Xangai no mês seguinte, foi alterado para "O Incidente da China".
A palavra "incidente" foi usada pelo Japão, pois nenhum dos dois países havia feito uma declaração formal de guerra. Do ponto de vista japonês, localizar esses conflitos foi benéfico para evitar a intervenção de outras nações, principalmente do Reino Unido e dos Estados Unidos, que eram sua principal fonte de petróleo e aço, respectivamente. Uma expressão formal desses conflitos levaria potencialmente ao embargo americano de acordo com as Leis de Neutralidade da década de 1930. Além disso, devido ao status político fraturado da China, o Japão frequentemente afirmava que a China não era mais uma entidade política reconhecível contra a qual a guerra poderia ser declarada.

### Outros nomes
Na propaganda japonesa, a invasão da China se tornou uma cruzada, o primeiro passo do slogan "oito cantos do mundo sob o mesmo teto". Em 1940, o primeiro-ministro japonês Fumimaro Konoe iniciou o Taisei Yokusankai. Quando ambos os lados declararam guerra formalmente em dezembro de 1941, o nome foi substituído por "Guerra da Grande Ásia Oriental".
Embora o governo japonês ainda use o termo "Incidente na China" em documentos formais, a palavra Shina é considerada depreciativa pela China e, portanto, a mídia no Japão frequentemente parafraseia com outras expressões como "O Incidente Japão-China", que foram usadas pela mídia já na década de 1930.
O nome "Segunda Guerra Sino-Japonesa" não é comumente usado no Japão, já que a guerra que travou com a Dinastia Qing em 1894 é chamada de Guerra Qing-Japonesa em vez de Primeira Guerra Sino-Japonesa.

## Contexto histórico
As origens da Segunda Guerra Sino-Japonesa podem ser rastreadas até a Primeira Guerra Sino-Japonesa de 1894-1895, na qual a China, então sob o domínio da Dinastia Qing, foi derrotada pelo Império do Japão, forçada a ceder Taiwan ao Japão, e reconhecer a total independência da Coreia no Tratado de Shimonoseki; O Japão também anexou as ilhas Diaoyudao/Senkaku no início de 1895 como resultado de sua vitória no final da guerra (o Japão afirma que as ilhas estavam desabitadas em 1895). A Dinastia Qing estava à beira do colapso devido às revoltas internas e ao imperialismo estrangeiro, enquanto o Japão emergiu como uma grande potência através de suas medidas eficazes de modernização.

### República da China
A República da China foi fundada em 1912, após a Revolução Xinhai que derrubou a última dinastia imperial da China, a Dinastia Qing (1644-1911). No entanto, a autoridade central se desintegrou e a autoridade da República sucumbiu à dos senhores da guerra regionais, principalmente do antigo Exército de Beiyang. Unificar a nação e repelir o imperialismo parecia uma possibilidade muito remota. Alguns senhores da guerra até se aliaram a várias potências estrangeiras em suas batalhas entre si. Por exemplo, o senhor da guerra Zhang Zuolin da Manchúria, da Camarilha de Fengtian, cooperou abertamente com os japoneses para obter assistência militar e econômica.

### Vinte e Uma Demandas
Em 1915, o Império do Japão emitiu as Vinte e Uma Demandas para extorquir privilégios políticos e comerciais adicionais da China, o que foi aceito por Yuan Shikai. Após a Primeira Guerra Mundial, o Japão adquiriu a esfera de influência do Império Alemão na província de Xantum, levando a protestos anti-japoneses em todo o país e manifestações em massa na China. Sob o Governo de Beiyang, a China permaneceu fragmentada e foi incapaz de resistir às incursões estrangeiras. Com o propósito de unificar a China e derrotar os senhores da guerra regionais, o Kuomintang (KMT, alternativamente conhecido como Partido Nacionalista Chinês) em Guangzhou iniciou a Expedição do Norte de 1926 a 1928 com assistência limitada da União Soviética.

### Incidente de Jinan
O Exército Nacional Revolucionário Chinês (NRA) formado pelo Kuomintang (KMT) varreu o sul e o centro da China até ser detido em Xantum, onde os confrontos com a guarnição japonesa se transformaram em conflito armado. Os conflitos foram conhecidos coletivamente como o Incidente de Jinan em 1928, período durante o qual os militares japoneses mataram vários oficiais chineses e disparam projéteis de artilharia contra Jinan. Acredita-se que entre 2 mil e 11 mil civis chineses e japoneses foram mortos durante esses conflitos. As relações entre o Governo Nacionalista Chinês e o Império do Japão pioraram gravemente como resultado do Incidente de Jinan.

### Reunificação da China (1928)
Conforme o Exército Nacional Revolucionário Chinês se aproximava de Pequim, Zhang Zuolin decidiu recuar para a Manchúria, antes de ser assassinado pelo Exército de Guangdong em 1928. Seu filho, Zhang Xueliang, assumiu como líder da Camarilha de Fengtian na Manchúria. Mais tarde no mesmo ano, Zhang decidiu declarar sua lealdade ao Governo Nacionalista em Nanquim sob Chiang Kai-shek e, consequentemente, a China foi nominalmente reunificada sob um governo.

### Conflito Sino-Soviético de 1929
O conflito de julho a novembro de 1929 sobre a Ferrovia da China Oriental (CER) aumentou ainda mais as tensões no nordeste que levaram ao Incidente de Mukden e, eventualmente, à Segunda Guerra Sino-Japonesa. A vitória do Exército Vermelho Soviético sobre as forças de Zhang Xueliang não apenas reafirmou o controle soviético sobre o CER na Manchúria, mas revelou as fraquezas militares chinesas que os oficiais do Exército de Guangdong japoneses logo notaram.
O desempenho do Exército Vermelho Soviético também surpreendeu os japoneses. A Manchúria era fundamental para a política japonesa da Ásia Oriental. Ambas as Conferências da Região Imperial Oriental de 1921 e 1927 reconfirmaram o compromisso do Império do Japão de ser a potência dominante no nordeste. A vitória do Exército Vermelho em 1929 abalou profundamente essa política e reabriu o problema da Manchúria. Em 1930, o Exército de Guangdong percebeu que enfrentava um Exército Vermelho que estava ficando cada vez mais forte. A hora de agir se aproximava e os planos japoneses de conquistar o nordeste foram acelerados.

### Partido Comunista da China
Em 1930, a Guerra das Planícies Centrais estourou em toda a China, envolvendo comandantes regionais que haviam lutado em aliança com o Kuomintang durante a Expedição do Norte e o Governo de Nanquim sob Chiang Kai-shek. O Partido Comunista da China (PCC) já havia lutado abertamente contra o Governo de Nanquim após o Massacre de Xangai de 1927 e continuou a se expandir durante a Guerra Civil Chinesa. O governo de Kuomintang em Nanquim decidiu concentrar seus esforços na supressão dos comunistas chineses por meio das Campanhas de Cerco, seguindo a política de "primeiro pacificação interna, depois resistência externa".

## Prelúdio: Invasão da Manchúria e norte da China

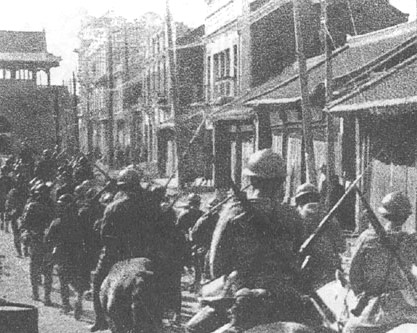
Tropas japonesas entrando em Shenyang durante o Incidente de Mukden

A guerra destrutiva na China proporcionou excelentes oportunidades para o Império do Japão, que via a Manchúria como um suprimento ilimitado de matérias-primas, um mercado para seus produtos manufaturados (agora excluídos dos mercados de muitos países ocidentais como resultado das tarifas da era da Grande Depressão), e um estado-tampão protetor contra a União Soviética na Sibéria. O Japão invadiu a Manchúria imediatamente após o Incidente de Mukden em setembro de 1931. O Japão denunciou que seus direitos na Manchúria, haviam sido estabelecidos como resultado de sua vitória no final da Guerra Russo-Japonesa, foram sistematicamente violados e houve "mais de 120 casos de violação de direitos e interesses, interferência nos negócios, boicote de produtos japoneses, tributação não razoável, detenção de indivíduos, confisco de propriedades, despejo, pedido de cessação de negócios, agressão e espancamento e opressão de residentes coreanos".
Após cinco meses de luta, o Japão estabeleceu o estado fantoche de Manchukuo em 1932 e instalou o último Imperador da China, Pu Yi, como seu governante fantoche. Militarmente fraco demais para desafiar o Japão diretamente, a China apelou à Liga das Nações por ajuda. A investigação da Liga levou à publicação do Relatório Lytton, condenando o Japão por sua incursão na Manchúria, levando o Japão a se retirar da Liga das Nações. Nenhum país tomou medidas contra o Japão além da censura morna.
Lutas incessantes seguiram o Incidente de Mukden. Em 1932, as tropas chinesas e japonesas lutaram na batalha do Incidente de 28 de Janeiro. Isso resultou na desmilitarização de Xangai, que proibiu os chineses de enviar tropas para sua própria cidade. Em Manchukuo, havia uma campanha em andamento para derrotar os Exércitos de Voluntários Anti-Japoneses, que surgiu a partir da indignação generalizada com a política de não resistência ao Japão.

Expansão territorial do Império do Japão

Em 1933, os japoneses atacaram a região da Grande Muralha. A Trégua de Tanggu estabelecida nessas consequências, deu ao Japão o controle da província de Jehol, bem como uma zona desmilitarizada entre a Grande Muralha e a região de Pequim-Tianjin. O Japão pretendia criar outra zona tampão entre Manchukuo e o Governo nacionalista de Nanquim.
O Japão explorou cada vez mais os conflitos internos da China para reduzir a força de seus oponentes rebeldes. Mesmo anos após a Expedição do Norte, o poder político do governo nacionalista foi limitado apenas à área do Delta do Rio Yangtzé. Outras seções da China estavam essencialmente nas mãos de senhores da guerra regionais. O Japão procurou vários colaboracionistas chineses e os ajudou a estabelecer governos amigos do Japão. Essa política foi chamada de Especialização do Norte da China, mais comumente conhecida como Movimento Autônomo do Norte da China. As províncias do norte afetadas por esta política foram Chahar, Suiyuan, Hebei, Xanxim e Xantum.
Essa política japonesa foi mais eficaz na atual área da Mongólia Interior e Hebei. Em 1935, sob pressão japonesa, a China assinou o Acordo He–Umezu, que proibia o Kuomintang de conduzir operações do partido em Hebei. No mesmo ano, o Acordo Chin–Doihara foi assinado expulsando o Kuomintang de Chahar. Assim, no final de 1935, o governo chinês havia basicamente abandonado o norte da China. Em seu lugar, foram estabelecidos o Conselho Autônomo de Hebei Oriental e o Conselho Político de Hebei–Chahar apoiados pelos japoneses. Lá, no espaço vazio de Chahar, o Governo Militar Mongol foi formado em 12 de maio de 1936. O Japão forneceu toda a ajuda militar e econômica necessária. Posteriormente, as forças voluntárias chinesas continuaram a resistir à agressão japonesa na Manchúria e em Chahar e Suiyuan.

## Curso da guerra

### 1937: Invasão em grande escala da China

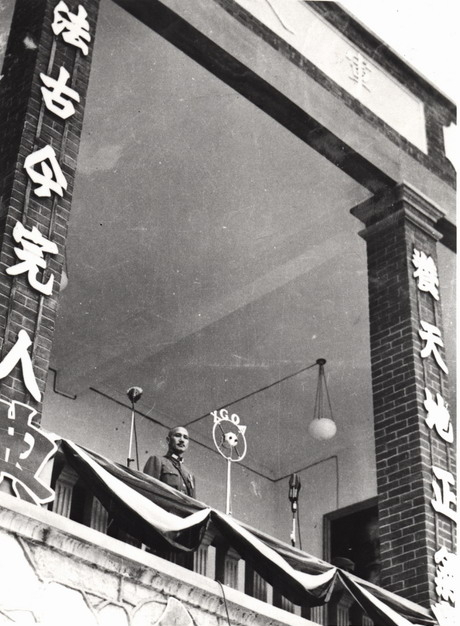
Generalíssimo Chiang Kai-shek, anunciando a política de resistência do Kuomintang contra o Império do Japão em Lushan em 10 de julho de 1937, três dias após o Incidente da Ponte Marco Polo.

Na noite de 7 de julho de 1937, tropas chinesas e japonesas trocaram tiros nas proximidades da Ponte Marco Polo, uma via de acesso crucial para Pequim. O que começou como escaramuça esporádica e confusa logo se transformou em uma batalha em grande escala na qual Pequim e sua cidade portuária de Tianjin caíram nas mãos das forças japonesas (julho-agosto de 1937). Em 29 de julho, cerca de 5 mil soldados do 1.º e 2.º Corpos do Exército de Hopei Oriental se amotinaram, se voltando contra a guarnição japonesa. Além de militares japoneses, cerca de 260 civis que viviam em Tongzhou, de acordo com o Protocolo Boxer de 1901, foram mortos na revolta (predominantemente japoneses, incluindo a força policial e também alguns coreanos étnicos). Os chineses então incendiaram e destruíram grande parte da cidade. Apenas cerca de 60 civis japoneses sobreviveram, que forneceram a jornalistas e, posteriormente, historiadores relatos de testemunhas em primeira mão. Como resultado da violência do motim contra civis japoneses, o Motim de Tungchow abalou fortemente a opinião pública no Império do Japão.

### Batalha de Xangai

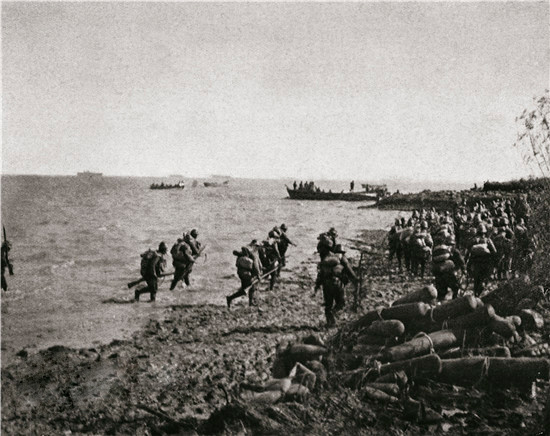
Desembarque japonês perto de Xangai, novembro de 1937

O Quartel-General Imperial (GHQ) em Tóquio, satisfeito com os ganhos adquiridos no norte da China após o Incidente da Ponte Marco Polo, inicialmente mostrou relutância em escalar o conflito para uma guerra em grande escala. O Kuomintang, entretanto, determinou que o "ponto de ruptura" da agressão japonesa havia sido alcançado. Chiang Kai-shek rapidamente mobilizou o exército e a força aérea do governo central, colocou-os sob seu comando direto e sitiou a área japonesa da Concessão Internacional de Xangai, onde 30 mil civis japoneses viviam com 30 mil soldados em 12 de agosto de 1937.

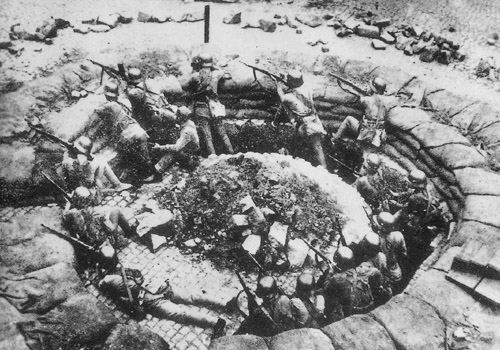
Um ninho de metralhadoras do Exército Nacional Revolucionário Chinês em Xangai

Em 13 de agosto de 1937, soldados e aviões de guerra do Kuomintang atacaram as posições dos fuzileiros navais japoneses em Xangai, levando à Batalha de Xangai. Em 14 de agosto, aviões do Kuomintang bombardearam acidentalmente a Concessão Internacional de Xangai, o que causou mais de 3 mil mortes de civis. Nos três dias de 14 a 16 de agosto de 1937, a Marinha Imperial Japonesa enviou muitos bombardeiros avançados Mitsubishi G3M de longo alcance e diversos aviões de porta-aviões com a expectativa de destruir o Força Aérea Chinesa. No entanto, a Marinha Imperial Japonesa encontrou resistência inesperada dos esquadrões de caça chineses Curtiss Hawk II/Hawk III e Boeing P-26 Peashooter; sofrendo pesadas perdas (50%) dos pilotos chineses defensores (14 de agosto foi posteriormente comemorado pelo Kuomintang como o Dia da Força Aérea na China).

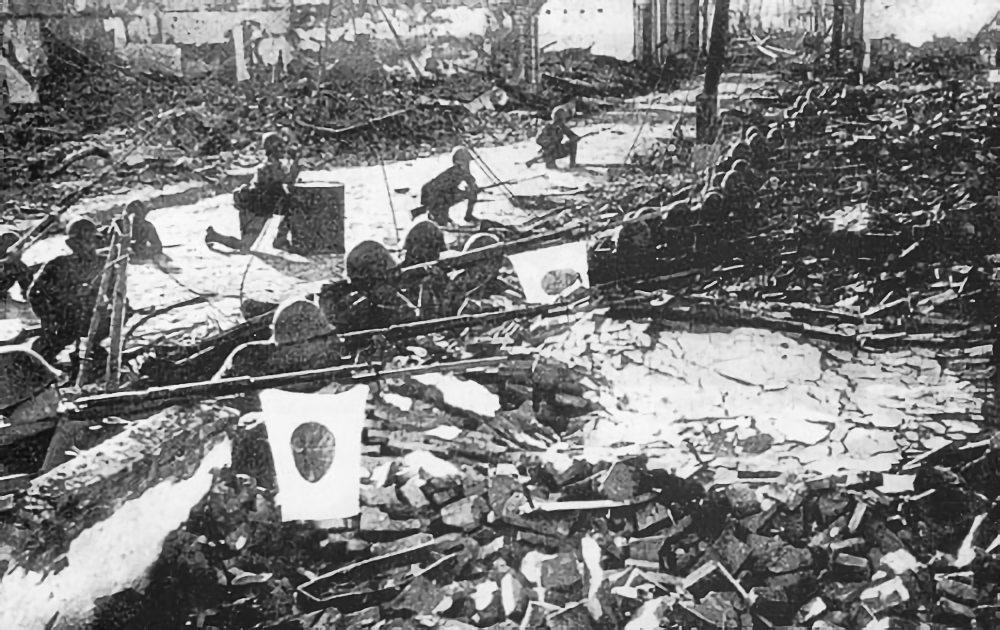
Tropas japonesas nas ruínas de Xangai

Os céus da China haviam se tornado uma zona de teste para projetos de aviões de combate biplanos avançados e monoplanos de nova geração. A introdução dos avançados caças Mitsubishi A5M "Claude" no frente de operações de Xangai-Nanquim, a partir de 18 de setembro de 1937, ajudou os japoneses a atingir um certo nível de superioridade aérea. No entanto, os poucos pilotos veteranos chineses experientes, bem como vários pilotos de caça voluntários sino-americanos, incluindo o major Arthur Chin, o major John Wong Pan-yang e o capitão Chan Kee-Wong, mesmo em seus biplanos mais velhos e mais lentos, provaram ser mais do que capazes de se defender contra os elegantes A5Ms em dogfights, e também provou ser uma batalha de atrito contra a Força Aérea Chinesa. No início da batalha, a força local do Exército Nacional Revolucionário Chinês era de cerca de cinco divisões, ou cerca de 70 mil soldados, enquanto as forças japonesas locais compreendiam cerca de 6,3 mil fuzileiros navais. Em 23 de agosto, reforços do Exército Imperial Japonês conseguiram desembarcar no norte de Xangai. O Exército Imperial Japonês finalmente comprometeu mais de 200 mil soldados, juntamente com vários navios e aviões navais, para capturar a cidade. Depois de mais de três meses de combates intensos, suas baixas excederam em muito as expectativas iniciais. Em 26 de outubro, o Exército Imperial Japonês capturou Dachang, um importante ponto forte dentro de Xangai, e em 5 de novembro, reforços adicionais do Japão desembarcaram da baía de Hancheu. Finalmente, em 9 de novembro, o Exército Nacional Revolucionário Chinês deu início a uma retirada geral.

### Batalha de Nanquim e Massacre de Nanquim

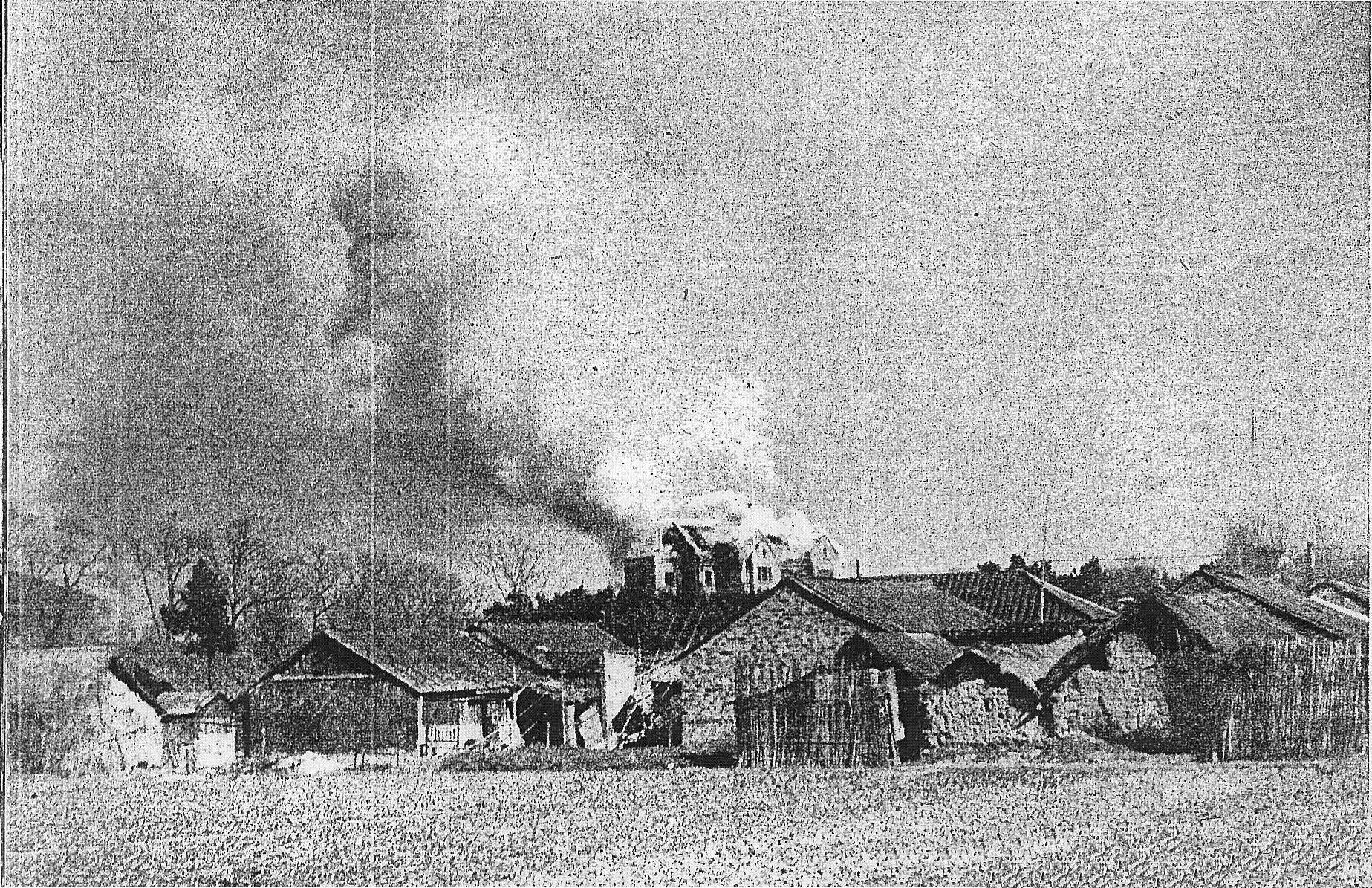
Embaixada soviética em Nanquim sendo incendiada por em 1 de janeiro de 1938

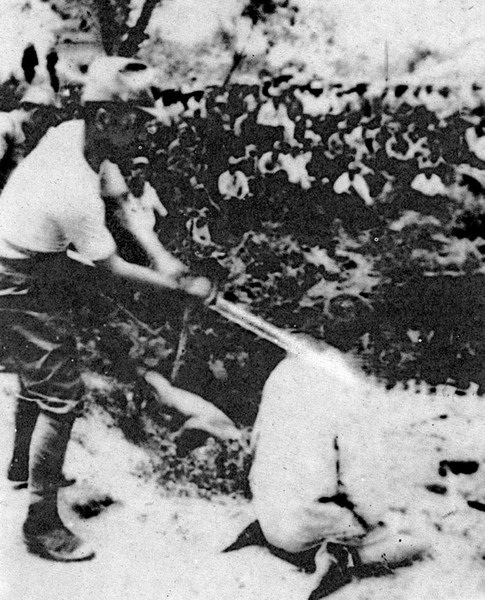
Um prisioneiro de guerra chinês prestes a ser decapitado por um oficial japonês com uma shin gunto

Com base na vitória duramente conquistada em Xangai, o Exército Imperial Japonês conquistou a capital do Kuomintang, Nanquim (dezembro de 1937) e o norte de Shanxi (setembro-novembro de 1937). Essas campanhas envolveram aproximadamente 350 mil soldados japoneses e consideravelmente mais chineses.
Os historiadores estimam que entre 13 de dezembro de 1937 e o final de janeiro de 1938, as forças japonesas mataram ou feriram cerca de 40 mil a 300 mil chineses (principalmente civis) no "Massacre de Nanquim" (também conhecido como "Estupro de Nanquim"), após sua queda. No entanto, o historiador David Askew, da Universidade Ritsumeikan do Japão, argumentou que menos de 32 mil civis e soldados morreram e não mais do que 250 mil civis poderiam ter permanecido em Nanquim, a grande maioria dos quais se refugiou na Zona de Segurança de Nanquim, uma zona de segurança estabelecida no exterior liderado por John Rabe, que era um oficial do Partido Nazista da Alemanha Nazista. Mais de 75% da população civil de Nanquim já havia fugido de Nanquim antes do início da batalha, enquanto a maioria do restante se refugiou na Zona de Segurança de Nanquim, deixando apenas classes párias destituídas como o povo Tanka e o povo Duo para trás.
Em 2005, um livro de história preparado pela Sociedade Japonesa para a Reforma do Livro Didático de História, que foi aprovado pelo governo em 2001, gerou um grande clamor e protestos na China e na Coreia. Referiu-se ao Massacre de Nanquim e outras atrocidades como o Massacre de Manila como um "incidente", encobriu a questão do estupro das mulheres e fez apenas breves referências à morte de soldados e civis chineses em Nanquim. Uma cópia da versão de 2005 de um livro de ensino fundamental intitulado New History Textbook descobriu que não há menção ao "Massacre de Nanquim" ou ao "Incidente de Nanquim". Na verdade, a única frase que se referia a este evento foi: "eles [as tropas japonesas] ocuparam aquela cidade em dezembro". Em 2015, alguns negacionistas japoneses de direita negam que o massacre tenha ocorrido e têm feito lobby para a revisão e exclusão de informações nos livros escolares japoneses.

### 1938
No início de 1938, a liderança em Tóquio ainda esperava limitar o alcance do conflito para ocupar áreas ao redor de Xangai, Nanquim e grande parte do norte da China. Eles pensaram que isso preservaria forças para um confronto antecipado com a União Soviética, mas agora o governo japonês e o Quartel-General Imperial haviam efetivamente perdido o controle do Exército Imperial Japonês na China. Com muitas vitórias alcançadas, os generais de campo japoneses escalaram a guerra em Jiangsu na tentativa de eliminar a resistência chinesa, mas foram derrotados na Batalha de Tai'erzhuang (março-abril de 1938). Posteriormente, o Exército Imperial Japonês mudou sua estratégia e implantou quase todos os seus exércitos existentes na China para atacar a cidade de Wuhan, que havia se tornado o centro político, econômico e militar da China, na esperança de destruir a força de combate do Exército Nacional Revolucionário Chinês e de forçar o governo Kuomintang para negociar a paz. Em 6 de junho, eles capturaram Kaifeng, a capital de Honã, e ameaçaram tomar Zhengzhou, a junção das ferrovias de Pinghan e Longhai. Para impedir os avanços japoneses no oeste e no sul da China, Chiang Kai-shek, por sugestão de Chen Guofu, ordenou a abertura dos diques no rio Amarelo perto de Zhengzhou. O plano original era destruir o dique em Zhaokou, mas devido às dificuldades naquele local, o dique Huayuankou na margem sul foi destruído em 5 de junho e 7 de junho por escavações, com enchentes sobre o leste de Honã, centro de Anhui e centro-norte de Jiangsu. As enchentes cobriram e destruíram milhares de quilômetros quadrados de terras agrícolas e deslocaram a foz do rio Amarelo centenas de quilômetros ao sul. Milhares de aldeias foram inundadas ou destruídas e vários milhões de moradores foram forçados a deixar suas casas. 400 mil pessoas, incluindo soldados japoneses, morreram afogadas e outros 10 milhões se tornaram refugiados. Os rios ficaram cheios de cadáveres enquanto os moradores do navio Tanka se afogavam devido ao emborcamento. Os danos às plantações também afetaram a população, o que gerou fome posteriormente. Apesar disso, os japoneses capturaram Wuhan em 27 de outubro de 1938, forçando o Kuomintang a recuar para Xunquim, mas Chiang Kai-shek ainda se recusou a negociar, dizendo que só consideraria negociações se o Império do Japão concordasse em se retirar para a fronteiras do período pré-1937. Em 1937, o Exército Imperial Japonês marchou rapidamente para o coração do território chinês.
Com as baixas japonesas e os custos aumentando, o Quartel General Imperial tentou quebrar a resistência chinesa ordenando que os ramos aéreos de sua marinha e exército iniciassem os primeiros ataques aéreos massivos da guerra contra alvos civis. Os invasores japoneses atacaram a recém-criada capital provisória do Kuomintang, Xunquim, e a maioria das outras grandes cidades da China desocupada, deixando muitas pessoas mortas, feridas ou desabrigadas.

### 1939-1940: Contra-ataque e impasse chinês

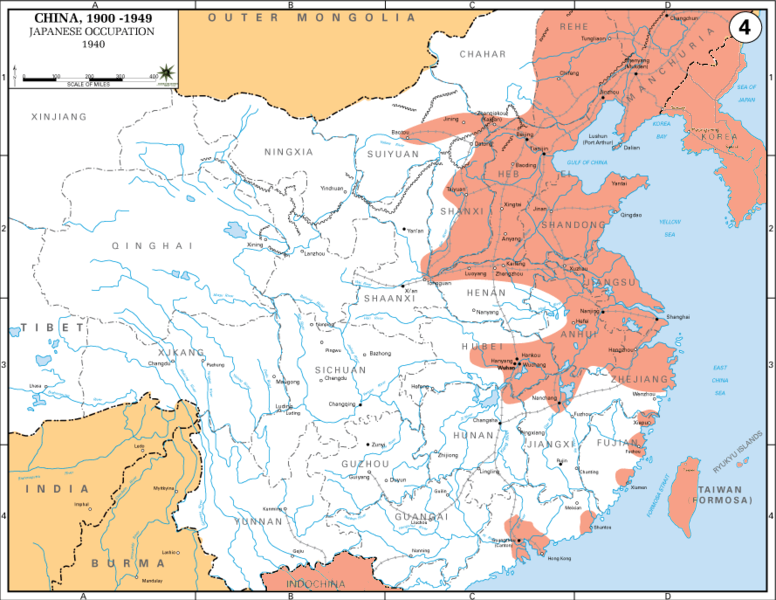
Mapa mostrando a extensão da ocupação japonesa em 1941 (em vermelho)

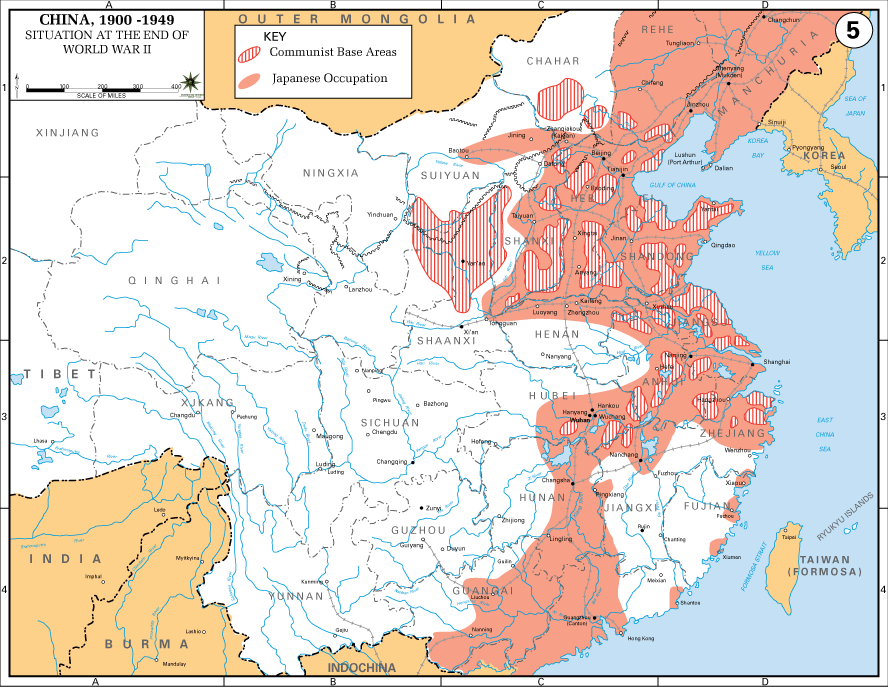
Ocupação japonesa (vermelho) do leste da China perto do fim da guerra e bases guerrilheiras comunistas (listradas)

Desde o início de 1939, a guerra entrou em uma nova fase com a derrota sem precedentes dos japoneses na Batalha de Suixian-Zaoyang, 1.ª Batalha de Changsha, Batalha do Sul de Quancim e Batalha de Zaoyi. Esses resultados encorajaram os chineses a iniciar sua primeira contra-ofensiva em grande escala contra o Exército Imperial Japonês no início de 1940; no entanto, devido à sua baixa capacidade militar-industrial e experiência limitada na guerra moderna, esta ofensiva foi derrotada. Posteriormente, Chiang Kai-shek não poderia arriscar mais nenhuma campanha ofensiva total, devido ao estado mal treinado, subequipado e desorganizado de seus exércitos e à oposição à sua liderança tanto dentro do Kuomintang quanto na China em geral. Ele havia perdido uma parte substancial de suas tropas mais bem treinadas e equipadas na Batalha de Xangai e às vezes estava à mercê de seus generais, que mantinham um alto grau de autonomia do governo central do Kuomintang.
Durante a ofensiva, as forças Hui em Suiyuan sob os generais Ma Hongbin e Ma Buqing derrotaram o Exército Imperial Japonês e suas forças fantoches da Mongólia Interior e impediram o planejado avanço japonês para o noroeste da China. O pai de Ma Hongbin, Ma Fulu, lutou contra os japoneses na Levante dos Boxers. O general Ma Biao liderou a cavalaria de Hui, Salar e Dongxiang para derrotar os japoneses na Batalha de Huaiyang. Ma Biao lutou contra os japoneses na Levante dos Boxers.

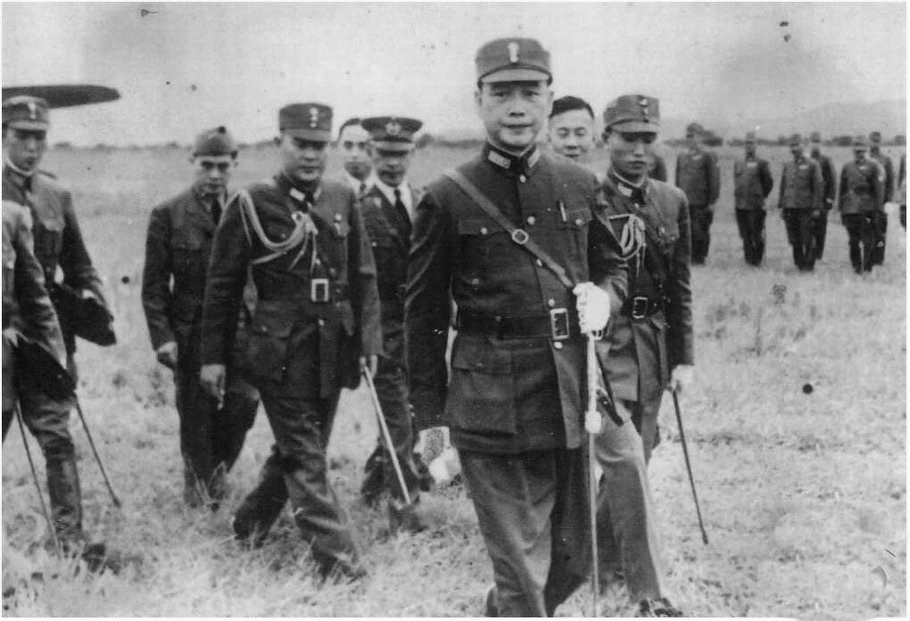
Wang Jingwei e oficiais do Exército Colaboracionista Chinês

Depois de 1940, os japoneses encontraram enormes dificuldades para administrar e guarnecer os territórios apreendidos e tentaram resolver seus problemas de ocupação implementando uma estratégia de criação de governos fantoches amigáveis, favoráveis aos interesses japoneses nos territórios conquistados, principalmente o Governo nacionalista de Nanquim chefiado pelo antigo Wang Jingwei, premier do Kuomintang. No entanto, as atrocidades cometidas pelo Exército Imperial Japonês, bem como a recusa  japonesa de delegar qualquer poder real, deixaram os fantoches muito impopulares e ineficazes. O único sucesso que os japoneses tiveram foi recrutar um grande Exército Colaboracionista Chinês para manter a segurança pública nas áreas ocupadas.

### Expansão japonesa

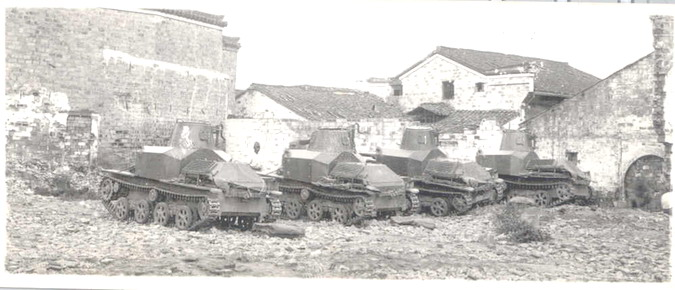
Carros blindados pesados Type 92 perto de Nanquim, 1941

Em 1941, o Império do Japão detinha a maior parte das áreas costeiras orientais da China e da Indochina Francesa, mas a luta de guerrilha continuou nessas áreas ocupadas. O Japão havia sofrido muitas baixas com a resistência chinesa inesperadamente teimosa, e nenhum dos lados poderia fazer qualquer progresso rápido à maneira da Alemanha Nazista na Europa Ocidental.
Em 1943, Guangdong passou fome. À medida que a situação piorava, os compatriotas chineses de Nova Iorque receberam uma carta afirmando que 600 mil pessoas foram mortas de fome em Siyi.

### Estratégia da resistência chinesa
A base da estratégia chinesa antes da entrada dos Aliados Ocidentais pode ser dividida em dois períodos da seguinte forma:
- Primeiro período: 7 de julho de 1937 (Incidente da Ponte Marco Polo) - 25 de outubro de 1938 (fim da Batalha de Wuhan com a queda da cidade).
- Segundo período: 25 de outubro de 1938 (após a queda de Wuhan) - dezembro de 1941 (antes da declaração de guerra dos Aliados contra o Império do Japão).

#### Primeiro período (julho de 1937 - outubro de 1938)
Ao contrário do Império do Japão, a China não estava preparada para uma guerra total e tinha pouca força militar-industrial, nenhuma divisão mecanizada e poucas forças blindadas. Até meados da década de 1930, a China esperava que a Liga das Nações fornecesse contra-medidas à agressão japonesa. Além disso, o governo do Kuomintang estava atolado em uma guerra civil contra o Partido Comunista da China, conforme Chiang Kai-shek foi citado: "os japoneses são uma doença de pele, os comunistas são uma doença do coração". A Segunda Frente Unida entre o Kuomintang e o Partido Comunista nunca foi verdadeiramente unificado, pois cada lado se preparava para um confronto com o outro assim que os japoneses fossem expulsos.

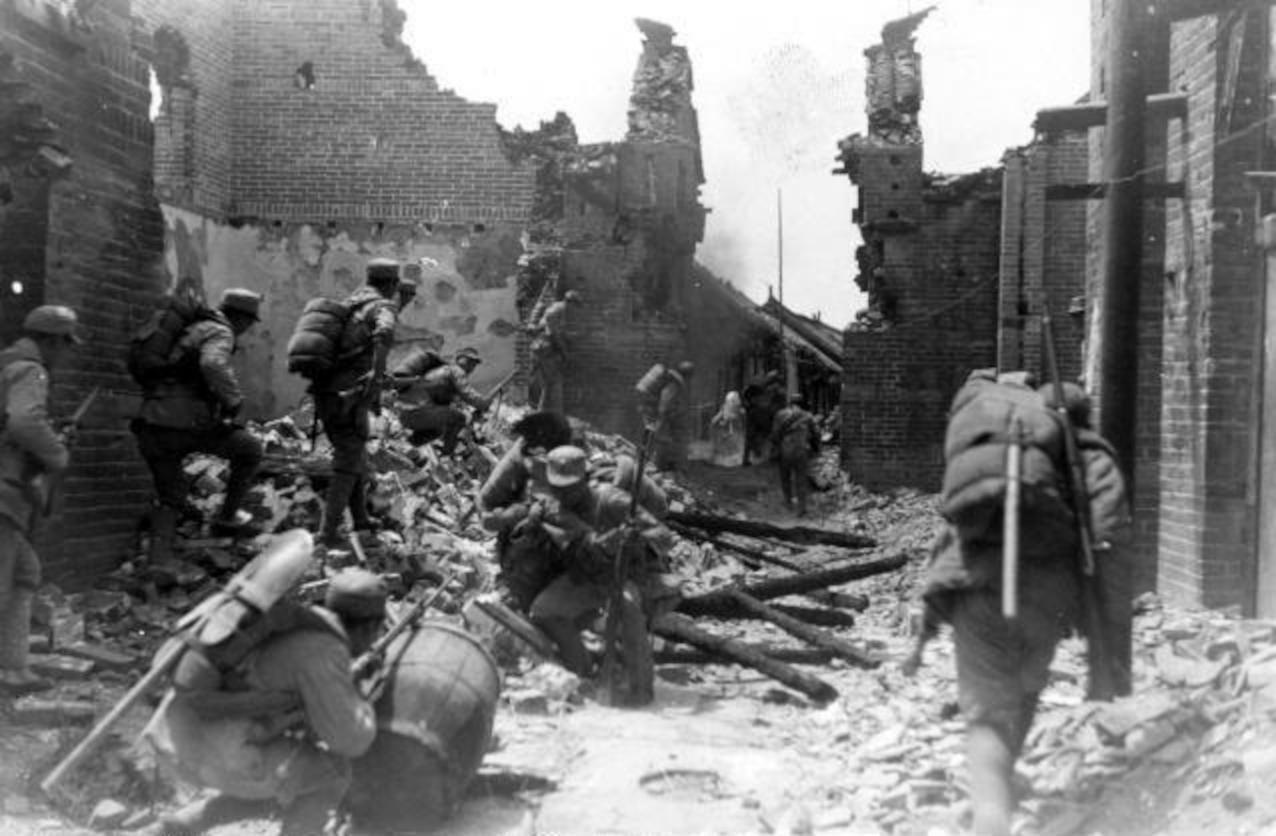
Soldados chineses lutando de casa-em-casa na Batalha de Tai'erzhuang, março-abril de 1938

Mesmo sob essas circunstâncias extremamente desfavoráveis, Chiang percebeu que, para ganhar o apoio dos Estados Unidos e de outras nações estrangeiras, a China precisava provar que era capaz de lutar. Sabendo que uma retirada apressada desencorajaria a ajuda externa, Chiang resolveu tomar posição em Xangai, usando o melhor de suas divisões treinadas pela Alemanha Nazista para defender a maior e mais industrializada cidade chinesa dos japoneses. A batalha durou mais de três meses, teve pesadas baixas de ambos os lados e terminou com uma retirada chinesa em direção a Nanquim, mas provou que a China não seria derrotada facilmente e mostrou sua determinação ao mundo. A batalha se tornou um enorme incentivo ao moral do povo chinês, pois refutou de forma decisiva a jactância japonesa de que o Japão poderia conquistar Xangai em três dias e a China em três meses.
Posteriormente, a China começou a adotar a Estratégia Fabiana de "trocar espaço por tempo". O exército chinês travaria combates para atrasar o avanço japonês às cidades do norte e do leste, permitindo que a frente doméstica, com seus profissionais e indústrias-chave, recuasse para o oeste em Xunquim. Como resultado das estratégias de terra arrasada das tropas chinesas, barragens e diques foram intencionalmente sabotados para criar inundações massivas, que causaram milhares de mortes e muitos mais buscaram refúgio.

#### Segundo período (outubro de 1938 - dezembro de 1941)

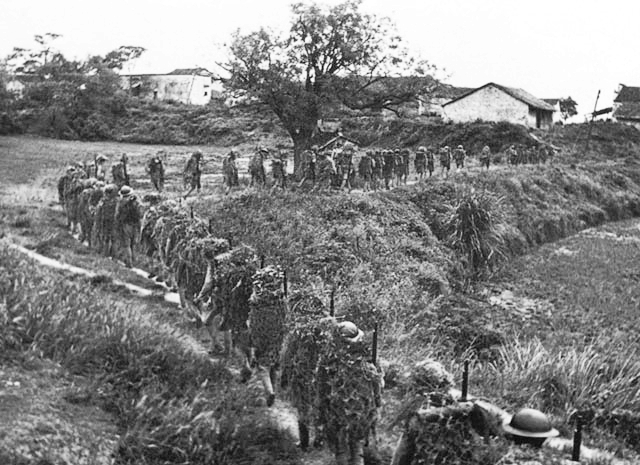
Soldados do Exército Nacional Revolucionário Chinês marchando para a frente de batalha em 1939

Durante este período, o principal objetivo chinês era prolongar a guerra pelo maior tempo possível em uma guerra de atrito, exaurindo assim os recursos japoneses e aumentando a capacidade militar chinesa. O general americano Joseph Stilwell chamou essa estratégia de "vencer por sobreviver". O Exército Nacional Revolucionário Chinês adotou o conceito de "guerra magnética" para atrair o avanço das tropas japonesas para pontos definidos onde foram submetidos a emboscadas, ataques de flanco e cercos em grandes combates. O exemplo mais proeminente dessa tática foi a defesa bem-sucedida de Changsha em 1939 (e novamente em 1941), na qual pesadas baixas foram infligidas ao Exército Imperial Japonês.
As forças de resistência locais chinesas, organizadas separadamente pelos comunistas e pelo Kuomintang, continuaram sua resistência nas áreas ocupadas para incomodar o inimigo e dificultar sua administração sobre a vasta área de terra da China. Em 1940, o Exército Vermelho Chinês lançou uma grande ofensiva no norte da China, destruindo ferrovias e uma importante mina de carvão. Essas operações constantes de perseguição e sabotagem frustraram profundamente o Exército Imperial Japonês e os levaram a empregar a "Política dos Três Tudos" (matar todos, saquear todos, queimar todos). Foi durante este período que a maior parte dos crimes de guerra japoneses foram cometidos.
Em 1941, o Império do Japão ocupou grande parte do norte e da costa da China, mas o governo central e os militares do Kuomintang recuaram para o interior ocidental para continuar sua resistência, enquanto os comunistas chineses permaneceram no controle das áreas de base em Xianxim. Nas áreas ocupadas, o controle japonês limitava-se principalmente às ferrovias e às grandes cidades ("pontos e linhas"). Eles não tinham uma grande presença militar ou administrativa no vasto campo chinês, onde os guerrilheiros chineses vagavam livremente.
Os Estados Unidos apoiaram fortemente a China a partir de 1937 e alertaram o Japão para sair. A ajuda financeira e militar americana começou a fluir. Claire Lee Chennault comandou o 1.º Grupo de Voluntários Americanos (apelidado de Tigres Voadores), com pilotos americanos voando em aviões de guerra americanos pintados com a bandeira chinesa para atacar os japoneses. Ele chefiou o grupo de voluntários e as unidades uniformizadas das Forças Aéreas do Exército dos Estados Unidos que o substituíram em 1942. No entanto, foram os soviéticos que forneceram a maior ajuda material para a guerra de resistência da China contra a invasão imperial japonesa com aviões de combate para a Força Aérea Nacionalista Chinesa e artilharia e blindados para o Exército Chinês através do Tratado Sino-Soviético; A Operação Zet também previu que um grupo de aviadores de combate voluntários soviéticos se juntassem à Força Aérea Chinesa na luta contra a ocupação japonesa do final de 1937 até 1939. Os Estados Unidos cortaram o principal suprimento de petróleo para o Japão em 1941 para forçá-los a um acordo em relação à China, mas em vez disso o Japão atacou posses americanas, britânicas e neerlandesas no Pacífico Ocidental.

### Relação entre nacionalistas e comunistas

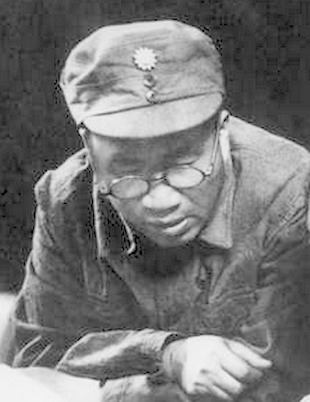
Comandante do Oitavo Exército de Rota, Zhu De, com o emblema do Kuomintang

Após o Incidente de Mukden em 1931, a opinião pública chinesa criticou fortemente o líder da Manchúria, o "jovem marechal" Zhang Xueliang, por sua não resistência à invasão japonesa, embora o governo central do Kuomintang também fosse responsável por essa política, dando uma ordem a Zhang para "improvisar" sem oferecer suporte. Depois de perder a Manchúria para os japoneses, Zhang e seu Exército do Nordeste receberam a tarefa de suprimir o Exército Vermelho do Partido Comunista da China em Xianxim após sua Grande Marcha. Isso resultou em grandes baixas para seu Exército do Nordeste, que não recebeu apoio em mão de obra ou armamento de Chiang Kai-shek.
Em 12 de dezembro de 1936, Zhang Xueliang, profundamente descontente, sequestrou Chiang Kai-shek em Xian, na esperança de forçar o fim do conflito entre o Kuomintang e o Partido Comunista. Para garantir a libertação de Chiang, o Kuomintang concordou com o fim temporário da Guerra Civil Chinesa e, em 24 de dezembro, com a criação de uma Segunda Frente Unida entre o Partido Comunista e o Kuomintang contra o Império do Japão. A aliança tendo efeitos salutares para o sitiado Partido Comunista, eles concordaram em formar o Novo Quarto Exército e o Oitavo Exército de Rota e colocá-los sob o controle nominal do Exército Nacional Revolucionário Chinês. De acordo com a Kuomintang a Região de Fronteira Shaan-Gan-Ning e Região de Fronteira Xanxim-Chahar-Hebei foram criadas. Eles eram controlados pelo Partido Comunista. O Exército Vermelho do Partido Comunista lutou ao lado das forças do Kuomintang durante a Batalha de Taiyuan, e o ponto alto de sua cooperação veio em 1938 durante a Batalha de Wuhan.

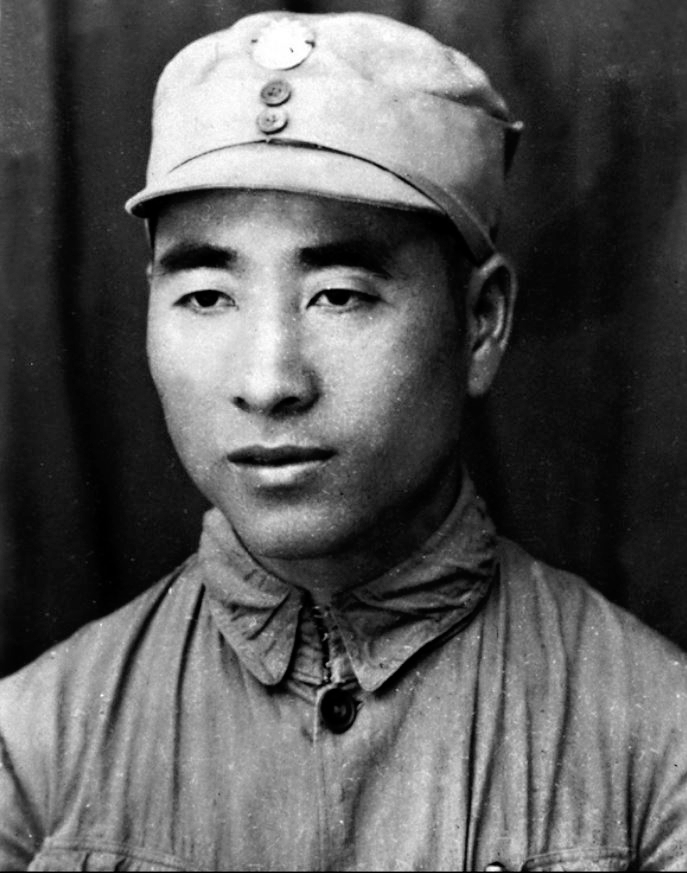
Comandante-chefe do Oitavo Exército de Rota Lin Biao usando um uniforme da 115.ª Divisão do Exército Nacional Revolucionário Chinês

Apesar dos constantes ganhos territoriais do Japão no norte da China, nas regiões costeiras e no rico vale do Rio Yangtzé na China central, a desconfiança entre os dois antagonistas mal foi velada. A difícil aliança começou a ruir no final de 1938, em parte devido aos esforços agressivos dos comunistas para expandir seu poderio militar, absorvendo as forças guerrilheiras chinesas atrás das linhas japonesas. A milícia chinesa que se recusou a mudar de lealdade foi frequentemente rotulada de "colaboracionista" e atacada pelas forças do Partido Comunista. Por exemplo, o Exército Vermelho liderado por He Long atacou e exterminou uma brigada da milícia chinesa liderada por Zhang Yinwu em Hebei em junho de 1939. A partir de 1940, o conflito aberto entre nacionalistas e comunistas se tornou mais frequente nas áreas ocupadas fora do controle japonês, culminando no Incidente do Novo Quarto Exército em janeiro de 1941.
Posteriormente, a Segunda Frente Unida quebrou completamente e o líder dos comunistas chineses Mao Tsé-Tung delineando o plano preliminar para a eventual tomada do poder pelo Partido Comunista de Chiang Kai-shek. Mao iniciou seu esforço final para a consolidação do poder do Partido Comunista sob sua autoridade, e seus ensinamentos se tornaram os princípios centrais da doutrina do Partido Comunista que veio a ser formalizada como "Pensamento de Mao Tsé-Tung". Os comunistas também começaram a concentrar a maior parte de sua energia na construção de sua esfera de influência onde quer que as oportunidades fossem apresentadas, principalmente por meio de organizações de massas rurais, medidas de reforma administrativa, fundiária e tributária favorecendo os camponeses pobres; enquanto os nacionalistas tentaram neutralizar a propagação da influência comunista pelo bloqueio militar de áreas controladas pelo Partido Comunista e lutando contra os japoneses ao mesmo tempo.

### Entrada dos Aliados Ocidentais

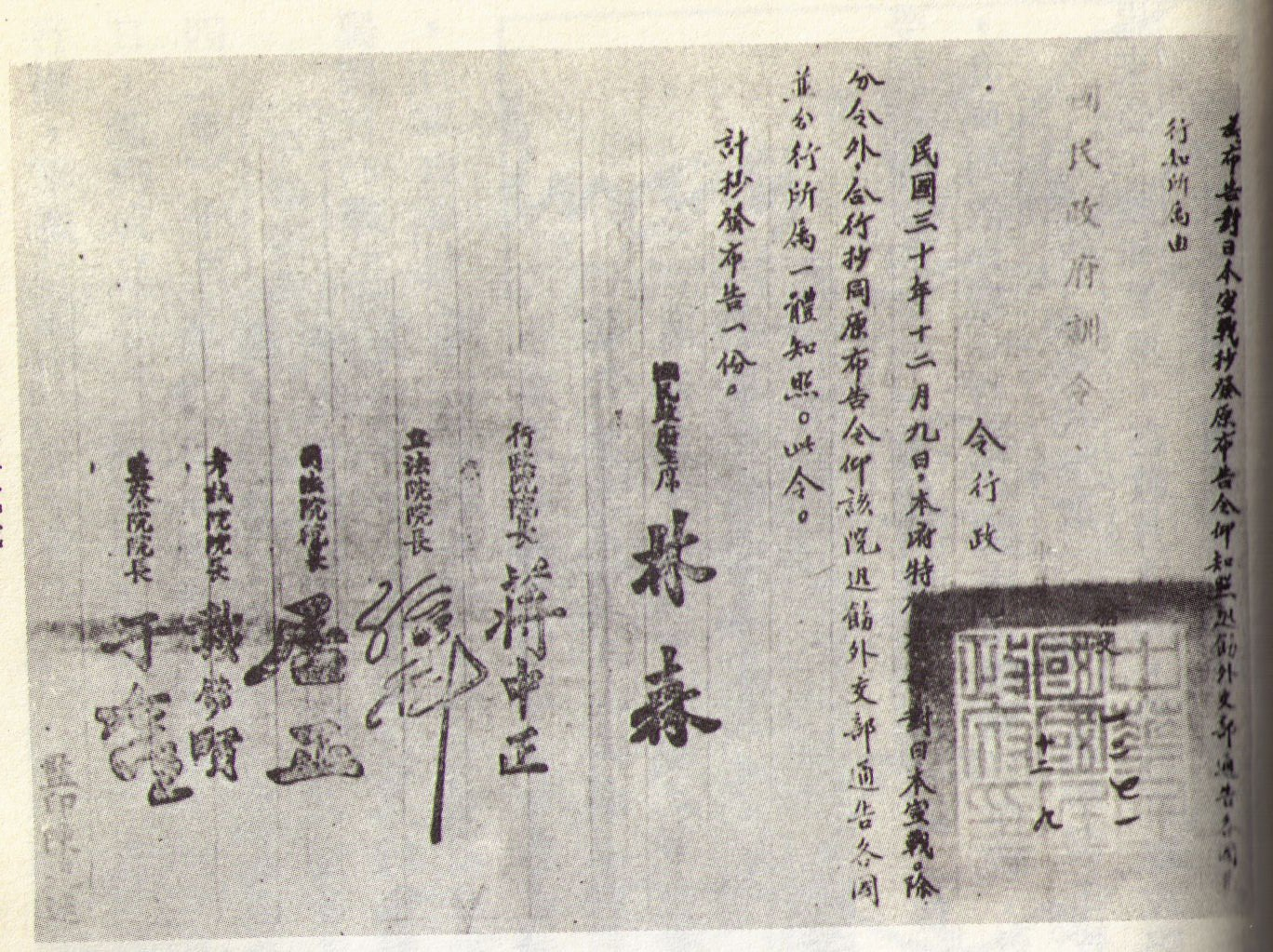
Declaração de guerra contra o Império do Japão pelo Governo Nacionalista de Xunquim em 9 de dezembro de 1941

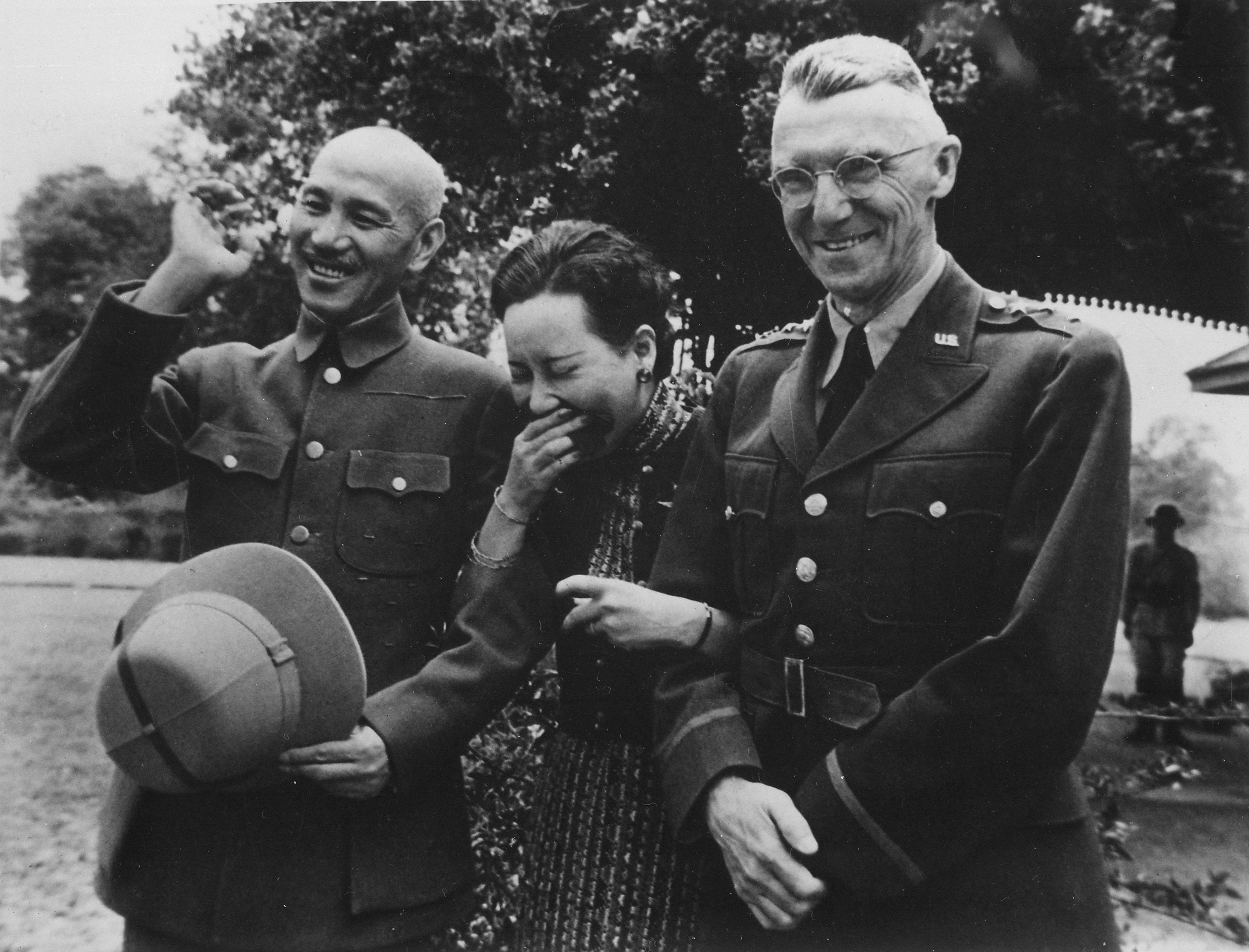
Generalíssimo Chiang Kai-shek e sua esposa Soong May-ling com o tenente-general Joseph Stilwell em 1942, Birmânia Britânica

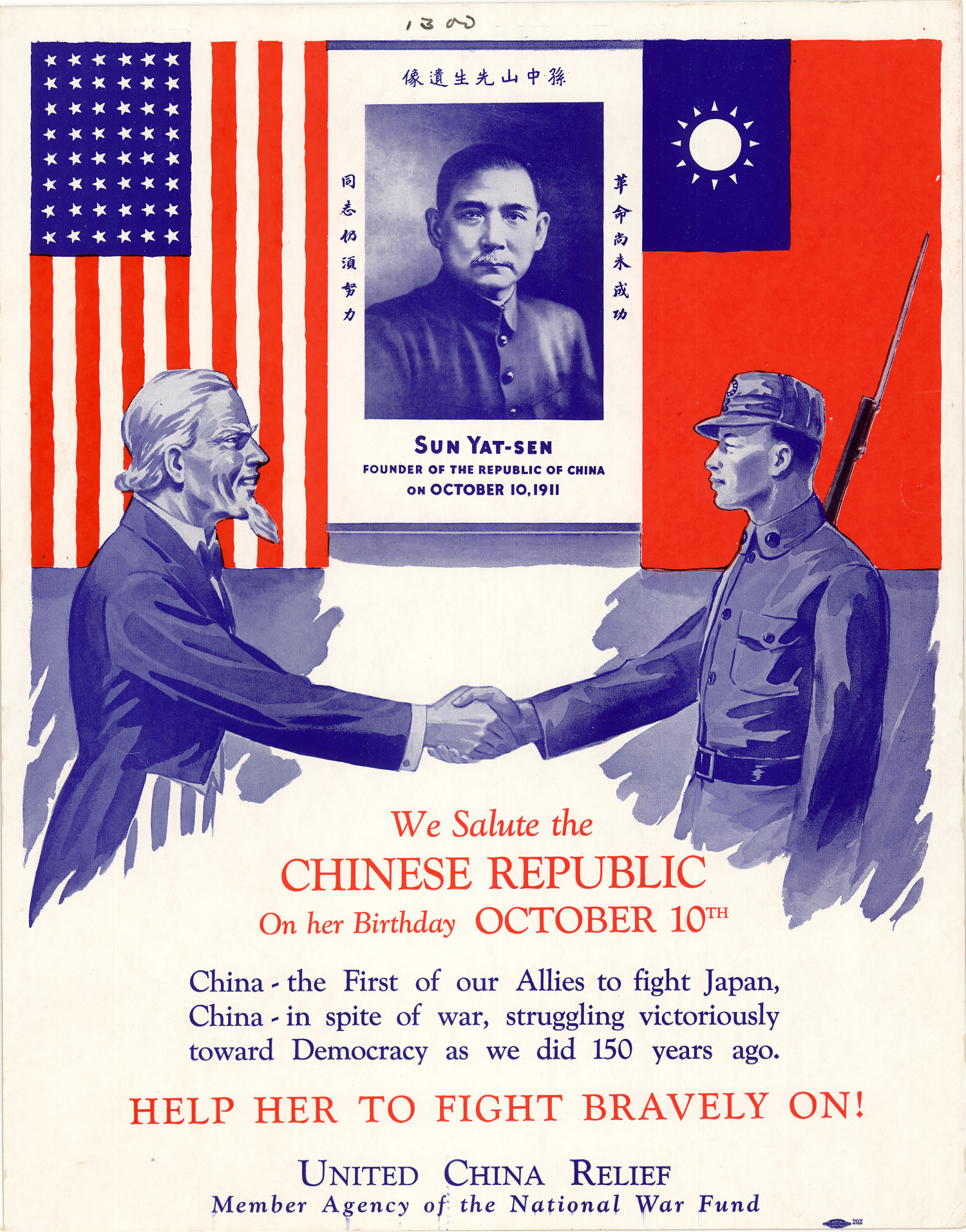
Um pôster americano defendendo a ajuda na China durante a guerra

Após o Ataque a Pearl Harbor, os Estados Unidos declararam guerra ao Império do Japão e, em poucos dias, a China se juntou aos Aliados na declaração formal de guerra contra o Império do Japão, Alemanha Nazista e Itália. Quando os Aliados Ocidentais entraram na guerra contra o Japão, a Guerra Sino-Japonesa se tornaria parte de um conflito maior, a Frente do Pacífico na Segunda Guerra Mundial. Quase imediatamente, as tropas chinesas alcançaram outra vitória decisiva na Batalha de Changsha, que rendeu ao governo chinês muito prestígio dos Aliados Ocidentais. O presidente Franklin D. Roosevelt referiu-se aos Estados Unidos, Reino Unido, União Soviética e China como os "Quatro Policiais" do mundo, elevando o status internacional da China a um nível sem precedentes após o Século da Humilhação nas mãos de várias potências imperialistas.
O conhecimento dos movimentos navais japoneses no Pacífico foi fornecido à Marinha dos Estados Unidos pela Organização Cooperativa Sino-Americana (SACO), dirigida pelo chefe da inteligência chinesa Dai Li. O clima dos oceanos nas Filipinas e no Japão foi afetado pelo clima com origem próximo ao norte da China. A base da Organização Cooperativa Sino-Americana estava localizada em Yangjiashan.
Chiang Kai-shek continuou a receber suprimentos dos Estados Unidos. No entanto, em contraste com a rota de abastecimento do Ártico para a União Soviética, que permaneceu aberta durante a maior parte da guerra, as rotas marítimas para a China e a ferrovia Iunã-Vietnã estavam fechadas desde 1940. Portanto, entre o fechamento da Estrada da Birmânia em 1942 e sua reabertura como a Estrada Ledo em 1945, a ajuda estrangeira foi amplamente limitada ao que poderia ser transportado por cima de "The Hump". Na Birmânia Britânica, em 16 de abril de 1942, 7 mil soldados britânicos foram cercados pela 33.ª Divisão japonesa durante a Batalha de Yenangyaung e resgatados pela 38.ª Divisão chinesa. Após o Ataque Doolittle, o Exército Imperial Japonês realizou uma varredura massiva em Zhejiang e Jiangxi da China, agora conhecida como a Campanha de Zhejiang-Jiangxi, com o objetivo de encontrar os aviadores americanos sobreviventes, aplicando vingança aos chineses que os ajudaram e destruindo bases aéreas. A operação começou em 15 de maio de 1942, com 40 batalhões de infantaria e 15-16 batalhões de artilharia, mas foi repelida pelas forças chinesas em setembro. Durante esta campanha, o Exército Imperial Japonês deixou para trás um rastro de devastação e também espalhou patógenos de cólera, febre tifoide, peste e disenteria. As estimativas chinesas alegam que cerca de 250 mil civis, a grande maioria dos quais erram do povo Tanka e outras etnias párias incapazes de fugir, podem ter morrido de doença. Isso fez com que mais de 16 milhões de civis evacuassem muito para o interior da China. 90% da população de Ningbo já havia fugido antes do início da batalha.
A maior parte da indústria chinesa já havia sido capturada ou destruída pelo Japão, e a União Soviética se recusou a permitir que os Estados Unidos fornecessem a China através do Cazaquistão para Xinjiang, pois o senhor da guerra de Xinjiang, Sheng Shicai, se tornou anti-soviético em 1942 com a aprovação de Chiang. Por essas razões, o governo chinês nunca teve os suprimentos e equipamentos necessários para montar grandes contra-ofensivas. Apesar da severa escassez de material, em 1943, os chineses foram bem-sucedidos em repelir as principais ofensivas japonesas em Hubei e Changde.
Chiang foi nomeado comandante-chefe dos Aliados na Frente da China em 1942. O general americano Joseph Stilwell serviu por um tempo como chefe do estado-maior de Chiang, enquanto comandava simultaneamente as forças americanas na Frente da China, Birmânia e Índia. Por muitas razões, as relações entre Stilwell e Chiang logo se romperam. Muitos historiadores (como Barbara W. Tuchman) sugeriram que foi em grande parte devido à corrupção e ineficiência do governo de Kuomintang, enquanto outros (como Ray Huang e Hans van de Ven) descreveram como uma situação mais complicada. Stilwell tinha um forte desejo de assumir o controle total das tropas chinesas e seguir uma estratégia agressiva, enquanto Chiang preferia uma estratégia paciente e menos de esperar os japoneses. Chiang continuou a manter uma postura defensiva, apesar dos apelos dos Aliados para quebrar ativamente o bloqueio japonês, porque a China já havia sofrido dezenas de milhões de baixas na guerra e acreditava que o Japão acabaria capitulando diante da avassaladora produção industrial americana. Por essas razões, os outros Aliados gradualmente começaram a perder a confiança na capacidade chinesa de conduzir operações ofensivas do continente asiático e, em vez disso, concentraram seus esforços contra os japoneses nas áreas do Oceano Pacífico e na Área Sudoeste do Pacífico, empregando uma estratégia de salto de ilha.

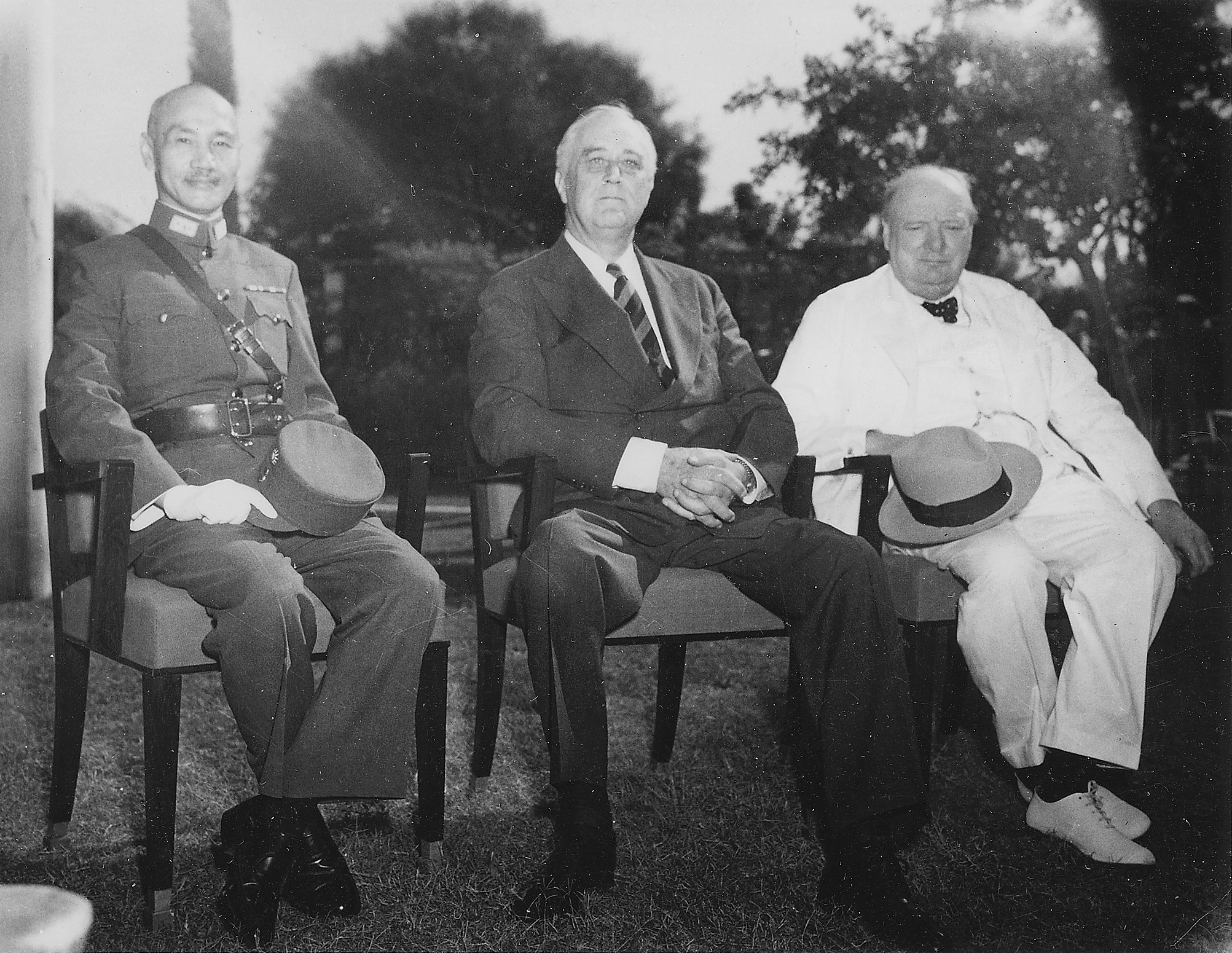
O Generalíssimo Chiang Kai-shek, Franklin D. Roosevelt e Winston Churchill se encontraram na Conferência do Cairo em 1943 durante a Segunda Guerra Mundial

As diferenças de longa data no interesse nacional e na postura política entre a China, os Estados Unidos e o Reino Unido permaneceram. O primeiro-ministro britânico Winston Churchill estava relutante em devotar as tropas britânicas, muitas das quais haviam sido derrotadas pelos japoneses em campanhas anteriores, para a reabertura da Estrada da Birmânia; Stilwell, por outro lado, acreditava que reabrir a estrada era vital, já que todos os portos do continente chinês estavam sob controle japonês. A política dos Aliados "Europa em Primeiro Lugar" não agradou a Chiang, enquanto a posterior insistência britânica de que a China enviasse mais e mais tropas à Indochina para uso na Campanha da Birmânia foi vista por Chiang como uma tentativa de usar a mão de obra chinesa para defender as posses coloniais britânicas. Chiang também acreditava que a China deveria desviar suas divisões de exército de elite da Birmânia para o leste da China para defender as bases aéreas dos bombardeiros americanos que ele esperava derrotar o Japão por meio de bombardeios, uma estratégia que o general americano Claire Lee Chennault apoiou, mas à qual Stilwell se opôs fortemente. Além disso, Chiang expressou seu apoio à independência indiana em uma reunião de 1942 com Mahatma Gandhi, o que azedou ainda mais as relações entre a China e o Reino Unido.
Chineses nascidos nos Estados Unidos e Canadá foram recrutados para atuar como operativos secretos na China ocupada pelos japoneses (chineses nascidos no Canadá que não receberam cidadania foram treinados pelo Exército Britânico). Usando sua origem racial como disfarce, suas funções eram de se misturar com os cidadãos locais e travar uma campanha de sabotagem. As atividades se concentraram na destruição do transporte japonês de suprimentos (sinalizando a destruição de ferrovias e pontes).
As forças chinesas invadiram o norte da Birmânia no final de 1943, cercaram as tropas japonesas em Myitkyina e capturaram o Monte Song. As forças britânicas e da Commonwealth operaram na Missão 204, que tentava prestar assistência ao Exército Nacionalista Chinês. A primeira fase em 1942 sob o comando da SOE alcançou muito pouco, mas lições foram aprendidas e uma segunda fase mais bem-sucedida, iniciada em fevereiro de 1943 sob o comando militar britânico, foi conduzida antes da ofensiva da Operação Ichi-Go japonesa em 1944 obrigando a evacuação.
Os Estados Unidos viam o teatro chinês como um meio de amarrar um grande número de tropas japonesas, além de ser um local para bases aéreas americanas a partir das quais atacariam as ilhas japonesas. Em 1944, com a posição japonesa no Pacífico se deteriorando rapidamente, o Exército Imperial Japonês mobilizou mais de 500 mil homens e iniciou a Operação Ichi-Go, sua maior ofensiva da Segunda Guerra Mundial, para atacar as bases aéreas americanas na China e ligar a ferrovia entre a Manchúria e o Vietnã. Isso colocou as principais cidades de Hunan, Henan e Guangxi sob ocupação japonesa. O fracasso das forças chinesas em defender essas áreas encorajou Stilwell a tentar obter o comando geral do exército chinês, e seu confronto subsequente com Chiang levou à sua substituição pelo general Albert Coady Wedemeyer. Em 1944, a China obteve várias vitórias contra o Japão na Birmânia, levando ao excesso de confiança. A China Nacionalista também desviou soldados para Xinjiang desde 1942 para retomar a província do Sheng Shicai, cujo exército fantoche era apoiado pelo 8.º Regimento do Exército Vermelho Soviético em Hami, Xinjiang desde a invasão soviética de Xinjiang em 1934, quando os soviéticos ocuparam o norte de Xinjiang e a rebelião islâmica em Xinjiang em 1937 quando os soviéticos ocuparam o sul de Xinjiang e também colocaram toda a região de Xinjiang sob Sheng Shicai e o controle comunista soviético. A luta então se intensificou no início de 1944 com a rebelião de Ili com rebeldes comunistas uigures apoiados pelos soviéticos, fazendo com que a China lutasse contra inimigos em duas frentes com 120 mil soldados chineses lutando contra a rebelião de Ili. O objetivo da Operação Ichi-Go japonesa era destruir os campos de pouso americanos no sul da China que ameaçavam as ilhas japonesas com bombardeios e ligar as ferrovias em Pequim, Hankou e as cidades de Cantão do norte da China em Pequim à costa do sul da China em Cantão. O Japão ficou alarmado com os ataques aéreos americanos contra as forças japonesas no campo de aviação Hsinchu de Taiwan por bombardeiros americanos baseados no sul da China, deduzindo corretamente que o sul da China poderia se tornar a base de uma grande campanha de bombardeio americano contra as ilhas japonesas, então o Japão decidiu destruir e capturar todos bases aéreas de onde os bombardeiros americanos operaram na Operação Ichi-Go. Chiang Kai-shek e as autoridades da China deliberadamente ignoraram e rejeitaram uma dica passada ao governo chinês em Chongqing pelos militares franceses que os franceses pegaram na Indochina Francesa na iminente ofensiva japonesa para ligar as três cidades. Os militares chineses acreditaram ser uma dica falsa plantada pelo Japão para enganá-los, já que apenas 30 mil soldados japoneses começaram a primeira manobra da Operação Ichi-Go no norte da China cruzando o rio Amarelo, então os chineses presumiram que seria uma operação local apenas no norte da China. Outro fator importante foi que a frente de batalha entre a China e o Japão estava estática e estabilizada desde 1940 e continuou por quatro anos dessa forma até a Operação Ichi-Go em 1944, então Chiang presumiu que o Japão continuaria com a mesma postura e permaneceria atrás das linhas nos territórios ocupados pré-1940 do norte da China apenas reforçando o governo fantoche chinês de Wang Jingwei e explorando recursos lá. Os japoneses de fato agiram dessa maneira durante a maior parte de 1940 a 1944, com os japoneses fazendo apenas algumas tentativas fracassadas de capturar a capital provisória da China em Chongqing no rio Yangtze, que eles abandonaram rapidamente e desistiram antes de 1944. O Japão também não exibiu nenhuma intenção antes de ligar as ferrovias transcontinentais de Pequim Hankow Canton. A China também ficou confiante por suas três vitórias consecutivas defendendo Changsha contra o Japão na Batalha de Changsha (1939), Batalha de Changsha (1941) e Batalha de Changsha (1942). A China também derrotou o Japão no teatro Índia-Birmânia no Sudeste Asiático com a X Force e a Y Force e os chineses não podiam acreditar que o Japão havia descuidadamente deixado a informação escorregar para as mãos dos franceses, acreditando que o Japão deliberadamente forneceu desinformação aos franceses para desviar as tropas chinesas da Índia e Birmânia para a China. A China acreditava que o frente da Birmânia era muito mais importante para o Japão do que o sul da China e que as forças japonesas no sul da China continuariam a assumir apenas uma postura defensiva. A China acreditava que o ataque japonês inicial em Ichi-Go foi uma finta localizada e distração no norte da China, então as tropas chinesas de 400 mil soldados no norte da China se retiraram deliberadamente sem lutar quando o Japão atacou, presumindo que era apenas mais uma operação localizada após a qual os japoneses se retirariam. Este erro levou ao colapso das linhas defensivas chinesas, pois os soldados japoneses, que eventualmente chegaram às centenas de milhares, continuaram pressionando o ataque do norte da China ao centro da China e às províncias do sul da China, enquanto os soldados chineses se retiravam deliberadamente levando à confusão e ao colapso, exceto A defesa de Hengyang, onde 17 mil soldados chineses superaram em número, resistiram a mais de 110 mil soldados japoneses por meses no mais longo cerco da guerra, que causou de 19 mil a 60 mil mortes aos japoneses. Em Tushan, na província de Guizhou, o Governo Nacionalista da China foi forçado a implantar cinco exércitos da 8.ª zona de guerra, que estavam usando durante toda a guerra até Ichi-Go, para conter os chineses comunistas para lutarem contra o Japão. Mas, naquele ponto, as deficiências alimentares dos soldados japoneses e o aumento das baixas sofridas pelo Japão forçaram o Japão a encerrar a Operação Ichi-Go em Guizhou, fazendo com que a operação fosse encerrada. Após a Operação Ichi-Go, Chiang Kai-shek iniciou um plano para retirar as tropas chinesas do frente da Birmânia contra o Japão no Sudeste Asiático para uma contra-ofensiva chamada "Torre Branca" e "Homem de Gelo" contra soldados japoneses na China em 1945.
No final de 1944, as tropas chinesas sob o comando de Sun Li-jen atacando da Índia, e aquelas sob o comando de Wei Lihuang atacando de Iunã, juntaram forças em Mong-Yu, expulsando com sucesso os japoneses da Birmânia do Norte e protegendo a Estrada Ledo, na China. Na primavera de 1945, os chineses lançaram ofensivas que retomaram Hunan e Guangxi. Com o exército chinês progredindo bem em treinamento e equipamento, Albert Coady Wedemeyer planejou lançar a Operação Carbonado no verão de 1945 para retomar Guangdong, obtendo assim um porto costeiro, e de lá partir para o norte em direção a Xangai. No entanto, os bombardeios atômicos de Hiroshima e Nagasaki e a invasão soviética da Manchúria aceleraram a rendição japonesa e esses planos não foram colocados em ação.

## Ajuda externa e apoio à China
A Alemanha Nazista e a União Soviética forneceram ajuda à China no início da Segunda Guerra Sino-Japonesa. Em 1940, os Estados Unidos haviam se tornado o principal apoiador diplomático, financeiro e militar da China.

## Chineses no exterior
Mais de 3,2  mil motoristas chineses no exterior e mecânicos de veículos motorizados embarcaram para a China durante a guerra para apoiar linhas de abastecimento militar e de logística, especialmente através da Indochina Francesa, que se tornou de absoluta importância quando os japoneses cortaram todo o acesso do oceano ao interior da China com a captura de Nanning após a Batalha do Sul de Quancim. Comunidades chinesas no exterior e nos Estados Unidos levantaram dinheiro e cultivaram talentos em resposta às agressões do Império do Japão na China, o que ajudou a financiar um esquadrão inteiro de caças Boeing P-26 Modelo 281 adquiridos para a situação de guerra iminente entre a China e o Império do Japão; mais de uma dúzia de aviadores sino-americanos, incluindo John "Buffalo" Huang, Arthur Chin, Hazel Ying Lee, Chan Kee-Wong et al, formaram o contingente original de aviadores voluntários estrangeiros para se juntar à Força Aérea Chinesa (algumas forças aéreas provinciais ou senhores da guerra, mas no final das contas todos se integrando na centralizada Força Aérea Chinesa) na "chamada patriótica ao dever pela pátria mãe" para lutar contra a invasão imperial japonesa. Vários dos pilotos voluntários sino-americanos originais foram enviados à Base Aérea de Lagerlechfeld, na Alemanha Nazista, para treinamento de artilharia aérea pela Força Aérea Chinesa em 1936.

### Alemanha Nazista

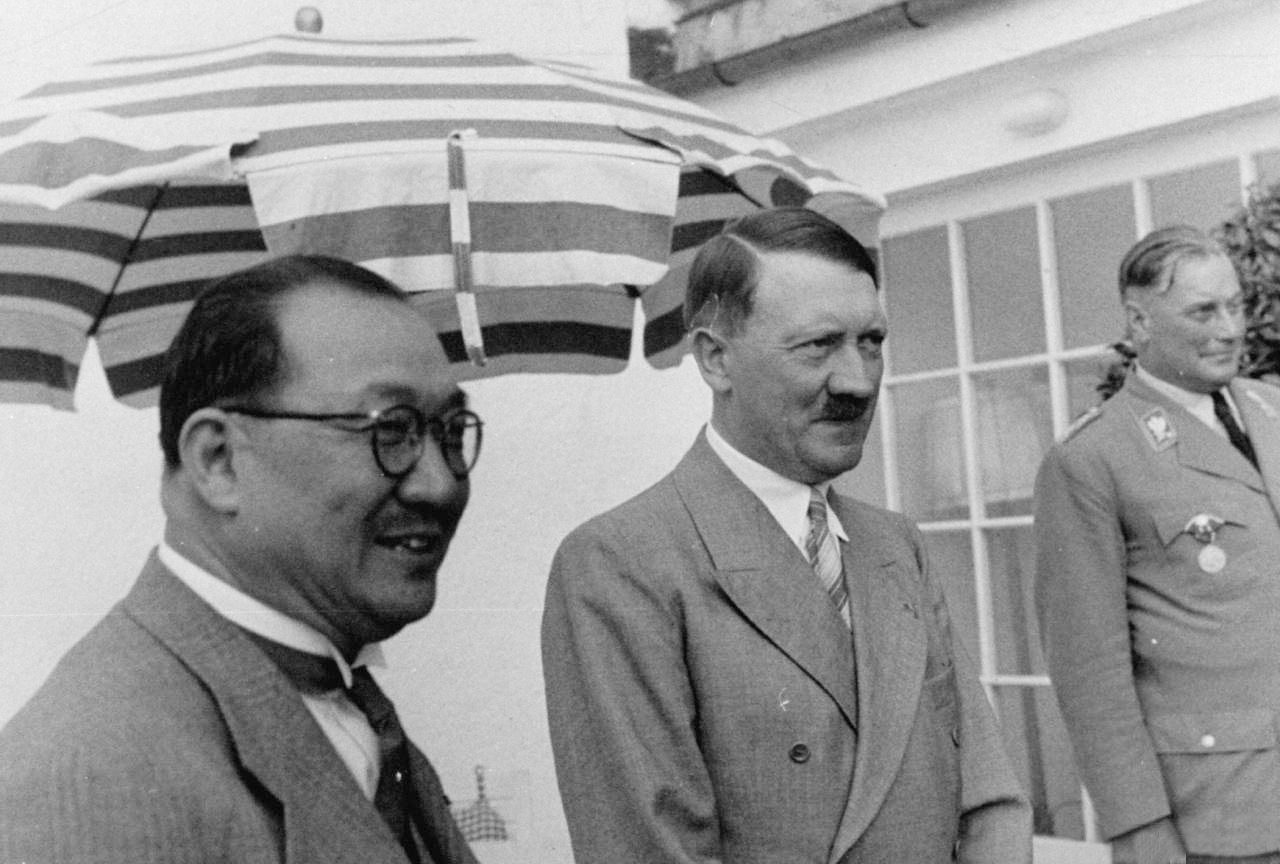
H. H. Kung e Adolf Hitler em Berlim em 1936

Antes da guerra, a Alemanha Nazista e a China mantinham estreita cooperação econômica e militar, com a Alemanha ajudando a China a modernizar sua indústria e forças armadas em troca de matérias-primas. A Alemanha enviou conselheiros militares como Alexander von Falkenhausen à China para ajudar o governo do Kuomintang a reformar suas forças armadas. Algumas divisões começaram a treinar de acordo com os padrões alemães e deveriam formar um Exército Central Chinês relativamente pequeno, mas bem treinado. Em meados da década de 1930, cerca de 80 mil soldados haviam recebido treinamento no estilo alemão. Depois que o Kuomintang perder Nanquim e recuar para Wuhan, o governo de Adolf Hitler decidiu retirar seu apoio à China em 1938 em favor de uma aliança com o Império do Japão como seu principal parceiro anticomunista no Leste Asiático.

### Soviéticos

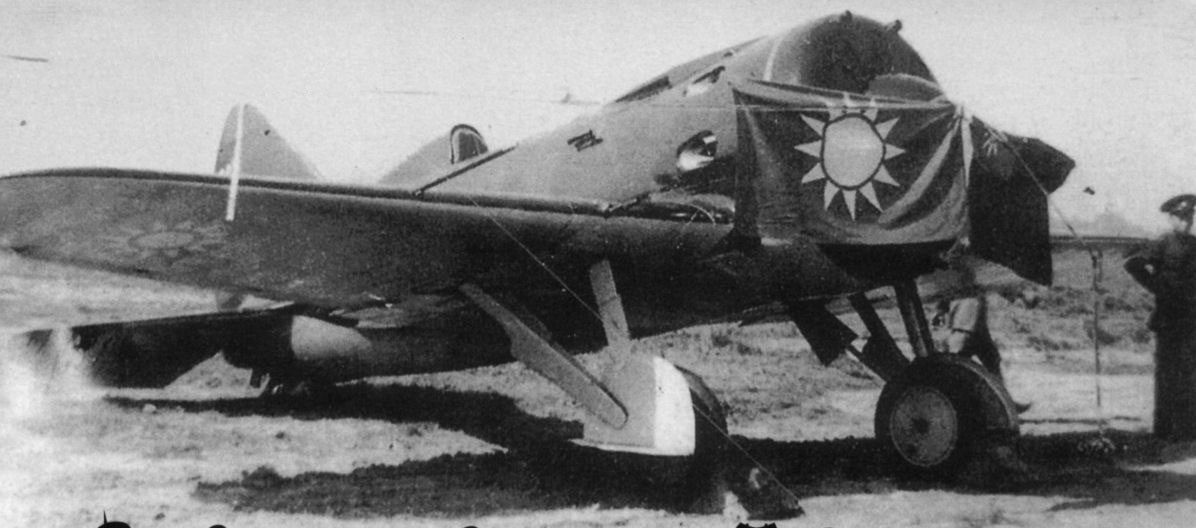
I-16 com insígnia chinesa. I-16 foi o principal avião de combate usado pela Força Aérea Chinesa e por voluntários soviéticos

Depois que a Alemanha Nazista e o Império do Japão assinaram o Pacto Anticomintern, a União Soviética esperava manter a China lutando, a fim de deter a invasão japonesa da Sibéria e se salvar de uma guerra em duas frentes. Em setembro de 1937, eles assinaram o Pacto de Não-Agressão Sino-Soviético e aprovaram a Operação Zet, a formação de uma força aérea voluntária secreta soviética, na qual técnicos soviéticos atualizaram e administraram alguns dos sistemas de transporte da China. Bombardeiros, caças, suprimentos e conselheiros chegaram, incluindo o general soviético Vassili Chuikov, futuro vencedor na Batalha de Stalingrado. Antes dos Aliados ocidentais, os soviéticos forneciam a maior parte da ajuda estrangeira à China: cerca de US$ 250 milhões em créditos para munições e outros suprimentos. A União Soviética derrotou o Japão nas Batalhas de Khalkhin Gol em maio-setembro de 1939, deixando os japoneses relutantes em lutar contra os soviéticos novamente. Em abril de 1941, a ajuda soviética à China terminou com o Pacto de Neutralidade Nipônico-Soviético e o início da Grande Guerra Patriótica. Este pacto permitiu que a União Soviética evitasse lutar contra a Alemanha e o Japão ao mesmo tempo. Em agosto de 1945, a União Soviética anulou o Pacto de Neutralidade com o Japão e invadiu a Manchúria, a Mongólia Interior, as Ilhas Curilas e o norte da Coreia. Os soviéticos também continuaram a apoiar o Partido Comunista da China. No total, 3.665 conselheiros e pilotos soviéticos serviram na China, e 227 deles morreram lutando.

### Aliados ocidentais

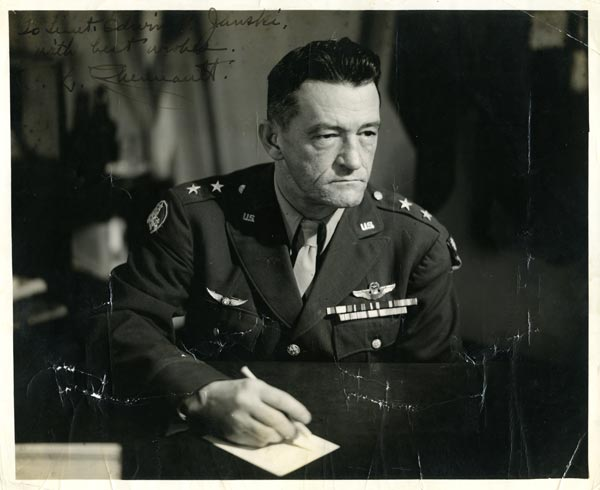
Comandante dos Tigres Voadores Claire Lee Chennault

Em geral, os Estados Unidos evitaram tomar partido entre o Império do Japão e a China até 1940, praticamente sem fornecer ajuda à China nesse período. Por exemplo, a Lei de Compra de Prata de 1934, assinada pelo presidente dos Estados Unidos Franklin D. Roosevelt, causou caos na economia chinesa, o que ajudou o esforço de guerra japonês. A Lei de Empréstimo de Trigo e Algodão de 1933 beneficiou principalmente os produtores americanos, ao mesmo tempo que auxiliou em menor escala tanto os chineses quanto os japoneses. Esta política deveu-se ao receio dos Estados Unidos de romper laços comerciais lucrativos com o Japão, além da percepção das autoridades e das empresas dos Estados Unidos como uma potencial fonte de lucros maciços para os Estados Unidos ao absorver os excedentes de produtos americanos, como afirma William Appleman Williams.
A partir de dezembro de 1937, eventos como o ataque japonês ao USS Panay e o Massacre de Nanquim balançaram fortemente a opinião pública no Ocidente contra o Japão e aumentaram seu medo da expansão japonesa, o que levou os Estados Unidos, Reino Unido e a França a fornecerem empréstimos para contratos de fornecimento de guerra para a China. A Austrália também impediu que uma empresa estatal japonesa assumisse uma mina de ferro na Austrália e proibiu as exportações de minério de ferro em 1938. No entanto, em julho de 1939, as negociações entre o ministro do Exterior japonês, Arita Khatira, e o embaixador britânico em Tóquio, Robert Craigie, levaram a um acordo pelo qual o Reino Unido reconheceu as conquistas japonesas na China. Ao mesmo tempo, o governo dos Estados Unidos estendeu um acordo comercial com o Japão por seis meses e o restaurou totalmente. Pelo acordo, o Japão comprou caminhões para o Exército de Guangdong, máquinas-ferramentas para fábricas de aviões, materiais estratégicos (aço e sucata de ferro até 16 de outubro de 1940, gasolina e produtos petrolíferos até 26 de junho de 1941), e vários outros suprimentos muito necessários.
Em uma audiência perante o Comitê de Relações Exteriores da Câmara dos Representantes do Congresso dos Estados Unidos em 19 de abril de 1939, o presidente em exercício Sol Bloom e outros congressistas entrevistaram Maxwell S. Stewart, um ex-funcionário de pesquisa da Associação de Política Externa e economista que acusou a A Lei de Neutralidade e sua "política de neutralidade" foi uma farsa massiva que só beneficiou o Japão e que o Japão não tinha a capacidade nem poderia ter invadido a China sem a enorme quantidade de matéria-prima que os Estados Unidos exportavam para o Japão. Os Estados Unidos exportou muito mais matéria-prima para o Japão do que para a China nos anos 1937-1940. De acordo com o Congresso dos Estados Unidos, o terceiro maior destino de exportação dos Estados Unidos foi o Japão até 1940, quando a França o ultrapassou devido ao fato de a França também estar em guerra. A máquina militar do Japão adquiriu todos os materiais de guerra, equipamento automotivo, aço, sucata de ferro, cobre, petróleo que desejava dos Estados Unidos em 1937-1940 e foi autorizada a comprar bombas aéreas, equipamento de aviação e aviões dos Estados Unidos até o verão de 1938. As exportações de produtos essenciais de guerra dos Estados Unidos para o Japão aumentaram 124% junto com um aumento geral de 41% de todas as exportações de 1936 a 1937, quando o Japão invadiu a China. A economia de guerra do Japão foi alimentada por exportações para os Estados Unidos em mais do dobro da taxa imediatamente anterior à guerra. 41,6% do ferro-gusa, 59,7% de sucata e 91,2% dos automóveis e peças automotivas do Japão foram importados dos Estados Unidos, já que o Japão precisava fornecer enormes exércitos, alguns agregando 800 mil soldados, na China. De acordo com os Relatórios de 1939 da Convenção Nacional Anual da Legião Americana, em 1936 1 467 639 toneladas de sucata de todas as nações estrangeiras foram exportadas para o Japão, enquanto desde 1937 a dependência do Japão dos Estados Unidos cresceu maciçamente para materiais de guerra e suprimentos contra a China. Os Estados Unidos contribuíram maciçamente para a economia de guerra japonesa em 1937 com 20,4% de zinco, 48,5% de motores e máquinas, 59,7% de ferro, 41,6% de ferro-gusa, 60,5% de petróleo, 91,2% de automóveis e peças, 92,9% de cobre do Japão foi importado dos Estados Unidos em 1937, de acordo com uma audiência do Comitê de Relações Exteriores do Senado do Congresso dos Estados Unidos. De 1937 a 1940, os Estados Unidos exportaram um total de US$ 986,7 milhões para o Japão. Durante a guerra do Japão contra a China, 54,4% das armas e suprimentos do Japão foram fornecidos pelos Estados Unidos. 76% dos aviões japoneses vieram dos Estados Unidos em 1938, e todo o óleo lubrificante, ferramentas de máquinas, aço especial, combustível de alta qualidade para aviões vieram dos Estados Unidos, assim como 59,7% da sucata de ferro do Japão e 60.5% da gasolina do Japão em 1937. O Japão comprou armas livremente de empresas dos Estados Unidos, mesmo quando o governo dos Estados Unidos proibiu a venda de armas à República Espanhola. De 1937 a 1940, os bombardeiros japoneses foram abastecidos com combustível americano e as armas japonesas foram feitas de sucata dos Estados Unidos. Os Estados Unidos forneceu ao Japão 54,4% de seus materiais de guerra em 1937, quando o Japão invadiu a China, aumentando para 56% em 1938. O Japão sozinho tinha recursos escassos e não poderia ter travado uma guerra contra a China ou sonhado com um império sem importações maciças. As Índias Orientais Neerlandesas, Reino Unido e os Estados Unidos foram os maiores exportadores de suprimentos de guerra para os militares do Japão contra a China em 1937, com 7,4% dos neerlandeses, 17.5% dos britânicos e 54,4% dos Estados Unidos. Petróleo, sucata de ferro e borracha foram vendidos pela França, Países Baixos, Reino Unido os Estados Unidos ao Japão após a invasão da China em 1937. Em 15 de setembro de 1939, as empresas petrolíferas americanas revelaram contratos para entregar três milhões de barris de petróleo à Marinha Imperial Japonesa.

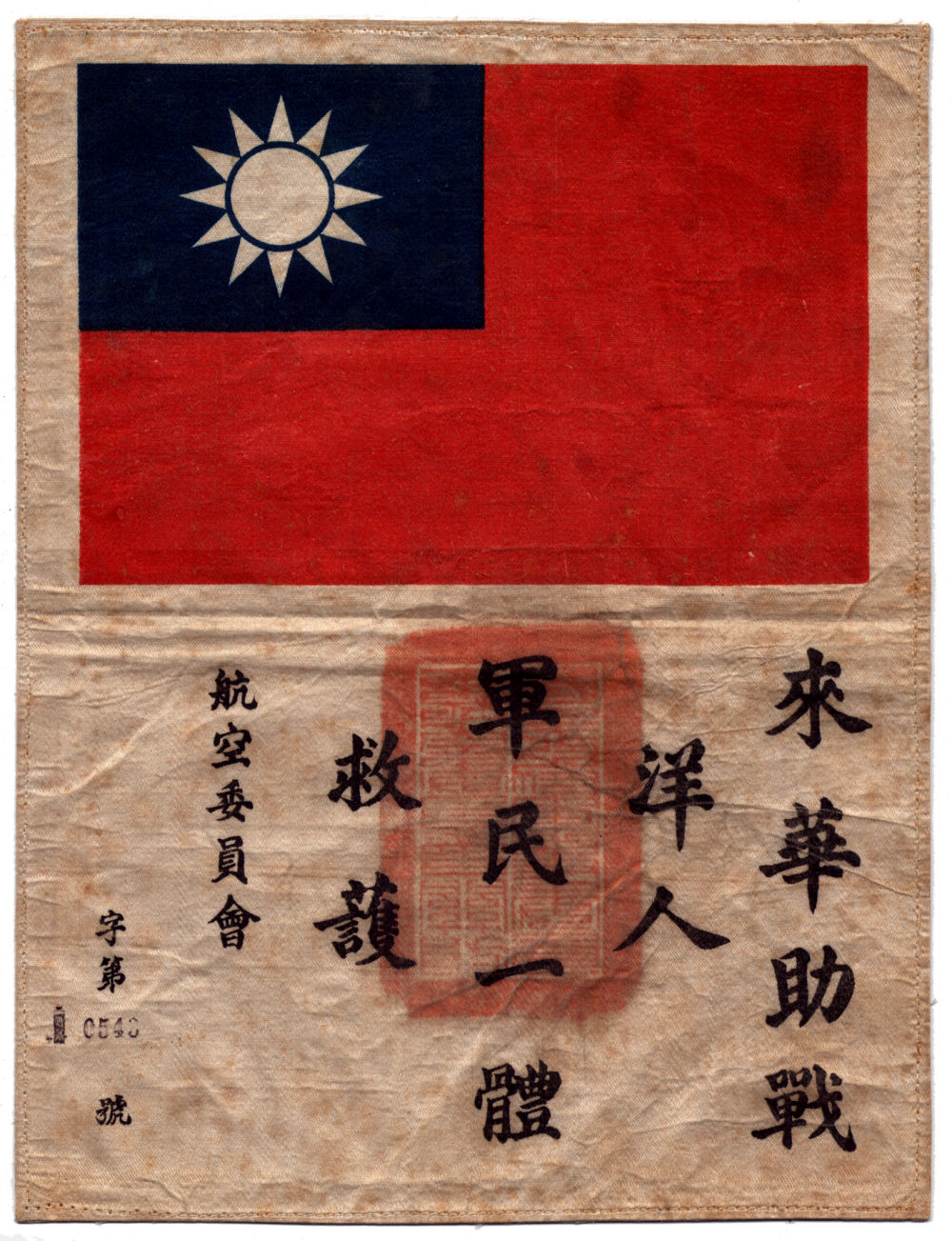
Um "Blood Chit" emitida para os pilotos do Grupo de Voluntários Americanos solicitando que todos os chineses ofereçam resgate e proteção, caso precisem

O Japão invadiu e ocupou a parte norte da Indochina Francesa (atual Vietnã, Laos e Camboja) em setembro de 1940 para impedir a China de receber as 10 mil toneladas de materiais entregues mensalmente pelos Aliados através da linha ferroviária Haiphong–Yunnan Fou.
Em 22 de junho de 1941, a Alemanha Nazista atacou a União Soviética. Apesar de pactos de não-agressão ou conexões comerciais, o ataque de Adolf Hitler lançou o mundo em um frenesi de realinhamento de perspectivas políticas e perspectivas estratégicas.
Em 21 de julho, o Japão ocupou a parte sul da Indochina Francesa (sul do Vietnã e Camboja), infringindo um "acordo de cavalheiros" de 1940 de não se estabelecer no sul da Indochina Francesa. De bases no Camboja e no sul do Vietnã, os aviões japoneses poderiam atacar a Malásia, Cingapura e as Índias Orientais Neerlandesas. Como a ocupação japonesa do norte da Indochina Francesa em 1940 já havia cortado os suprimentos do Ocidente para a China, a mudança para o sul da Indochina Francesa foi vista como uma ameaça direta às colônias britânicas e neerlandesas. Muitas das principais figuras do governo e das forças armadas japonesas (em particular da Marinha) foram contra a mudança, pois previram que seria um convite à retaliação do Ocidente.

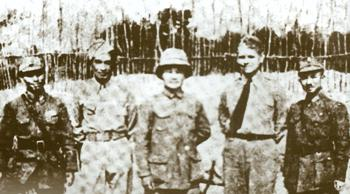
Oficiais militares tailandeses livres, americanos e chineses na China durante a guerra

Em 24 de julho de 1941, Franklin D. Roosevelt solicitou que o Japão retirasse todas as suas forças da Indochina Francesa. Dois dias depois, Estados Unidos e o Reino Unido iniciaram um embargo de petróleo; dois dias depois, os Países Baixos se juntou a eles. Este foi um momento decisivo na Segunda Guerra Sino-Japonesa. A perda das importações de petróleo impossibilitou o Japão de continuar as operações na China no longo prazo. Isso preparou o terreno para o Japão iniciar uma série de ataques militares contra os Aliados, incluindo o ataque a Pearl Harbor em 7 de dezembro de 1941.
Em meados de 1941, o governo dos Estados Unidos financiou a criação do Grupo de Voluntários Americanos, ou Tigres Voadores, para substituir pilotos voluntários soviéticos retirados. Ao contrário da percepção popular, os Tigres Voadores não entraram em combate real antes de os Estados Unidos declararem guerra ao Japão. Liderados por Claire Lee Chennault, seu sucesso inicial de combate de 300 mortes contra uma perda de 12 de seus caças Curtiss P-40 Warhawk  recém-introduzidos e fortemente armados com metralhadoras calibre 6X50 e velocidades de mergulho muito rápido rendeu-lhes amplo reconhecimento em uma época em que a Força Aérea Chinesa, Aliados no Pacífico e no Sudeste Asiático estavam sofrendo pesadas perdas e, logo em seguida, suas táticas de combate aéreo dissimilar de "boom e zoom" de ataque e fuga em alta velocidade seriam adotadas pelas Forças Aéreas do Exército dos Estados Unidos.

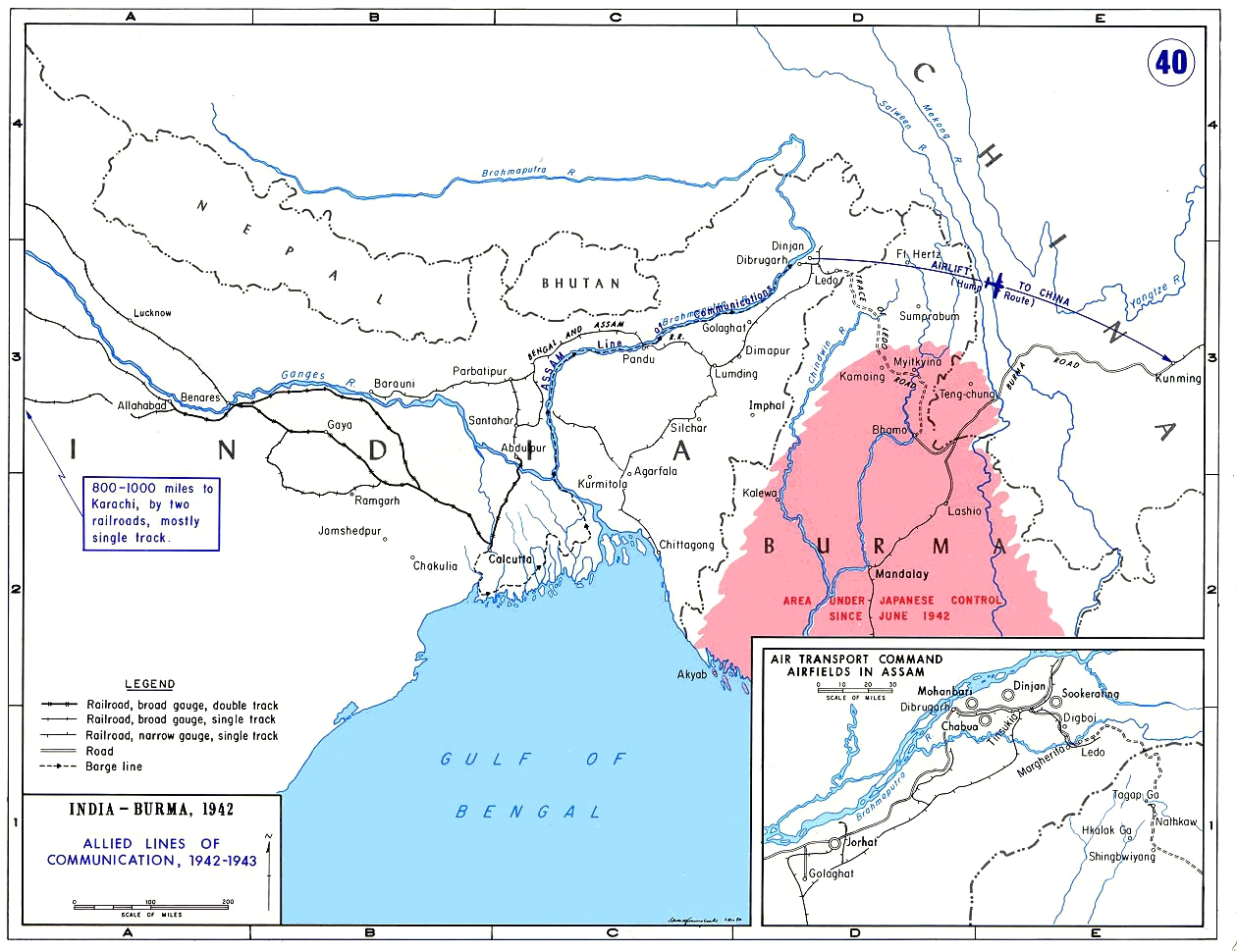
A ponte aérea Índia-China entregou aproximadamente 650 mil toneladas de materiais para a China a um custo de 1 659 homens e 594 aviões

A Organização Cooperativa Sino-Americana foi uma organização criada pelo Tratado da SACO assinado pela República da China e os Estados Unidos em 1942, que estabeleceu uma entidade mútua de coleta de inteligência na China entre as respectivas nações contra o Japão. A Organização operou na China juntamente com o Escritório de Serviços Estratégicos (OSS), a primeira agência de inteligência dos Estados Unidos e precursora da CIA, ao mesmo tempo em que atuava como programa de treinamento conjunto entre as duas nações. Entre todas as missões de guerra que os Estados Unidos estabeleceram na China, a SACO foi a única que adotou uma política de "imersão total" com os chineses. A "Arroz Paddy Navy" ou "What-the-Hell Gang" operou na frente da China-Birmânia-Índia, aconselhando e treinando, prevendo o tempo e explorando áreas de pouso para a frota da Marinha dos Estados Unidos e o 14.º AF do general Claire Lee Chennault, resgatando aviadores americanos abatidos, e interceptar o tráfego de rádio japonês. Um objetivo fundamental da missão durante o último ano da guerra foi o desenvolvimento e a preparação da costa da China para a penetração e ocupação pelos Aliados. Foochow (província de Fujian) foi explorada como uma área potencial de preparação e trampolim para o futuro desembarque militar dos Aliados da Segunda Guerra Mundial no Japão.
Em fevereiro de 1941, um acordo Sino-Britânico foi firmado pelo qual as tropas britânicas ajudariam as unidades de guerrilhas chinesas "Tropas Surpresa" que já operavam na China, e a China ajudaria o Reino Unido na Birmânia.
Uma operação de comando Britânico-Australiana, a Missão 204, foi inicializada em fevereiro de 1942 para fornecer treinamento às tropas guerrilheiras chinesas. A missão conduziu duas operações, principalmente nas províncias de Yunnan e Jiangxi. A primeira fase alcançou muito pouco, mas uma segunda fase mais bem-sucedida foi conduzida antes da retirada.
Comandos trabalhando com o Movimento Tailândia Livre também operaram na China, principalmente durante o caminho para a Tailândia.
Depois que os japoneses bloquearam a estrada da Birmânia em abril de 1942, e antes que a estrada Ledo fosse concluída no início de 1945, a maioria dos suprimentos dos Estados Unidos e do Reino Unido para os chineses teve que ser entregue por transporte aéreo sobre a extremidade leste das montanhas do Himalaias, conhecida como "The Hump". Voar sobre os Himalaias era extremamente perigoso, mas o transporte aéreo continuou diariamente até agosto de 1945, com grande custo em homens e aviões.

## Envolvimento da Indochina Francesa

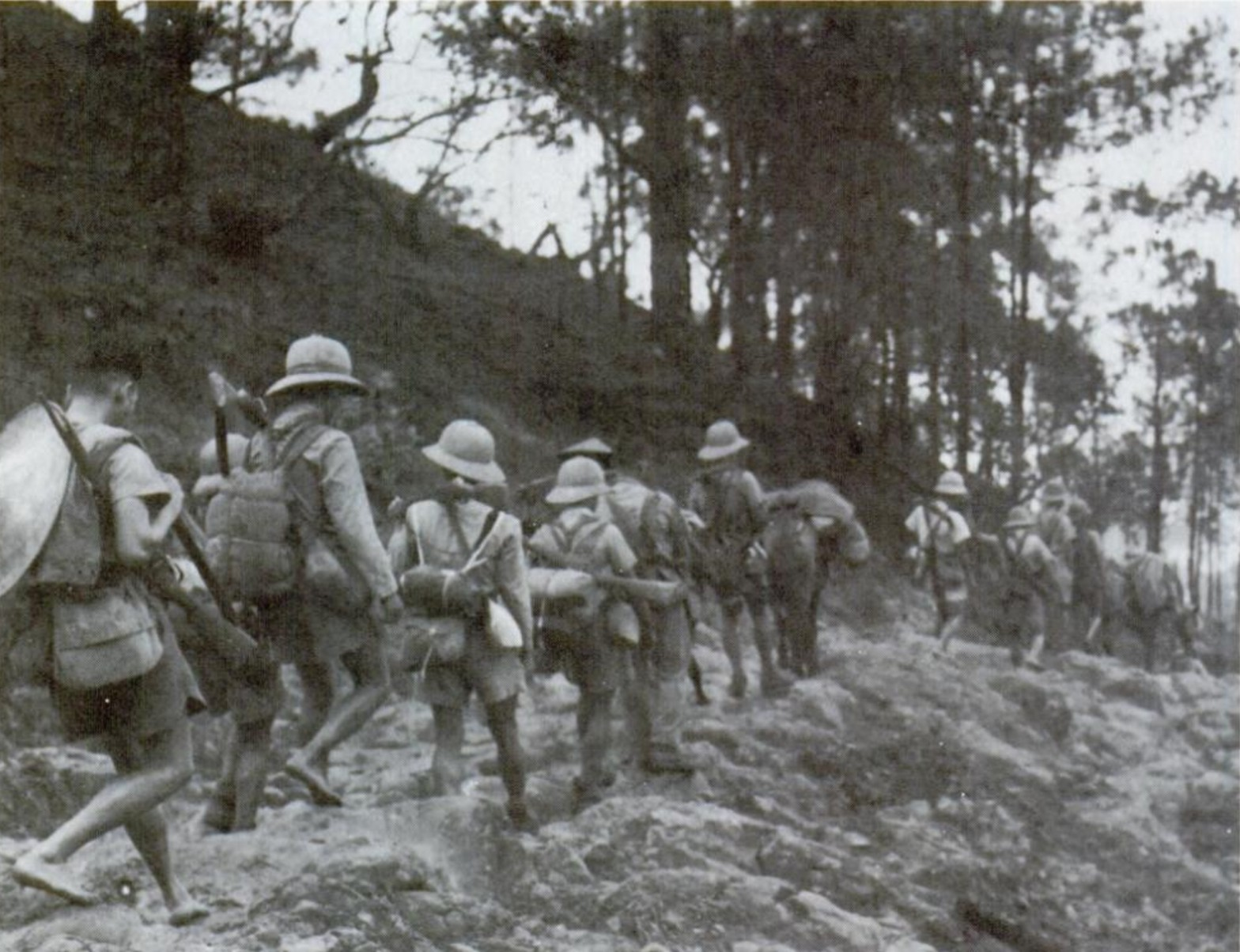
Tropas coloniais francesas recuando para a fronteira chinesa após o golpe de estado japonês em março de 1945

O Kuomintang chinês também apoiou o vietnamita Việt Nam Quốc Dân Đảng (VNQDD) em sua batalha contra o imperialismo francês e japonês.
Em Guangxi, os líderes militares chineses estavam organizando nacionalistas vietnamitas contra os japoneses. O VNQDD estava ativo em Guangxi e alguns de seus membros se juntaram ao exército do Kuomintang. Sob a proteção das atividades do Kuomintang, surgiu uma ampla aliança de nacionalistas. Com Hồ Học Lãm na vanguarda, o Viet Nam Doc Lap Dong Minh Hoi (Liga pela Independência do Vietnã, normalmente conhecido como Việt Minh) foi formado e baseado na cidade de Jingxi. O nacionalista pró-VNQDD Hồ Học Lãm, um oficial do exército do Kuomintang e ex-discípulo de Phan Bội Châu, foi nomeado deputado de Phạm Văn Đồng, que mais tarde seria o primeiro-ministro de Hồ Học Lãm. A frente foi posteriormente ampliada e renomeada como Viet Nam Giai Phong Dong Minh (Liga para Libertação do Vietnã).
A Liga Revolucionária do Vietnã foi uma união de vários grupos nacionalistas vietnamitas, dirigidos pelo VNQDD pró-chinês. O general chinês do Kuomintang Zhang Fakui criou a liga para promover a influência chinesa na Indochina Francesa, contra os franceses e japoneses. Seu objetivo declarado era a unidade com a China sob os Três Princípios do Povo, criados pelo fundador do Kuomintang, Dr. Sun, e oposição aos imperialistas japoneses e franceses. A Liga Revolucionária era controlada por Nguyễn Hải Thần, que nasceu na China e não falava vietnamita. O general Zhang astutamente bloqueou os comunistas do Vietnã e Ho Chi Minh de entrar na liga, já que o principal objetivo de Zhang era a influência chinesa na Indochina. O Kuomintang utilizou esses nacionalistas vietnamitas durante a Segunda Guerra Mundial contra as forças japonesas. O presidente dos Estados Unidos Franklin D. Roosevelt, por meio do general Joseph Stilwell, deixou claro em particular que preferia que os franceses não readquirissem a Indochina Francesa (atual Vietnã, Camboja e Laos) após o fim da guerra. Roosevelt ofereceu a Chiang Kai-shek o controle de toda a Indochina. Foi dito que Chiang Kai-shek respondeu: "Sob nenhuma circunstância!"
Após a guerra, 200 mil soldados chineses sob o comando do general Lu Han foram enviados por Chiang Kai-shek ao norte da Indochina (ao paralelo 16° Norte) para aceitar a rendição das forças de ocupação japonesa, e permaneceram na Indochina até 1946, quando os franceses retornaram. Os chineses usaram o VNQDD, o braço vietnamita do Kuomintang chinês, para aumentar sua influência na Indochina Francesa e para pressionar seus oponentes. Chiang Kai-shek ameaçou os franceses com a guerra em resposta às manobras dos franceses e das forças de Ho Chi Minh umas contra as outras, forçando-os a chegar a um acordo de paz. Em fevereiro de 1946, ele também forçou os franceses a renunciarem a todas as suas concessões na China e a renunciar a seus privilégios extraterritoriais em troca da retirada chinesa do norte da Indochina e da permissão para as tropas francesas reocuparem a região. Após o acordo da França com essas demandas, a retirada das tropas chinesas começou em março de 1946.

## Rebeliões contemporâneas
A rebelião ocorreu na província de Xinjiang em 1937, quando um general pró-soviético Sheng Shicai invadiu a província acompanhado por tropas soviéticas. A invasão foi resistida pelo general Ma Hushan da 36.ª Divisão do Kuomintang.
O general Ma Hushan esperava ajuda de Nanquim, enquanto trocava mensagens com Chiang Kai-shek sobre o ataque soviético. Mas, tanto a Segunda Guerra Sino-Japonesa quanto a Rebelião em Xinjiang eclodiram simultaneamente, deixando Chiang e Ma Hushan cada um por conta própria para enfrentar as forças japonesas e soviéticas.
O governo da República da China estava totalmente ciente da invasão soviética da província de Xinjiang e das tropas soviéticas se movendo em torno de Xinjiang e Gansu, mas foi forçado a mascarar essas manobras para o público como "propaganda japonesa" para evitar um incidente internacional e para a continuação do exército suprimentos dos soviéticos.
Como o governador pró-soviético Sheng Shicai controlava Xinjiang, que estava guarnecido com tropas soviéticas em Turpan, o governo chinês teve que manter as tropas estacionadas lá também.
O general Ma Buqing estava no controle virtual do corredor de Gansu naquela época. Ma Buqing havia lutado anteriormente contra os japoneses, mas como a ameaça soviética era grande, Chiang mudou a posição de Ma Buqing, em julho de 1942, instruindo-o a mover 30 mil de suas tropas para o pântano Tsaidam na Bacia Qaidam de Qinghai. Chiang nomeou Ma Buqing como Comissário de Reclamação, para ameaçar o flanco sul de Sheng Shicai em Xinjiang, que fazia fronteira com Tsaidam.
Depois que Ma Buqing evacuou suas posições em Gansu, as tropas do Kuomintang da China central inundaram a área e se infiltraram na ocupação soviética de Xinjiang, gradualmente recuperando-a e forçando Sheng Shicai a romper com os soviéticos. O Kuomintang ordenou várias vezes a Ma Bufang que marchasse com suas tropas até Xinjiang para intimidar o governador pró-soviético Sheng Shicai. Isso ajudou a proteger os chineses que se estabeleceram em Xinjiang.
A Rebelião de Ili estourou em Xinjiang quando o oficial do Kuomintang Hui Liu Bin-Di foi morto enquanto lutava contra os rebeldes uigures turcos em novembro de 1944. A União Soviética apoiou os rebeldes turcos contra o Kuomintang e as forças do Kuomintang reagiram.

## Minorias étnicas
O Império do Japão tentou alcançar as minorias étnicas chinesas a fim de reuni-las ao seu lado contra os chineses han, mas só teve sucesso com certos povos manchus, mongóis, uigures e tibetanos.
A tentativa japonesa de colocar o povo muçulmano Hui do seu lado falhou, pois muitos generais chineses como Bai Chongxi, Ma Hongbin, Ma Hongkui e Ma Bufang eram Hui. Os japoneses tentaram se aproximar de Ma Bufang, mas não tiveram sucesso em fazer qualquer acordo com ele. Ma Bufang acabou apoiando o anti-japonês Imam Hu Songshan, que orou pela destruição dos japoneses. Ma se tornou presidente (governador) de Qinghai em 1938 e comandou um grupo de exército. Ele foi nomeado por causa de suas inclinações anti-japonesas, e foi uma obstrução aos agentes japoneses que tentavam contatar os tibetanos que ele foi chamado de "adversário" por um agente japonês.

### Muçulmanos Hui

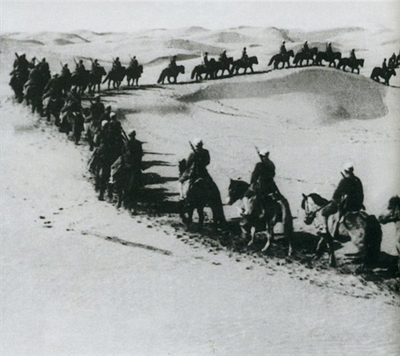
Cavalaria muçulmana chinesa

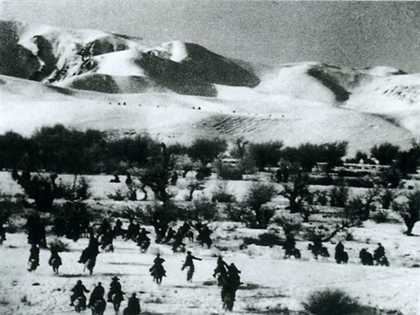
Soldados chineses muçulmanos

Os cemitérios Hui foram destruídos por motivos militares. Muitos Hui lutaram na guerra contra os japoneses, como Bai Chongxi, Ma Hongbin, Ma Hongkui, Ma Bufang, Ma Zhanshan, Ma Biao, Ma Zhongying, Ma Buqing e Ma Hushan. Os tibetanos de Qinghai serviram no exército de Qinghai contra os japoneses. Os tibetanos de Qinghai veem os tibetanos do Tibete Central (Tibete propriamente dito, governado pelos Dalai-lamas de Lassa) como distintos e diferentes de si mesmos, e até se orgulham do fato de que eles não foram governados por Lassa desde o colapso do Império do Tibete.
Xining foi submetido a bombardeios aéreos por aviões de guerra japoneses em 1941, fazendo com que todas as etnias de Qinghai se unissem contra os japoneses. O general Han Youwen dirigiu a defesa da cidade de Xining durante os ataques aéreos de aviões japoneses. Han sobreviveu a um bombardeio aéreo por aviões japoneses em Xining enquanto era comandado por telefone por Ma Bufang, que se escondeu em um abrigo antiaéreo em um quartel militar. O bombardeio resultou em Han sendo enterrado em escombros, embora ele tenha sido resgatado mais tarde.

## Conclusão e consequências

### Fim da Guerra do Pacífico e a rendição das tropas japonesas na China

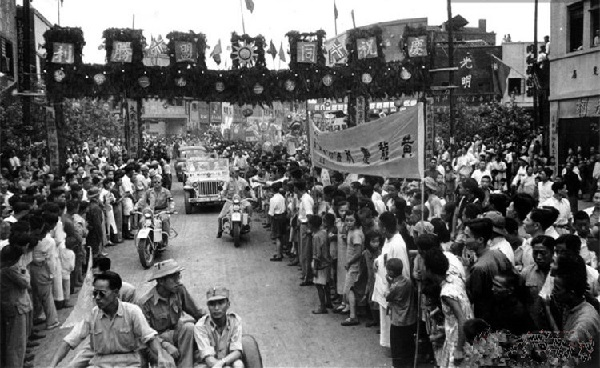
Desfile do Dia da Vitória em Xunquim em 3 de setembro de 1945

Os Estados Unidos e a União Soviética acabaram com a guerra atacando os japoneses com uma nova arma (por parte dos Estados Unidos) e uma incursão na Manchúria (por parte da União Soviética). Em 6 de agosto de 1945, um bombardeiro americano Boeing B-29 Superfortress, o Enola Gay, lançou a primeira bomba atômica usada em combate em Hiroshima, matando dezenas de milhares e arrasando a cidade. Em 9 de agosto de 1945, a União Soviética renunciou ao pacto de não-agressão com o Império do Japão e atacou os japoneses na Manchúria, cumprindo sua promessa da Conferência de Ialta de atacar os japoneses três meses após o fim da guerra na Europa. O ataque foi feito por três grupos do exército soviético. Nesse mesmo dia, uma segunda bomba atômica mais destrutiva foi lançada pelos Estados Unidos em Nagasaki.
Em menos de duas semanas, o Exército de Guangdong, que era a principal força de combate japonesa, consistindo em mais de um milhão de homens, mas sem blindados, artilharia ou apoio aéreo adequados, foi destruído pelos soviéticos. O imperador japonês Hirohito capitulou oficialmente aos Aliados em 15 de agosto de 1945. A rendição oficial foi assinada a bordo do encouraçado USS Missouri em 2 de setembro de 1945, em uma cerimônia na qual vários comandantes aliados, incluindo o general chinês Hsu Yung-chang, estiveram presentes.

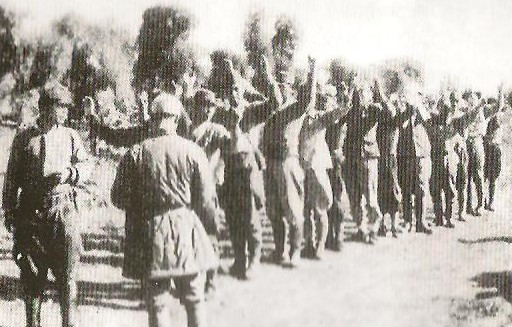
Tropas japonesas se rendendo aos chineses

Após a vitória dos Aliados no Pacífico, o general Douglas MacArthur ordenou que todas as forças japonesas dentro da China (excluindo a Manchúria), Taiwan e Indochina Francesa ao norte de 16° de latitude norte se rendessem a Chiang Kai-shek, e as tropas japonesas na China se renderam formalmente em setembro 9, 1945, às 9h00. A nona hora do nono dia do nono mês foi escolhida em eco do Armistício de 11 de novembro de 1918 (na décima primeira hora do décimo primeiro dia do décimo primeiro mês) e porque "nove" é homófono da palavra para "duradouro" em chinês (para sugerir que a paz conquistada duraria para sempre).

### Combates no pós-guerra e retomada da Guerra Civil Chinesa

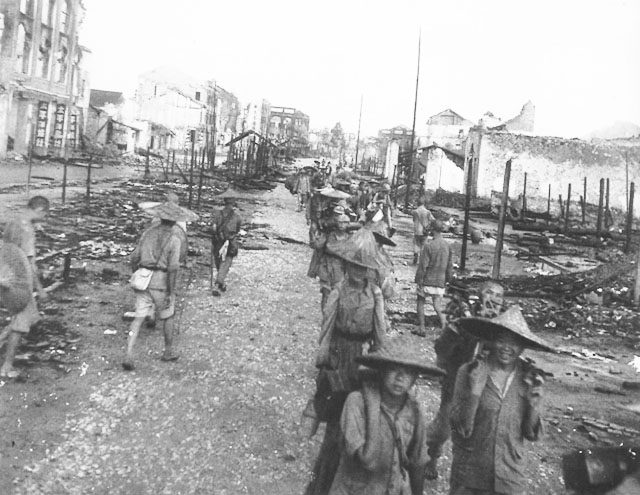
Os chineses retornam a Liuzhou em julho de 1945

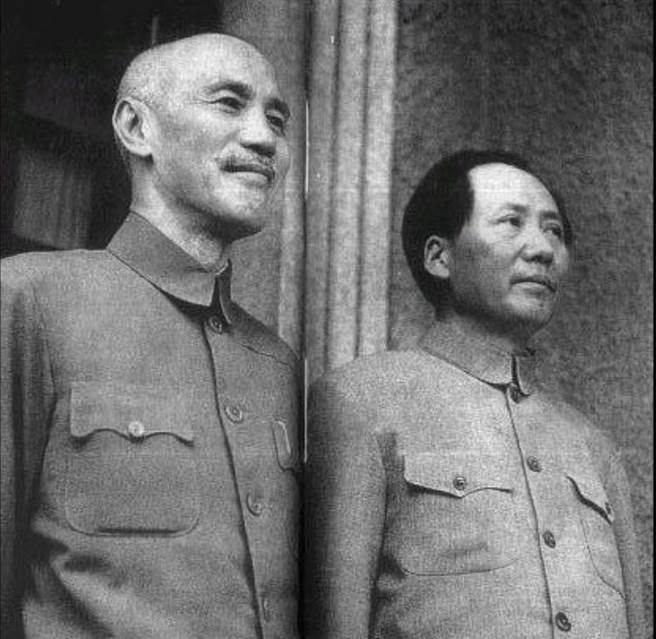
Chiang Kai-shek e Mao Tsé-Tung em 1945

Em 1945, a China emergiu da guerra nominalmente como uma grande potência militar, mas economicamente fraca e à beira de uma guerra civil total. A economia foi minada pelas demandas militares de uma longa guerra custosa e lutas internas, pela inflação em espiral e pela corrupção no governo nacionalista que incluía lucro, especulação e acumulação.
Além disso, como parte da Conferência de Ialta, que permitiu uma esfera de influência soviética na Manchúria, os soviéticos desmontaram e removeram mais da metade do equipamento industrial deixado pelos japoneses antes de entregar a Manchúria à China. Grandes áreas das principais áreas agrícolas foram devastadas pelos combates e houve fome após a guerra. Muitas vilas e cidades foram destruídas e milhões ficaram desabrigados pelas enchentes.
Os problemas de reabilitação e reconstrução após a devastação de uma guerra prolongada eram terríveis, e a guerra deixou os nacionalistas gravemente enfraquecidos e suas políticas os deixaram impopulares. Enquanto isso, a guerra fortaleceu os comunistas tanto em popularidade quanto como força de combate viável. Em Yan'an e em outras partes das áreas controladas pelos comunistas, Mao Tsé-Tung foi capaz de adaptar o marxismo-leninismo às condições chinesas. Ele ensinou os quadros do partido a liderar as massas vivendo e trabalhando com elas, comendo sua comida e pensando seus pensamentos.
O Exército Vermelho Chinês fomentou a imagem de conduzir a guerra de guerrilha em defesa do povo. As tropas comunistas se adaptaram às mudanças nas condições do tempo de guerra e se tornaram uma força de combate experiente. Com organização e propaganda habilidosas, os comunistas aumentaram o número de membros do partido de 100 mil em 1937 para 1,2 milhões em 1945.
Mao também começou a executar seu plano de estabelecer uma nova China movendo rapidamente suas forças de Yan'an e outros lugares para a Manchúria. Esta oportunidade estava disponível para os comunistas porque embora os representantes nacionalistas não fossem convidados para a Conferência de Ialta, eles foram consultados e concordaram com a invasão soviética da Manchúria na crença de que a União Soviética cooperaria apenas com o governo nacionalista depois da guerra.
No entanto, a ocupação soviética da Manchúria foi longa o suficiente para permitir que as forças comunistas se movessem em massa e se armassem com o equipamento militar entregue pelo Exército Imperial Japonês, estabelecer rapidamente o controle no campo e se posicionar para cercar o exército do governo nacionalista nas principais cidades do nordeste da China. Em seguida, estourou a Guerra Civil Chinesa entre nacionalistas e comunistas, que terminou com a vitória comunista na China continental e a retirada dos nacionalistas para Taiwan em 1949.

### Consequências

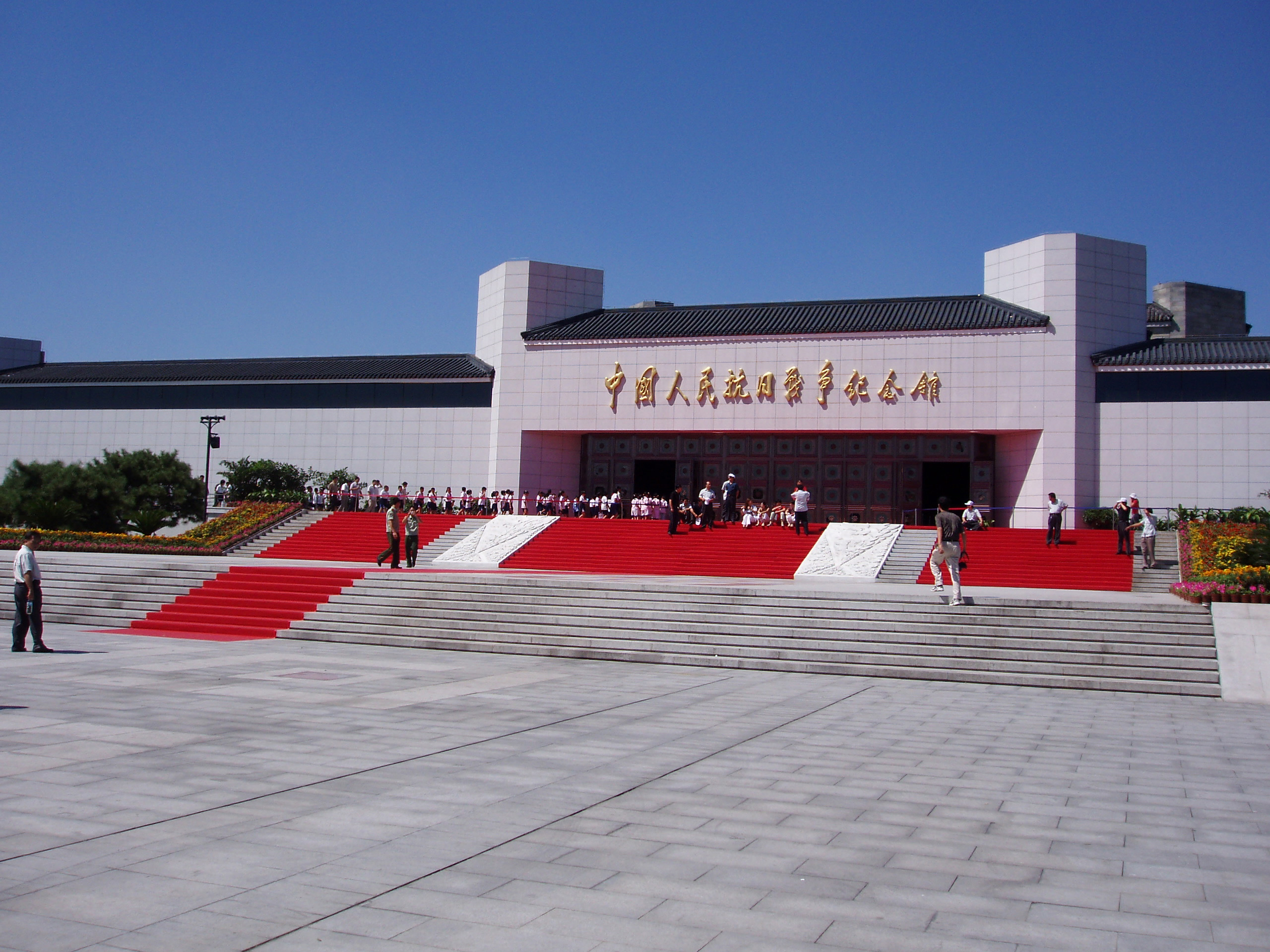
Museu de Guerra da Resistência do Povo Chinês contra à Agressão Japonesa no local onde ocorreu o Incidente da Ponte Marco Polo

A questão de qual grupo político dirigiu o esforço de guerra chinês e exerceu a maior parte dos esforços para resistir aos japoneses permanece uma questão controversa.
No Museu de Guerra da Resistência do Povo Chinês contra à Agressão Japonesa perto da Ponte Marco Polo e em livros didáticos da China continental, a República Popular da China afirma que os Nacionalistas evitaram lutar contra os japoneses para preservar suas forças para um confronto final com o Partido Comunista da China, enquanto os comunistas eram a principal força militar nos esforços de resistência chineses. Recentemente, no entanto, com uma mudança no clima político, o Partido Comunista admitiu que certos generais nacionalistas deram contribuições importantes na resistência aos japoneses. A história oficial na China continental agora afirma que o Kuomintang travou uma guerra frontal sangrenta, mas indecisa, contra o Império do Japão, enquanto o Partido Comunista enfrentou as forças japonesas em número muito maior atrás das linhas inimigas. Para o bem da reunificação chinesa e apaziguar a República da China em Taiwan, a República Popular da China começou a reconhecer os Nacionalistas e os Comunistas como contribuintes iguais, porque a vitória sobre o Japão pertencia ao povo chinês, e não a qualquer partido político.
Os Nacionalistas sofreram mais baixas porque foram os principais combatentes da oposição aos japoneses em cada uma das 22 principais batalhas (envolvendo mais de 100 mil soldados de ambos os lados) entre a China e o Japão. As forças comunistas, ao contrário, geralmente evitavam batalhas campais com os japoneses e geralmente limitavam seu combate a ações de guerrilha (a Ofensiva dos Cem Regimentos e a Batalha de Pingxingguan são exceções notáveis). Os nacionalistas comprometeram suas divisões mais fortes na batalha inicial contra os japoneses (incluindo a 36.ª, 87.ª, 88.ª divisões, e as divisões do Exército Central de Chiang Kai-shek) para defender Xangai e continuaram a implantar a maioria de suas forças para lutar contra os japoneses, mesmo quando os comunistas mudaram sua estratégia de se engajar principalmente em uma ofensiva política contra os japoneses, ao mesmo tempo em que declarava que o Partido Comunista deveria "salvar e preservar nossas forças e aguardar um momento favorável" até o final de 1941.

## Legado

### Relações entre China e Japão
Hoje, a guerra é um grande ponto de discórdia e ressentimento entre a China e o Japão. A guerra continua sendo um grande obstáculo para as relações Sino-Japonesas.
Existem questões relacionadas à perspectiva histórica atual da guerra. Por exemplo, o governo japonês foi acusado de revisionismo histórico ao permitir a aprovação de alguns livros escolares omitindo ou encobrindo o passado militante do Japão, embora o livro polêmico mais recente, o New History Textbook, tenha sido usado por apenas 0,039% das escolas de ensino médio no Japão e apesar dos esforços dos reformadores dos livros didáticos nacionalistas japoneses, no final da década de 1990 os livros escolares japoneses mais comuns continham referências a, por exemplo, o Massacre de Nanquim, Unidade 731 e as mulheres de conforto da Segunda Guerra Mundial, todos históricos questões que enfrentaram desafios de ultranacionalistas no passado.

### Efeitos em Taiwan

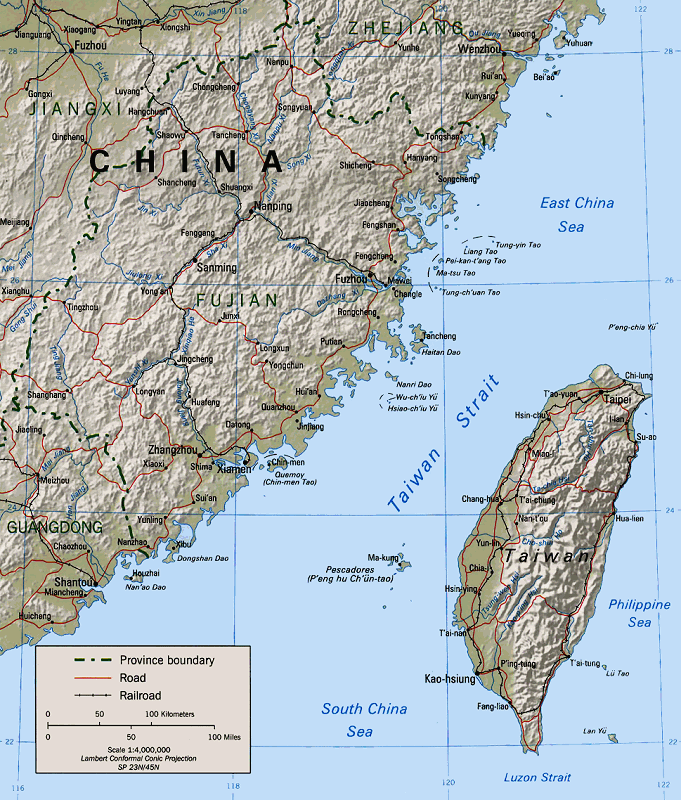
O Estreito de Taiwan e a ilha de Taiwan

Taiwan e as ilhas Penghu foram colocadas sob o controle administrativo do governo da República da China em 1945 pela Administração de Assistência e Reabilitação das Nações Unidas. A República da China proclamou o Dia da Retrocessão de Taiwan em 25 de outubro de 1945. No entanto, devido à Guerra Civil Chinesa não resolvida, nem a recém-criada República Popular da China na China continental nem a República da China nacionalista que se retirou para Taiwan foram convidados a assinar o Tratado de São Francisco, uma vez que nenhuma das duas havia se mostrado totalmente legal capacidade de celebrar um acordo internacional juridicamente vinculativo. Como a China não estava presente, os japoneses apenas renunciaram formalmente à soberania territorial das ilhas de Taiwan e Penghu sem especificar a qual país o Japão renunciou à soberania, e o tratado foi assinado em 1951 e entrou em vigor em 1952.
Em 1952, o Tratado de Taipei foi assinado separadamente entre a República da China e o Japão que basicamente seguia a mesma diretriz do Tratado de São Francisco, não especificando qual país tem soberania sobre Taiwan. No entanto, o Artigo 10 do tratado afirma que o povo taiwanês e a pessoa jurídica devem ser o povo é a pessoa jurídica da República da China. Os governos da República Popular da China e da República da China baseiam suas reivindicações a Taiwan na Ata de rendição do Japão, que aceitou especificamente a Declaração de Potsdam, que se refere à Declaração do Cairo. As disputas sobre o soberano de jure preciso de Taiwan persistem até o presente. Em uma base de fato, a soberania sobre Taiwan foi e continua a ser exercida pela República da China. A posição do Japão tem sido evitar comentários sobre o Estatuto de Taiwan, sustentando que o Japão renunciou a todas as reivindicações de soberania sobre suas antigas possessões coloniais após a Segunda Guerra Mundial, incluindo Taiwan.
Tradicionalmente, o governo da República da China celebra o Dia da Vitória em 9 de setembro (agora conhecido como Dia das Forças Armadas) e o Dia da Retrocessão de Taiwan em 25 de outubro. No entanto, depois que o Partido Democrático Progressista venceu as eleições presidenciais em 2000, esses feriados nacionais comemorativos da guerra foram cancelados, pois o Partido Democrático Progressista pró-independente não vê a relevância de comemorar eventos que aconteceram na China continental.
Enquanto isso, muitos apoiadores do Kuomintang, principalmente veteranos que se retiraram do governo em 1949, ainda têm um interesse emocional pela guerra. Por exemplo, ao comemorar o 60.º aniversário do fim da guerra em 2005, o bureau cultural da fortaleza do Kuomintang em Taipei realizou uma série de conversas no Memorial Sun Yat-sen sobre a guerra e os desenvolvimentos do pós-guerra, enquanto o Kuomintang mantinha seu exposição própria na sede do Kuomintang. Enquanto o Kuomintang venceu as eleições presidenciais em 2008, o governo da República da China retomou a comemoração da guerra.

### Mulheres japonesas deixadas para trás na China
Vários milhares de japoneses que foram enviados como colonizadores para Manchukuo e Mongólia Interior foram deixados para trás na China. A maioria dos japoneses deixados para trás na China eram mulheres, e essas mulheres japonesas se casaram principalmente com homens chineses e ficaram conhecidas como "esposas de guerra perdidas" (zanryu fujin).

### Mulheres coreanas deixadas para trás na China
Na China, algumas consoladoras coreanas ficaram para trás em vez de voltar para sua terra natal. A maioria das mulheres coreanas deixadas para trás na China se casaram principalmente com homens chineses.

### Comemorações
Numerosos monumentos e memoriais em toda a China, incluindo o Museu de Guerra da Resistência do Povo Chinês contra à Agressão Japonesa na Fortaleza Wanping de Pequim.

## Vítimas
O conflito durou oito anos, dois meses e dois dias (de 7 de julho de 1937 a 9 de setembro de 1945). O número total de vítimas que resultou desta guerra (e subsequentemente do teatro) foi igual a mais da metade do número total de vítimas que mais tarde resultou de toda a Guerra do Pacífico.

### Chineses

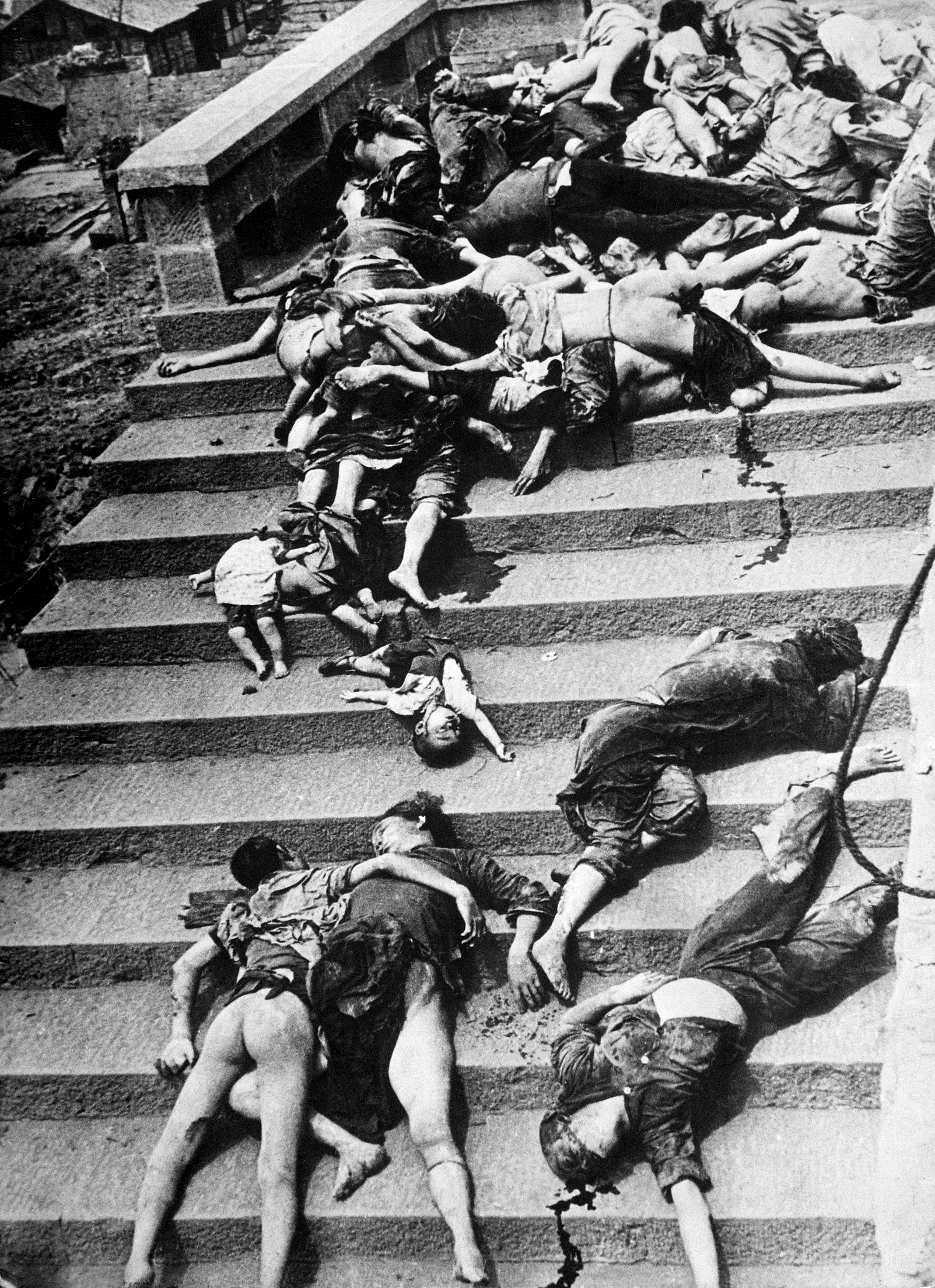
Vítimas de um pânico em massa durante um bombardeio japonês de junho de 1941 em Chongqing. Mais de 5 mil civis morreram durante os primeiros dois dias de ataques aéreos em 1939.

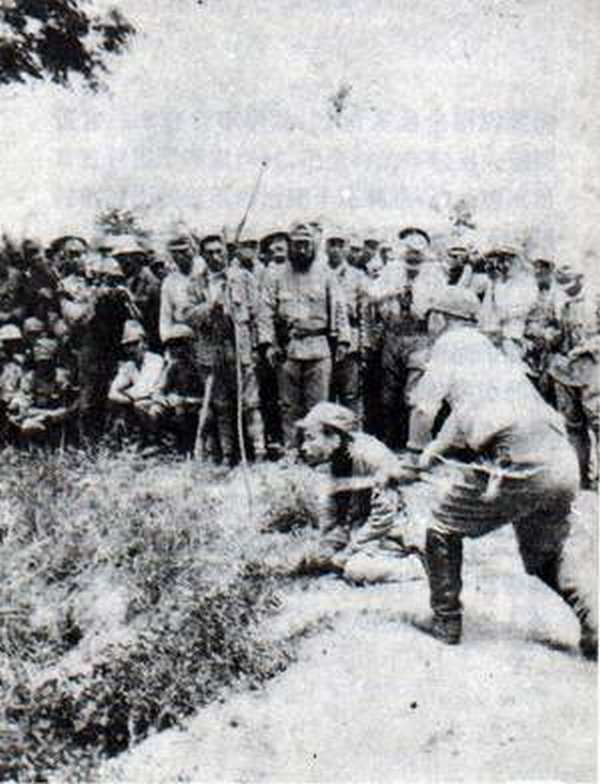
Crime de guerra japonês contra um prisioneiro de guerra chinês

- Fontes chinesas listam o número total de vítimas militares e não militares, tanto mortas como feridas, de 35 milhões.[195] O Dr. Duncan Anderson, Chefe do Departamento de Estudos de Guerra da Academia Militar Real do Reino Unido, escrevendo para a BBC afirma que o número total de vítimas foi de cerca de 20 milhões.[196]
- As estatísticas oficiais da República Popular da China para as baixas civis e militares da China na Segunda Guerra Sino-Japonesa de 1937 a 1945 são de 20 milhões de mortos e 15 milhões de feridos. Os números do total de baixas militares, mortos e feridos são: Exército Nacional Revolucionário Chinês 3,2 milhões; Exército de Libertação Popular 500 mil.
- O relato oficial da guerra publicado em Taiwan relatou que o Exército Nacional Revolucionário Chinês perdeu 3 238 000 homens (1 797 000 feridos, 1 320 000 mortos e 120 mil desaparecidos) e 5 787 352 civis, colocando o número total de vítimas em 9 025 352. Os Nacionalistas lutaram em 22 combates principais, a maioria dos quais envolveu mais de 100 mil soldados em ambos os lados, 1 171 combates menores, a maioria dos quais envolveu mais de 50 mil soldados em ambos os lados, e 38 931 escaramuças.[14]
- Um estudo acadêmico publicado nos Estados Unidos estima as baixas militares: 1,5 milhões de mortos em batalha, 750 mil desaparecidos em combate, 1.5 milhões de mortes devido a doenças e 3 milhões de feridos; vítimas civis: devido à atividade militar, matou 1 073 496 e 237 319 feridos; 335 934 mortos e 426 249 feridos em ataques aéreos japoneses.[197]
- De acordo com o historiador Mitsuyoshi Himeta, pelo menos 2.7 milhões de civis morreram durante a operação "matar todos, saquear todos, queimar todos" (Política dos Três Tudos, ou Sanko Sakusen) implementada em maio de 1942 no norte da China pelo general Yasuji Okamura e autorizada em 3 de dezembro de 1941, pela Ordem da Sede Imperial número 575.[198]
- A perda imobiliária sofrida pelos chineses foi avaliada em US$ 383 bilhões de dólares americanos de acordo com a taxa de câmbio de julho de 1937, cerca de 50 vezes o produto interno bruto do Império do Japão na época (US$ 7,7 bilhões).[199]
- Além disso, a guerra criou 95 milhões de refugiados.[200]
- Rudolph Joseph Rummel deu uma cifra de apenas 3 949 000 pessoas na China assassinadas diretamente pelo Exército Imperial Japonês, enquanto deu uma cifra de 10 216 000 mortos na guerra com os milhões adicionais devido a causas indiretas como fome, doença e perturbação, mas não mortes diretas pelo Japão.[201][202] A China sofreu com a fome durante a guerra causada pela seca que afetou a China e a Índia Britânica, a fome chinesa de 1942-1943 em Henan que levou à morte por fome de 2 a 3 milhões de pessoas, a fome de Guangdong fez com que mais de 3 milhões de pessoas fugissem ou morressem, e a fome indiana de 1943-1945 em Bengala, que matou cerca de 7 milhões de civis indianos em Bihar e Bengala.[203]

### Japoneses
Os japoneses registraram cerca de 1,1 a 1,9 milhões de baixas militares durante toda a Segunda Guerra Mundial (que incluem mortos, feridos e desaparecidos). O número oficial de mortos de japoneses mortos na China, de acordo com o Ministério da Defesa do Japão, é de 480 mil. Com base na investigação do jornal japonês Yomiuri Shimbun, o número de militares mortos do Império do Japão na China é de cerca de 700 mil desde 1937 (excluindo as mortes na Manchúria).
Outra fonte de Hilary Conroy afirma que um total de 447 mil soldados japoneses morreram na China durante a Segunda Guerra Sino-Japonesa. Dos 1 130 000 soldados do Exército Imperial Japonês que morreram durante a Segunda Guerra Mundial, 39% morreram na China.
Em seguida, em War Without Mercy, John W. Dower afirma que um total de 396 mil soldados japoneses morreram na China durante a Segunda Guerra Sino-Japonesa. Desse número, o Exército Imperial Japonês perdeu 388 605 soldados e a Marinha Imperial Japonesa perdeu 8 mil soldados. Outros 54 mil soldados também morreram após o fim da guerra, principalmente de doença e fome. Dos 1 740 955 soldados japoneses que morreram durante a Segunda Guerra Mundial, 22% morreram na China.
As estatísticas japonesas, no entanto, carecem de estimativas completas para os feridos. De 1937 a 1941, 185.647 soldados japoneses foram mortos na China e 520 mil ficaram feridos. A doença também causou perdas críticas nas forças japonesas. De 1937 a 1941, 430 mil soldados japoneses foram registrados como doentes. Somente no norte da China, 18 mil soldados foram evacuados de volta ao Japão devido a doenças em 1938, 23 mil em 1939 e 15 mil em 1940. De 1941 a 1945: 202 958 mortos; outros 54 mil mortos após o fim da guerra. As forças chinesas também relataram que em maio de 1945, 22 293 soldados japoneses foram capturados como prisioneiros. Muitos outros soldados japoneses se renderam quando a guerra terminou.
Estudos contemporâneos da Central de Compilação e Tradução de Pequim revelaram que os japoneses sofreram um total de 2 227 200 baixas, incluindo 1 055 000 mortos e 1 172 341 feridos. Esta publicação chinesa analisa estatísticas fornecidas por publicações japonesas e afirma que esses números foram amplamente baseados em publicações japonesas.
Fontes nacionalistas e comunistas chinesas relatam que suas respectivas forças foram responsáveis pela morte de mais de 1,7 milhões de soldados japoneses. O próprio Ministro Nacionalista da Guerra, He Yingqin, contestou as afirmações dos comunistas, achando impossível para uma força de guerrilheiros "destreinados, indisciplinados e mal equipados" das forças comunistas terrem matado tantos soldados inimigos.
As autoridades nacionais chinesas ridicularizaram as estimativas japonesas de baixas chinesas. Em 1940, o National Herald afirmou que os japoneses exageraram as baixas chinesas, enquanto ocultavam deliberadamente o verdadeiro número de vítimas japonesas, divulgando números falsos que os faziam parecer menores. O artigo relata a situação das baixas da guerra até 1940.

### Uso de armas químicas e bacteriológicas

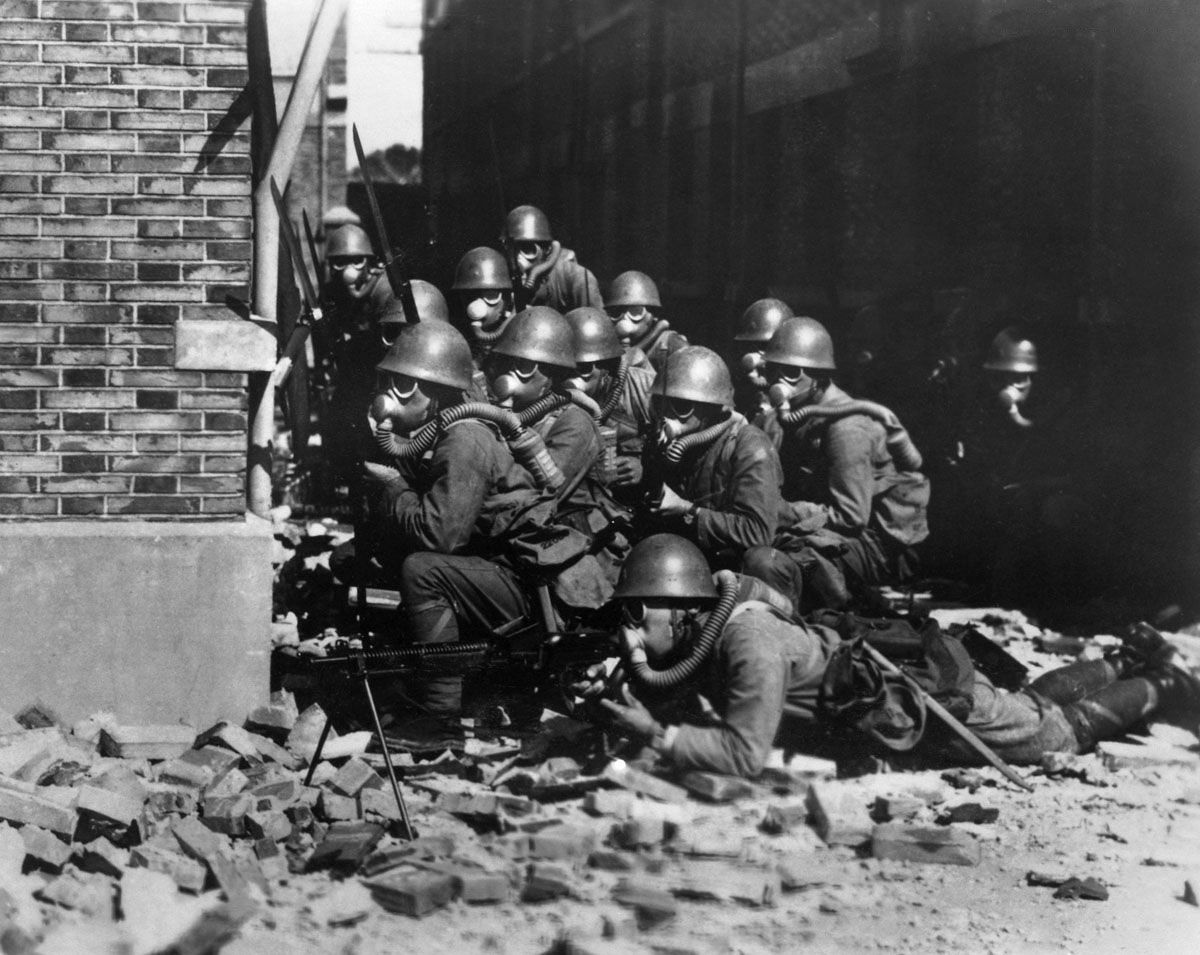
Forças especiais de desembarque naval japonesas com máscaras de gás e luvas de borracha durante um ataque químico perto de Chapei na Batalha de Xangai

O Império do Japão fez uso pesado de armas químicas contra a China para compensar a falta de números em combate e porque a China não tinha estoques próprios de gás venenoso para retaliar. O Japão usou gás venenoso em Hankow na Batalha de Wuhan para quebrar a feroz resistência chinesa depois que os ataques japoneses convencionais foram repelidos pelos defensores chineses. Rana Mitter escreveu: 
Sob o comando do general Xue Yue, cerca de 100 mil soldados chineses repeliram as forças japonesas em Huangmei. Na fortaleza de Tianjiazhen, milhares de homens lutaram até o final de setembro, com a vitória japonesa garantida apenas com o uso de gás venenoso. No entanto, mesmo agora, os principais generais chineses pareciam incapazes de trabalhar uns com os outros. Em Xinyang, as tropas de Li Zongren em Guangxi estavam exauridas. Eles esperavam que as tropas de Hu Zongnan, outro general próximo de Chiang Kai-shek, os aliviassem, mas, em vez disso, Hu liderou suas tropas para longe da cidade. 
O Japão também usou gás venenoso contra os exércitos muçulmanos chineses na Batalha de Wuyuan e na Batalha de Suiyuan Ocidental.
Apesar do Artigo 23 das Convenções de Haia de 1899 e 1907, artigo V do Tratado em Relação ao Uso de Submarinos e Gases Nocivos na Guerra, artigo 171 do Tratado de Versalhes e uma resolução adotada pela Liga das Nações em 14 de maio de 1938, condenando o uso de gás venenoso pelo Japão, o Exército Imperial Japonês frequentemente usou armas químicas durante a guerra.
Segundo os historiadores Yoshiaki Yoshimi e Seiya Matsuno, as armas químicas foram autorizadas por ordens específicas do próprio Imperador do Japão Hirohito, transmitidas pelo Quartel-General Imperial. Por exemplo, o Imperador autorizou o uso de gás tóxico em 375 ocasiões distintas durante a Batalha de Wuhan de agosto a outubro de 1938. Eles também foram usados durante a Batalha de Changde. Essas ordens foram transmitidas pelo Príncipe Kan'in Kotohito ou pelo General Hajime Sugiyama. Os gases eram fabricados em Ōkunoshima foram usados mais de 2 mil vezes contra soldados e civis chineses na guerra na China nas décadas de 1930 e 1940.
Armas bacteriológicas fornecidas pelas unidades de Shirō Ishii também foram amplamente utilizadas. Por exemplo, em 1940, a Força Aérea do Exército Imperial Japonês bombardeou Ningbo com pulgas que carregavam a peste bubônica. Durante os Julgamentos de crimes de guerra de Khabarovsk, os acusados, como o major-general Kiyashi Kawashima, testemunharam que, em 1941, cerca de 40 membros da Unidade 731 lançaram pulgas contaminadas com peste em Changde. Esses ataques causaram surtos de peste epidêmica. Na Campanha de Zhejiang-Jiangxi, dos 10 mil soldados japoneses que adoeceram com a doença, cerca de 1,7 mil soldados japoneses morreram quando as armas biológicas atingiram suas próprias forças.
O Japão deu a seus próprios soldados metanfetaminas na forma de Philopon.

### Uso de ataques suicidas
Os exércitos chineses desdobraram "corpos de coragem" ou "esquadrões suicidas" contra os japoneses. Um "corpo ousar morrer" foi efetivamente usado contra unidades japonesas na Batalha de Tai'erzhuang.

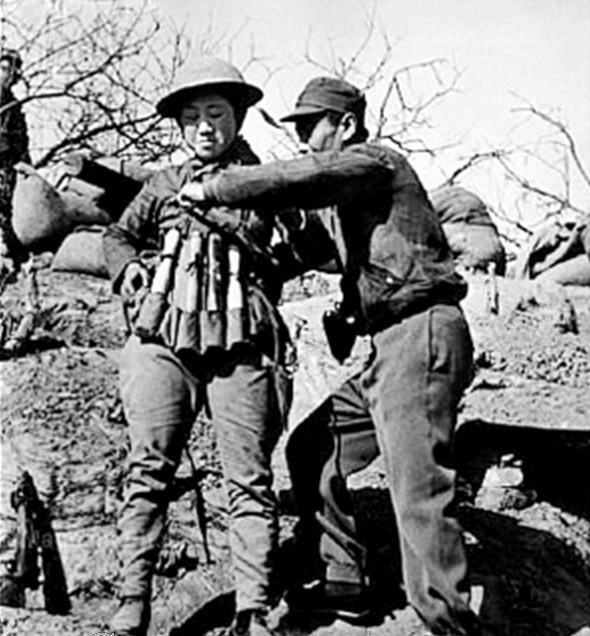
Homem-bomba suicida chinês vestindo um colete explosivo feito de granadas de mão Modelo 24 para usar em um ataque contra tanques japoneses na Batalha de Tai'erzhuang

Ataques suicidas também foram usado contra os japoneses. Um soldado chinês detonou um colete de granada e matou 20 japoneses no Depósito Sihang. As tropas chinesas amarraram explosivos com granadas ou dinamite em seus corpos e se jogaram sob os tanques japoneses para explodi-los. Essa tática foi usada durante a Batalha de Xangai, onde um homem-bomba chinês parou uma coluna de tanques japoneses explodindo-se sob o tanque principal, e na Batalha de Tai'erzhuang, onde dinamite e granadas foram amarradas pelas tropas chinesas que avançaram contra tanques japoneses e se explodiram. Durante um incidente em Tai'erzhuang, homens-bomba chineses destruíram quatro tanques japoneses.

### Citações
1. 1 2  Ata de rendição, 9 de setembro de 1945 (página visitada em 3 de outubro de 2020).
2. ↑  The Chinese Nationalist Army, ww2-weapons.com Retrieved 11 March 2016
3. ↑  Hsiung, China's Bitter Victory, p. 171
4. ↑  David Murray Horner (24 de julho de 2003). The Second World War: The Pacific. [S.l.]: Taylor & Francis. pp. 14–15. ISBN 978-0-415-96845-4. Consultado em 6 de março de 2011
5. ↑  Hsiung (1992). China's Bitter Victory (em inglês). [S.l.]: Routledge. 79 páginas. ISBN 978-1563242465
6. ↑  中国人民解放军历史资料丛书编审委员会 (1994).  八路军·表册 (em chinês). [S.l.]: 解放军出版社. pp. 第3页. ISBN 978-7-5065-2290-8
7. ↑  丁星，《新四军初期的四个支队——新四军组织沿革简介(2)》【J】，铁军，2007年第2期，38–40页
8. ↑  Hsiung, James C. (1992). China's Bitter Victory: The War With Japan, 1937–1945. New York: M.E. Sharpe publishing. ISBN 1-56324-246-X
9. ↑  Black, Jeremy (2012). Avoiding Armageddon: From the Great Wall to the Fall of France, 1918–40. [S.l.: s.n.] p. 171. ISBN 978-1-4411-2387-9
10. ↑  RKKA General Staff, 1939. Retrieved 17 April 2016
11. ↑  Ministry of Health and Welfare, 1964 Retrieved 11 March 2016
12. ↑  Jowett, p. 72.
13. ↑  刘庭华 (1995). 《中国抗日战争与第二次世界大战系年要录·统计荟萃 1931-1945》 (em chinês). 北京: 海潮出版社. 312 páginas. ISBN 7-80054-595-4
14. 1 2  Hsu Long-hsuen "History of the Sino-Japanese war (1937–1945)" Taipei 1972
15. 1 2  Clodfelter, Michael "Warfare and Armed Conflicts: A Statistical Reference", Vol. 2, pp. 956. Inclui civis que morreram devido à fome e outros desastres ambientais causados pela guerra. Inclui apenas o exército chinês 'regular'; NÃO inclui guerrilheiros e não inclui vítimas chinesas na Manchúria ou na Birmânia.
16. 1 2 3  «Rummel, Table 6A.». hawaii.edu
17. 1 2 3 4  R. J. Rummel. China's Bloody Century. Transaction 1991 ISBN 0-88738-417-X.
18. 1 2  Rummel, Table 5A. Retrieved 5 October 2015.
19. ↑  Meng Guoxiang & Zhang Qinyuan, 1995. "关于抗日战争中我国军民伤亡数字问题".
20. ↑  Chidorigafuchi National Cemetery Retrieved 10 March 2016
21. 1 2  戦争: 中国侵略（War: Invasion of China） (em japonês). [S.l.]: 読売新聞社. 1983. 186 páginas. Consultado em 15 de janeiro de 2017
22. ↑  He Yingqin, "Eight Year Sino-Japanese War"
23. 1 2  Hsu, p. 565.
24. 1 2  Liu Feng, (2007). "血祭太阳旗: 百万侵华日军亡命实录". Central Compilation and Translation Press. ISBN 978-7-80109-030-0. Nota: Esta publicação chinesa analisa estatísticas fornecidas por publicações japonesas.
25. ↑  R. J. Rummel. China's Bloody Century. Transaction 1991 ISBN 0-88738-417-X. Table 5A
26. ↑   Retrieved 28 September 2015.
27. ↑  Ho Ping-ti, Studies on the Population of China, 1368-1953 (Harvard University Press, 1953. p.252
28. ↑  Huang, Zheping; Huang, Zheping. «China is rewriting textbooks so its "eight-year war of resistance" against Japan is now six years longer». Quartz (em inglês). Consultado em 8 de abril de 2019
29. ↑  Ferris, John; Mawdsley, Evan (2015). The Cambridge History of the Second World War, Volume I: Fighting the War (em inglês). Cambridge: Cambridge University Press
30. ↑  Förster & Gessler 2005, p. 64.
31. ↑  Bix, Herbert P. (1992), «The Showa Emperor's 'Monologue' and the Problem of War Responsibility», Journal of Japanese Studies, 18 (2): 295–363, JSTOR 132824, doi:10.2307/132824
32. ↑  HsiungLevine (1992), p. xi.
33. ↑  Hotta, E. (25 de dezembro de 2007). Pan-Asianism and Japan's War 1931-1945. [S.l.]: Palgrave Macmillan US. p. 40. ISBN 978-0-230-60992-1
34. ↑  Paine, S. C. M. (20 de agosto de 2012). The Wars for Asia, 1911–1949. [S.l.]: Cambridge University Press. p. 123. ISBN 978-1-139-56087-0
35. ↑  Roblin, Sebastien (16 de outubro de 2019). «The 1 Reason Imperial Japan Attacked Pearl Harbor: Oil.». The National Interest (em inglês). Consultado em 2 de setembro de 2022
36. ↑  «2017年春季中小学教材全面落实"十四年抗战"概念-新华网». news.xinhuanet.com. Consultado em 10 de janeiro de 2017
37. ↑  «Commemoration of 70th Anniversary of World Anti-Fascist War». Arquivado do original em 29 de setembro de 2018
38. ↑  Jerald A. Combs. Embargoes and Sanctions[ligação inativa]. Encyclopedia of American Foreign Policy, 2002
39. ↑  Rea, George Bronson. The Case for Manchoukuo. New York: D. Appleton-Century Company, 1935. Pp 164.
40. ↑  Linebarger, Paul M. A. (maio de 1941). «The Status of the China Incident». Sage Publications, Inc. American Academy of Political and Social Science. 215: 36–43. JSTOR 1022596. doi:10.1177/000271624121500106
41. ↑  «The Senkaku or Diaoyu Islands: Narrative of an empty space». London: Economist Group. The Economist (Christmas Specials 2012). 22 de dezembro de 2012. ISSN 0013-0613. Consultado em 26 de fevereiro de 2014. Cópia arquivada em 26 de fevereiro de 2014
42. ↑  «Senkaku/Diaoyu: Islands of Conflict». History Today. Consultado em 13 de agosto de 2016
43. ↑  «How uninhabited islands soured China-Japan ties – BBC News». bbc.com. 10 de novembro de 2014. Consultado em 13 de agosto de 2016
44. ↑  Wilson, p. 5.
45. ↑  Wilson, p. 4.
46. ↑  «Foreign News: Revenge?». Time. 13 de agosto de 1923
47. ↑  Hoyt, Edwin P., Japan's War: The Great Pacific Conflict, p. 45
48. ↑  Palmer and Colton, A History of Modern World, p. 725
49. ↑  Taylor, p. 33.
50. ↑  Taylor, p. 57.
51. ↑  Taylor, p. 79.
52. ↑  Taylor, p. 82.
53. ↑  Boorman, Biographical Dictionary, vol. 1, p. 121
54. ↑  Taylor, p. 83.
55. ↑  Michael M. Walker, The 1929 Sino-Soviet War: The War Nobody Knew (Lawrence: University Press of Kansas, 2017), p. 290.
56. ↑  Michael M. Walker, The 1929 Sino-Soviet War: The War Nobody Knew (Lawrence: University Press of Kansas, 2017), pp. 290–291.
57. ↑  POLITICAL STRATEGY PRIOR TO OUTBREAK OF WAR PART I Japanese monograph No. 144
58. ↑  Frederic E. Wakeman (setembro de 1996). Policing Shanghai, 1927–1937. [S.l.]: University of California Press. pp. 280–281. ISBN 0-520-20761-0. Consultado em 20 de outubro de 2011
59. ↑  «－Brief history of military airplanes». mnd.gov.tw. 19 de setembro de 2006. Consultado em 13 de agosto de 2016. Arquivado do original em 26 de agosto de 2016
60. ↑  «War hero's son seeks to establish museum in Taiwan». Taipei Times. Consultado em 13 de agosto de 2016
61. ↑  «Mitsubishi A5M (Claude) – Development and Operational History, Performance Specifications and Picture Gallery». militaryfactory.com. Consultado em 13 de agosto de 2016
62. ↑  Januszewski, Tadeusz (2013). Mitsubishi A5M Claude (Yellow Series). P.O. Box 123 27–600 Sandomierz 1, Poland: STRATUS. ISBN 978-83-61421-99-3
63. ↑  «Chinese biplane fighter aces - 'John' Wong Pan-Yang». surfcity.kund.dalnet.se. Consultado em 2 de setembro de 2022
64. ↑  «Chinese biplane fighter aces - Chan Kee-Wong». surfcity.kund.dalnet.se. Consultado em 2 de setembro de 2022
65. ↑  «Chinese biplane fighter aces – Kao Chi-Hang». dalnet.se. Consultado em 13 de agosto de 2016
66. ↑  Kao, Yao-Han (2011). Kao Chih-Hang Biography: Air Force Ares. Taiwan: Dawn Cultural Undertaking Corp. ISBN 978-957-16-0819-8
67. ↑  阿羅, 2008, p 91–92
68. ↑  Fu Jing-hui, An Introduction of Chinese and Foreign History of War, 2003, pp. 109–111
69. ↑  Fenby, Jonathan (29 de maio de 2008). The Penguin History of Modern China: The Fall and Rise of a Great Power, 1850 - 2009. [S.l.: s.n.] ISBN 9780141917610
70. ↑  Oi, Mariko (14 de março de 2013). «What Japanese history lessons leave out». BBC
71. ↑  Wang, Zheng (23 de abril de 2014). «History Education: The Source of Conflict Between China and Japan». The Diplomat
72. ↑  Oi, Mariko (14 de março de 2013). «What Japanese history lessons leave out». BBC News
73. ↑  Huang, p. 168.
74. ↑  8000骑兵战士战死抗日沙场，可歌可泣_周口热点资讯 Arquivado em 2016-10-22 no Wayback Machine
75. ↑  qhmhmlc,昆仑玉. «青海八千人骑兵师东进抗日 – 昆仑玉的日志 – 网易博客». 163.com. Consultado em 13 de agosto de 2016. Arquivado do original em 12 de janeiro de 2018
76. ↑  L_104241. «冈村宁次为什么在作战记录中写下"恶战马彪"--青海频道--人民网». people.com.cn. Consultado em 13 de agosto de 2016
77. ↑  «马彪（1885——... - 南昌照片 by 山中老人家». www.yododo.com. Consultado em 1 de outubro de 2016. Arquivado do original em 12 de janeiro de 2018
78. ↑  马步芳军队抗战纪实：抗战中的马步芳和马家军！ -趣历史
79. ↑  «为抗击日寇和建立新中国浴血奋斗的中国穆斯林 – 历史 – 穆斯林在线-打造全球最大的伊斯兰中文门户网站(muslimwww)». muslimwww.com. Consultado em 13 de agosto de 2016
80. ↑  «马步芳军队抗战纪实：抗战中的马步芳和马家军！- 趣历史». qulishi.com. Consultado em 13 de agosto de 2016. Arquivado do original em 12 de setembro de 2016
81. ↑  让日军闻风丧胆地回族抗日名将 Arquivado em julho 2, 2017, no Wayback Machine
82. ↑  «还原真实的西北群马之马步芳 骑八师中原抗日 – 历史 – 穆斯林在线-打造全球最大的伊斯兰中文门户网站(muslimwww)». muslimwww.com. Consultado em 13 de agosto de 2016
83. ↑  Mar, Lisa Rose (11 de outubro de 2010). Brokering Belonging: Chinese in Canada's Exclusion Era, 1885-1945. [S.l.: s.n.] ISBN 9780199780549
84. ↑  L, Klemen (1999–2000). «Chinese Nationalist Armour in World War II». Forgotten Campaign: The Dutch East Indies Campaign 1941–1942. Arquivado do original em 21 de março de 2011
85. ↑  John McVickar Haight,  "Franklin D. Roosevelt and a Naval Quarantine of Japan." Pacific Historical Review 40.2 (1971): 203-226 online.
86. ↑  Tai-Chun Kuo,  "A Strong Diplomat in a Weak Polity: TV Soong and wartime US–China relations, 1940–1943." Journal of Contemporary China 18.59 (2009): 219-231.
87. ↑  Daniel Ford,  Flying Tigers: Claire Chennault and His American Volunteers, 1941–1942 (2007).
88. ↑  Herbert Feis,  Road to Pearl Harbor: The Coming of the War between the United States and Japan (1950) online
89. ↑  Huang, p. 259.
90. ↑  «Crisis». Time. 13 de novembro de 1944
91. ↑  «China's Declaration of War Against Japan, Germany and Italy». jewishvirtuallibrary.org. Contemporary China. 1 (15). 15 de dezembro de 1941. Consultado em 10 de setembro de 2010
92. ↑  Frederic E. Wakeman (2003). Spymaster: Dai Li and the Chinese Secret Service. [S.l.]: University of California Press. pp. 309–. ISBN 978-0-520-92876-3
93. ↑  Linda Kush (20 de novembro de 2012). The Rice Paddy Navy: U.S. Sailors Undercover in China. [S.l.]: Bloomsbury Publishing. pp. 206–. ISBN 978-1-78200-312-0
94. ↑  Frederic E. Wakeman (2003). Spymaster: Dai Li and the Chinese Secret Service. [S.l.]: University of California Press. pp. 497–. ISBN 978-0-520-92876-3
95. ↑  Slim, William (1956). Defeat into Victory. London: Cassell. ISBN 0-304-29114-5
96. ↑  Schoppa, R. Keith (2011). In a Sea of Bitterness, Refugees during the Sino-Japanese War. [S.l.]: Harvard University Press. p. 28. ISBN 978-0-674-05988-7
97. ↑  Yuki Tanaka, Hidden Horrors, Westviewpres, 1996, p.138
98. ↑  Chevrier & Chomiczewski & Garrigue 2004, p.19.
99. ↑  Croddy & Wirtz 2005, p. 171.
100. ↑  MacKinnon, Stephen R. (21 de maio de 2008). Wuhan, 1938: War, Refugees, and the Making of Modern China. [S.l.: s.n.] ISBN 9780520934603
101. ↑  Hans Van de Ven, "Stilwell in the Stocks: The Chinese Nationalists and the Allied Powers in the Second World War", Asian Affairs 34.3 (November 2003): 243–259.
102. ↑  Huang, pp. 299–300.
103. ↑  MacLaren, pp. 200–220.
104. ↑  ——— (2012). The Second World War. London: Weidenfeld & Nicolson. ISBN 978-0-297-84497-6
105. ↑  Stevens, p. 70.
106. ↑  Stevens, p. 73.
107. ↑  Hsiung, James C.; Levine, Steven I., eds. (1992). China's Bitter Victory: The War with Japan, 1937-1945. [S.l.]: M.E. Sharpe. pp. 162–166. ISBN 0765636328
108. ↑  Huang, p. 420.
109. ↑  «China Offensive». Center of Military History. United states Army. 3 de outubro de 2003. Consultado em 14 de novembro de 2014
110. ↑  Michael Schaller, The U. S. Crusade in China, 1938 (1979)
111. ↑  «China Focus: Overseas Chinese remembered after sacrificing for WWII "lifeline" - Xinhua | English.news.cn». www.xinhuanet.com. Consultado em 2 de setembro de 2022
112. ↑  «Before the Flying Tigers». Air Force Magazine (em inglês). Consultado em 2 de setembro de 2022
113. ↑  «Major 'Buffalo' Wong Sun-Shui». www.century-of-flight.freeola.com. Consultado em 2 de setembro de 2022
114. ↑  admin (10 de novembro de 2016). «Sky's the Limit». 1859 Oregon's Magazine (em inglês). Consultado em 2 de setembro de 2022
115. ↑  «Remembering Hazel Lee, the first Chinese-American female military pilot». NBC News (em inglês). Consultado em 2 de setembro de 2022
116. ↑  Little, Michael (7 de outubro de 2015). «World War 2 Flying Ace Arthur Chin's Amazing True Story». Disciples of Flight (em inglês). Consultado em 2 de setembro de 2022
117. ↑  Mitter (2013), p. 65.
118. ↑  Mitter (2013), p. 66.
119. ↑  Mitter (2013), p. 165.
120. ↑  Douglas Varner, To the Banks of the Halha: The Nomohan Incident and the Northern Limits of the Japanese Empire (2008)
121. ↑  Taylor, p. 156.
122. ↑   Arquivado em março 13, 2010, no Wayback Machine
123. ↑  William D. Pederson (2011). A COMPANION TO FRANKLIN D. ROOSEVELT. [S.l.]: Blackwell Publishing. pp. 591–597, 601. ISBN 1444395173
124. ↑  «Memorandum by Mr J. McEwen, Minister for External Affairs 10 May 1940». Info.dfat.gov.au. Consultado em 2 de dezembro de 2010. Arquivado do original em 21 de fevereiro de 2011
125. ↑  US Congress. Investigation of Concentracion of Economic Power. Hearings before the Temporary National Economic Committee. 76th Congress, 2nd Session, Pt. 21. Washington, 1940, p. 11241
126. ↑  Д. Г. Наджафов. Нейтралитет США. 1935—1941. М., "Наука", 1990. стр.157
127. ↑  United States. Congress. House. Committee on Foreign Affairs (1939). Hearings. [S.l.: s.n.] p. 266. Consultado em 20 de novembro de 2006
128. ↑  United States. Congress. House (1939). Hearings. [S.l.]: U.S. Government Printing Office. p. 266. Consultado em 3 de dezembro de 2010
129. ↑  United States. Congress. House. Committee on Foreign Affairs (1939). American Neutrality Policy: Hearings Before the United States House Committee on Foreign Affairs, Seventy-Sixth Congress, First Session, on Apr. 11-13, 17-21, 24-28, May 2, 1939. [S.l.]: U.S. Government Printing Office. p. 266. Consultado em 30 de outubro de 2014
130. ↑  United States. Congress. House. Foreign AFfairs (1939). American Neutrality Policy: Hearings ... on Present Neutrality Law (public Res. No. 27)... April 11 - May 2, 1939. [S.l.: s.n.] pp. 263–302
131. ↑  United States. Congress (1967). Congressional Record: Proceedings and Debates of the ... Congress, Volume 113, Part 1. [S.l.]: U.S. Government Printing Office. p. 474. Consultado em 31 de maio de 2017
132. ↑  Zhi Meng (1938). Some Economic Aspects of the Sino-Japanese Conflict. [S.l.]: American Academy of Political and Social Science. p. 9
133. ↑  American Legion (1939). Reports to the ... Annual National Convention of the American Legion. [S.l.]: Legion Publishing Corporation. p. 310. Consultado em 18 de maio de 2011
134. ↑  American Legion (1939). Annual Convention, Issues 21-23. [S.l.: s.n.] p. 310. Consultado em 1 de outubro de 2011
135. ↑  United States. Congress. Senate. Foreign Relations (1967). Consular Convention with the Soviet Union: Hearings ... 90-1, on Executive D, 88th Congress, 2d Session, January 23; February 3, 17, 1967. [S.l.: s.n.] p. 335
136. ↑  United States. Congress. Senate. Committee on Foreign Relations (1968). Asian Development Bank Special Funds: Hearing, Ninetieth Congress, First- Session, on S. 2479 ... [S.l.]: U.S. Government Printing Office. p. 335. Consultado em 2 de junho de 2011
137. ↑  United States. Congress. Senate (1967). Hearings, Volume 1. [S.l.]: U.S. Government Printing Office. p. 335. Consultado em 18 de maio de 2011
138. ↑  United States. Congress. Senate. Committee on Foreign Relations (1967). Consular Convention with the Soviet Union: Hearings, Ninetieth Congress, First Session, on Executive D, 88th Congress, 2d Session. January 23, February 3 and 17, 1967. [S.l.]: U.S. Government Printing Office. p. 335. Consultado em 19 de agosto de 2010
139. ↑  The People's Tribune. [S.l.]: China United Press. 1940. p. 27. Consultado em 19 de outubro de 2009
140. ↑  Rosenblum, Marcus (1946). The United States in the Second World War. [S.l.]: Barnes & Noble, Incorporated. p. 58. Consultado em 20 de fevereiro de 2009
141. ↑  Chinese Students Association of America (1940). The Chinese Student: Far Eastern Magazine, Volume 3. [S.l.]: Chinese Students Association of America. pp. 16, 17. Consultado em 6 de abril de 2009
142. ↑  «Ace served with Flying Tigers in China»
143. ↑  «Archived copy» (PDF). Consultado em 24 de junho de 2015. Arquivado do original (PDF) em 25 de junho de 2015
144. ↑  cia.gov - pdf
145. ↑  Kirby, Major General Woodburn, S (1958). The War against Japan, Vol 2: India's Most Dangerous Hour. London: Her Majesty's Stationery Office
146. ↑  Stevens, Keith (2005). «A Token Operation: 204 Military Mission to China, 1941–1945». Risk Management Reference Center, EBSCOhost. Asian Affairs. 36 (1): 66–74. doi:10.1080/03068370500039151
147. ↑  «A Look Back ... "Free Thai" Movement is Born». cia.gov. Central Intelligence Agency. 30 de abril de 2013. Consultado em 20 de junho de 2016
148. 1 2 3 4  William J. Duiker (1976). The rise of nationalism in Vietnam, 1900–1941. [S.l.]: Cornell University Press. p. 272. ISBN 0-8014-0951-9
149. ↑  Marr 1995, p. 165
150. ↑  James P. Harrison (1989). The endless war: Vietnam's struggle for independence. [S.l.]: Columbia University Press. p. 81. ISBN 0-231-06909-X. Consultado em 30 de novembro de 2010. Chang Fa-Kuei vnqdd.
151. ↑  United States. Joint Chiefs of Staff. Historical Division (1982). The History of the Joint Chiefs of Staff: History of the Indochina incident, 1940–1954. [S.l.]: Michael Glazier. p. 56
152. ↑  Oscar Chapuis (2000). The last emperors of Vietnam: from Tự Đức to Bảo Đại. [S.l.]: Greenwood Publishing Group. p. 106. ISBN 0-313-31170-6
153. ↑  Barbara Wertheim Tuchman (1985). The march of folly: from Troy to Vietnam. [S.l.]: Random House, Inc. p. 235. ISBN 0-345-30823-9
154. ↑  Larry H. Addington (2000). America's war in Vietnam: a short narrative history. [S.l.]: Indiana University Press. p. 30. ISBN 0-253-21360-6
155. ↑  Peter Neville (2007). Britain in Vietnam: prelude to disaster, 1945-6. [S.l.]: Psychology Press. p. 119. ISBN 978-0-415-35848-4
156. ↑  Van Nguyen Duong (2008). The tragedy of the Vietnam War: a South Vietnamese officer's analysis. [S.l.]: McFarland. p. 21. ISBN 978-0-7864-3285-1
157. ↑  Stein Tønnesson (2010). Vietnam 1946: how the war began. [S.l.]: University of California Press. p. 41. ISBN 978-0-520-25602-6
158. ↑  Elizabeth Jane Errington (1990). The Vietnam War as history: edited by Elizabeth Jane Errington and B.J.C. McKercher. [S.l.]: Greenwood Publishing Group. p. 63. ISBN 0-275-93560-4
159. ↑  «The Vietnam War Seeds of Conflict 1945–1960». The History Place. 1999. Consultado em 28 de dezembro de 2010
160. ↑  Hsiao-ting Lin (2010). Modern China's Ethnic Frontiers: A Journey to the West. [S.l.]: Taylor & Francis. p. 58. ISBN 978-0-415-58264-3. Consultado em 28 de junho de 2010
161. ↑  Asia, Volume 40. [S.l.]: Asia Magazine. 1940. Consultado em 28 de junho de 2010
162. ↑  «War, Leadership and Ethnopolitics: Chiang Kai-shek and China's frontiers, 1941–1945». Informaworld.com
163. ↑  Hsiao-ting Lin (fevereiro de 2007). «Nationalists, Muslim Warlords, and the "Great Northwestern Development" in Pre-Communist China» (PDF). Central Asia-Caucasus Institute & Silk Road Studies Program. The China and Eurasia Forum Quarterly. 5 (1): 115–135. Consultado em 2 de dezembro de 2010
164. ↑  Human Relations Area Files, inc (1956). A regional handbook on Northwest China, Volume 1. [S.l.]: Printed by the Human Relations Area Files. p. 74. Consultado em 28 de junho de 2010
165. ↑  Institute of Muslim Minority Affairs (1982). Journal of the Institute of Muslim Minority Affairs, Volumes 4–5. [S.l.]: King Abdulaziz University. p. 299. Consultado em 28 de junho de 2010
166. ↑  Frederick Roelker Wulsin, Mary Ellen Alonso, Joseph Fletcher, Peabody Museum of Archaeology and Ethnology, National Geographic Society (U.S.), Peabody Museum of Salem, Pacific Asia Museum (1979). China's inner Asian frontier: photographs of the Wulsin expedition to northwest China in 1923 : from the archives of the Peabody Museum, Harvard University, and the National Geographic Society. [S.l.]: The Museum : distributed by Harvard University Press. p. 50. ISBN 0-674-11968-1. Consultado em 28 de junho de 2010
167. ↑  Stéphane A. Dudoignon; Hisao Komatsu; Yasushi Kosugi (2006). Intellectuals in the modern Islamic world: transmission, transformation, communication. [S.l.]: Taylor & Francis. p. 261. ISBN 0-415-36835-9. Consultado em 28 de junho de 2010
168. ↑  Robert L. Jarman (2001). China Political Reports 1911–1960: 1942–1945. [S.l.]: Archive Editions. p. 311. ISBN 1-85207-930-4. Consultado em 28 de junho de 2010
169. ↑  Hisao Kimura; Scott Berry (1990). Japanese agent in Tibet: my ten years of travel in disguise. [S.l.]: Serindia Publications, Inc. p. 232. ISBN 0-906026-24-5. Consultado em 28 de junho de 2010
170. ↑  LEI, Wan (fevereiro de 2010). «The Chinese Islamic "Goodwill Mission to the Middle East" During the Anti-Japanese War». DÎVÂN DİSİPLİNLERARASI ÇALIŞMALAR DERGİSİ. cilt 15 (sayı 29): 139–141. Consultado em 19 de junho de 2014
171. ↑  «马家军悲壮的抗战：百名骑兵集体投河殉国(1)». 军事－中华网. 19 de setembro de 2008. Arquivado do original em 11 de abril de 2011
172. ↑  www.360doc.com. «民国少数民族将军(组图)2». www.360doc.com. Consultado em 12 de abril de 2016. Arquivado do original em 14 de dezembro de 2018
173. ↑  China at War. [S.l.]: China Information Publishing Company. 1940. p. 16
174. ↑  Goodman, David S. G. (2004). «Qinghai and the Emergence of the West: Nationalities, Communal Interaction and National Integration» (PDF). Cambridge University Press for the School of Oriental and African Studies. University of London, UK. The China Quarterly: 385. ISSN 0305-7410. Consultado em 13 de julho de 2014
175. ↑  «回顾1941年日机轰炸西宁：改变青海历史轨迹 - 故事中国 - 抗日战争纪念网». www.krzzjn.com
176. ↑  1941：日军飞机轰炸西宁-党史频道-人民网
177. ↑  «Archived copy». Consultado em 15 de julho de 2013. Arquivado do original em 2 de março de 2008
178. ↑  Robert A. Pape. Why Japan Surrendered. International Security, Vol. 18, No. 2 (Autumn, 1993), pp. 154–201
179. ↑  Hans Van De Ven, "A call to not lead humanity into another war", China Daily, 31 August 2015.
180. ↑  Kahn, Joseph (4 de setembro de 2005). «China Observes Date of Japan's Surrender». New York Times. Consultado em 23 de maio de 2010
181. ↑  Yang Kuisong, "The Formation and Implementation of the Chinese Communists' Guerrilla Warfare Strategy in the Enemy's Rear during the Sino-Japanese War", paper presented at Harvard University Conference on Wartime China, Maui, January 2004, pp. 32–36
182. ↑  Sven Saaler: Politics, Memory and Public Opinion: The History Textbook Controversy and Japanese Society. Munich: 2005
183. ↑  «Foreign Correspondent – 22/04/2003: Japan – Unit 731». abc.net.au. Consultado em 13 de agosto de 2016. Arquivado do original em 3 de agosto de 2016
184. 1 2  World Directory of Minorities and Indigenous Peoples – Taiwan : Overview Arquivado em 2011-07-28 no Wayback Machine UNHCR
185. ↑  «Archived copy» (PDF). Consultado em 25 de agosto de 2009. Arquivado do original (PDF) em 26 de março de 2009 Disputas sobre a soberania de Taiwan e o Tratado de Paz Sino-Japonês desde a Segunda Guerra Mundial
186. ↑  [ligação inativa] FOCUS: Taiwan-Japão se unem em terreno instável enquanto Taipé despreza o enviado de Tóquio
187. ↑  «Left Behind: Japan's Wartime Defeat and the Stranded Women of Manchukuo». The Asia-Pacific Journal: Japan Focus. Consultado em 13 de agosto de 2016
188. ↑  Mackerras 2003, p. 59.
189. ↑  Tanaka 2002, p. 59.
190. ↑  Tanaka 2003, p. 59.
191. ↑  Teunis 2007, p. 90.
192. ↑  «Sino-Japanese War». History.co.uk. Consultado em 27 de novembro de 2015. Arquivado do original em 24 de novembro de 2015
193. ↑  Herbert Bix, Hirohito and the making of modern Japan, 2001, p. 364
194. ↑  «Remember role in ending fascist war». Chinadaily.com.cn. 15 de agosto de 2005. Consultado em 2 de dezembro de 2010
195. ↑  «Nuclear Power: The End of the War Against Japan». Bbc.co.uk. Consultado em 2 de dezembro de 2010
196. ↑  Ho Ping-ti. Studies on the Population of China, 1368–1953. Cambridge: Harvard University Press, 1959.
197. ↑    - Himeta, Mitsuyoshi (1995). 日本軍による『三光政策・三光作戦をめぐって [Concerning the Three Alls Strategy/Three Alls Policy By the Japanese Forces]. [S.l.]: Iwanami Bukkuretto. p. 43. ISBN 978-4-00-003317-6
198. ↑  Ho Ying-chin, Who Actually Fought the Sino-Japanese War 1937–1945? 1978
199. ↑  Crawford, Keith A.; Foster, Stuart J. (2007). War, nation, memory : international perspectives on World War II in school history textbooks. Charlotte, NC: Information Age. 90 páginas. ISBN 9781607526599. OCLC 294758908
200. ↑  Rummel, R. J. (1991). China's Bloody Century. [S.l.]: Transaction Publishers
201. ↑  Rummel, Rudolph (1991). China's Bloody Century Genocide and Mass Murder Since 1900. [S.l.]: Routledge. 348 páginas. ISBN 9781315081328. doi:10.4324/9781315081328
202. 1 2 3  ed. Coox, Alvin and Hilary Conroy "China and Japan: A Search for Balance since World War I", pp. 308.
203. 1 2 3  Dower, John "War Without Mercy", pp. 297.
204. ↑  ed. Coox, Alvin and Hilary Conroy "China and Japan: A Search for Balance since World War I", pp. 296.
205. ↑  China monthly review, Volume 95. [S.l.]: Millard Publishing Co. 1940. p. 187. Consultado em 28 de junho de 2010
206. ↑  «Google search of the source». 23 de maio de 2004. Consultado em 2 de dezembro de 2010
207. ↑  «(Google search of the source)». 23 de maio de 2004. Consultado em 2 de dezembro de 2010
208. ↑  Grunden, W.E. (2017). «No Retaliation in Kind: Japanese Chemical Warfare Policy in World War II». In:  Friedrich, B.; Hoffmann, D.; Renn, J.; Schmaltz, F.; Wolf, M. One Hundred Years of Chemical Warfare: Research, Deployment, Consequences. [S.l.]: Springer, Cham. pp. 259–271. ISBN 978-3-319-51663-9. doi:10.1007/978-3-319-51664-6_14
209. ↑  Kent G. Budge (2007). «Wuhan». The Pacific War Online Encyclopedia
210. ↑  Mitter, Rana (2013). Forgotten Ally: China's World War II, 1937–1945. [S.l.]: HMH. p. 166. ISBN 978-0547840567
211. ↑  «Archived copy». Consultado em 29 de abril de 2020. Arquivado do original em 4 de junho de 2018
212. ↑  «国民革命军马鸿宾部队81军的绥西抗战！一段不该湮没的宁夏抗战史！». 10 de novembro de 1984. Consultado em 29 de abril de 2020. Arquivado do original em 28 de abril de 2018
213. ↑  «Washington Treaty in Relation to the Use of Submarines and Noxious Gases in Warfare — World War I Document Archive». Wwi.lib.byu.edu. Consultado em 2 de dezembro de 2010
214. ↑  Y. Yoshimi and S. Matsuno, Dokugasusen Kankei Shiryō II (Materials on poison gas warfare), Kaisetsu, Hōkan 2, Jugonen Sensō Gokuhi Shiryōshu, 1997, pp. 27–29
215. ↑  Yoshimi and Matsuno, idem, Herbert Bix, Hirohito and the Making of Modern Japan, 2001, pp. 360–364
216. ↑  Nicholas D. Kristof, , New York Times, 1995
217. ↑  Japan triggered bubonic plague outbreak, doctor claims, , O príncipe Tsuneyoshi Takeda e o príncipe Takahito Mikasa receberam uma exibição especial de Shirō Ishii de um filme que mostrava aviões imperiais carregando bombas germinativas para disseminação bubônica em Ningbo em 1940. (Daniel Barenblatt, A Plague upon Humanity, 2004, p. 32.) Todas essas armas foram experimentadas em humanos antes de serem usadas no campo. «Archived copy». Consultado em 8 de fevereiro de 2016. Arquivado do original em 12 de setembro de 2011
218. ↑  Daniel Barenblatt, A Plague upon Humanity, 2004, pages 220–221.
219. ↑  Chevrier, Marie Isabelle; Chomiczewski, Krzysztof; Garrigue, Henri, eds. (2004). The Implementation of Legally Binding Measures to Strengthen the Biological and Toxin Weapons Convention: Proceedings of the NATO Advanced Study Institute, Held in Budapest, Hungary, 2001. Volume 150 of NATO science series: Mathematics, physics, and chemistry illustrated ed. [S.l.]: Springer. p. 19. ISBN 1-4020-2097-X. Consultado em 10 de março de 2014
220. ↑  Croddy, Eric A.; Wirtz, James J., eds. (2005). Weapons of Mass Destruction. Jeffrey A. Larsen, Managing Editor. [S.l.]: ABC-CLIO. p. 171. ISBN 1-85109-490-3. Consultado em 10 de março de 2014
221. ↑  Morgans, Julian (22 de outubro de 2015). «A Brief History of Meth». VICE News
222. ↑  Fenby, Jonathan (2003). Generalissimo: Chiang Kai-shek and the China He Lost illustrated ed. [S.l.]: Simon and Schuster. p. 319. ISBN 0-7432-3144-9. Consultado em 24 de abril de 2014
223. ↑  Fenby, Jonathan (2009). Chiang Kai Shek: China's Generalissimo and the Nation He Lost. [S.l.]: Da Capo Press. p. 319. ISBN 978-0-7867-3984-4. Consultado em 24 de abril de 2014
224. ↑  Fenby, Jonathan (2008). Modern China: the fall and rise of a great power, 1850 to the present. [S.l.]: Ecco. p. 284. ISBN 978-0-06-166116-7. Consultado em 24 de abril de 2014
225. ↑  Li, Leslie (1992). Bittersweet. [S.l.]: C.E. Tuttle. p. 234. ISBN 0-8048-1777-4. Consultado em 24 de abril de 2014
226. ↑  Gao, James Z. (2009). Historical Dictionary of Modern China (1800–1949). Volume 25 of Historical Dictionaries of Ancient Civilizations and Historical Eras illustrated ed. [S.l.]: Scarecrow Press. p. 350. ISBN 978-0-8108-6308-8. Consultado em 24 de abril de 2014
227. ↑  Fenby, Jonathan (2010). The General: Charles De Gaulle and the France He Saved. [S.l.]: Simon and Schuster. p. 319. ISBN 978-0-85720-067-9. Consultado em 24 de abril de 2014
228. ↑  Schaedler, Luc (outono de 2007). Angry Monk: Reflections on Tibet: Literary, Historical, and Oral Sources for a Documentary Film (PDF) (Tese de Ph.D.). University of Zurich. p. 518. Consultado em 24 de abril de 2014. Arquivado do original (PDF) em 19 de julho de 2014
229. ↑  Harmsen, Peter (2013). Shanghai 1937: Stalingrad on the Yangtze illustrated ed. [S.l.]: Casemate. p. 112. ISBN 978-1-61200-167-8. Consultado em 24 de abril de 2014
230. ↑  «Chinese Tank Forces and Battles before 1949». TANKS! E-Magazine (#4). Verão de 2001. Consultado em 2 de agosto de 2014. Arquivado do original em 7 de outubro de 2012
231. ↑  Xin Hui (8 de janeiro de 2002). «Xinhui Presents: Chinese Tank Forces and Battles before 1949». Newsletter 1-8-2002 Articles. Consultado em 2 de agosto de 2014. Arquivado do original em 7 de setembro de 2006
232. ↑  Ong, Siew Chey (2005). China Condensed: 5000 Years of History & Culture illustrated ed. [S.l.]: Marshall Cavendish. p. 94. ISBN 981-261-067-7. Consultado em 24 de abril de 2014
233. ↑  Olsen, Lance (2012). Taierzhuang 1938 – Stalingrad 1942. Numistamp. [S.l.]: Clear Mind Publishing. ISBN 978-0-9838435-9-7. Consultado em 24 de abril de 2014. Arquivado do original em 6 de agosto de 2014
234. ↑  «STORM OVER TAIERZHUANG 1938 PLAYER'S AID SHEET» (PDF). grognard.com. Consultado em 24 de abril de 2014
235. ↑  Dr Ong Siew Chey (2011). China Condensed: 5,000 Years of History & Culture reprint ed. [S.l.]: Marshall Cavendish International Asia Pte Ltd. p. 79. ISBN 978-981-4312-99-8. Consultado em 24 de abril de 2014